# Ostwestfalen-Lippe
Ostwestfalen-Lippe [ˈɔstvɛstˌfaːlən'lɪpə] ⓘ (niederdeutsch: Austwestfaolen-Lippe, Abkürzung: OWL) ist eine Region im Nordosten von Nordrhein-Westfalen. Der Begriff ist zugleich ein Synonym für den gebietsidentischen Regierungsbezirk Detmold. Der Regierungsbezirk wurde 1947 gegründet, nachdem das Land Lippe sich für die Zugehörigkeit zu Nordrhein-Westfalen entschieden hatte. Dabei wurde das Land Lippe mit Ostwestfalen zur Region Ostwestfalen-Lippe verschmolzen. In der Region wohnen etwas mehr als zwei Millionen Einwohner.
Ostwestfalen-Lippe wird im Osten durch das Weserbergland und im Süden durch das Westhessische Bergland begrenzt. Im Westen haben die Kreise Paderborn und Gütersloh Anteil an der Westfälischen Bucht und der Paderborner Hochfläche mit der Senne. Nördlich reicht die Region vom Ravensberger Hügelland über das Wiehengebirge bis in die Norddeutschen Tiefebene hinein.
Die polyzentrische Siedlungsstruktur in Ostwestfalen-Lippe weist zwei Oberzentren auf und wird überwiegend von mehreren mittelgroßen Städten geprägt. Aufgrund dieser Struktur liegt die Bevölkerungsdichte trotz des eher ländlichen Charakters der Region verhältnismäßig hoch. Dies trifft insbesondere auf die zentral liegenden Gebiete im Ravensberger Hügelland zu. Die Region beherbergt (Stand 2024) drei Großstädte, Bielefeld mit ca. 332.000, Paderborn mit ca. 156.000 und Gütersloh mit ca. 100.000 Einwohnern.
Kulturell und im Selbstverständnis der Bewohner wirken noch oft die historischen politischen und konfessionellen Grenzen in der Region fort, so dass die Region in das lutherische Minden-Ravensberg im Norden, das überwiegend katholische Hochstift Paderborn und das evangelisch-reformierte Lipperland im Osten unterteilt werden kann.

## Geographie

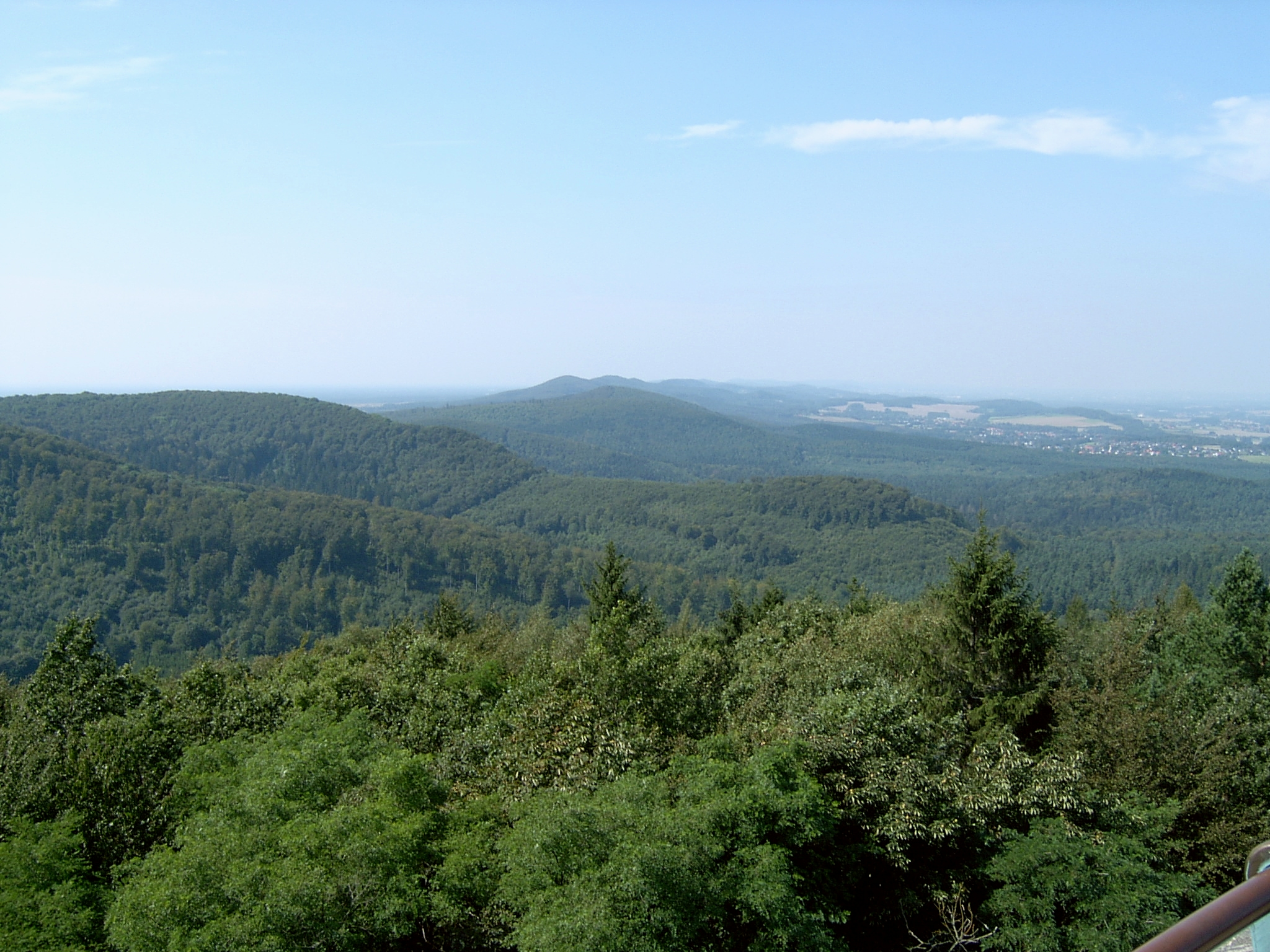
Blick vom Hermannsdenkmal auf der Grotenburg in Richtung Nordwesten über den Teutoburger Wald

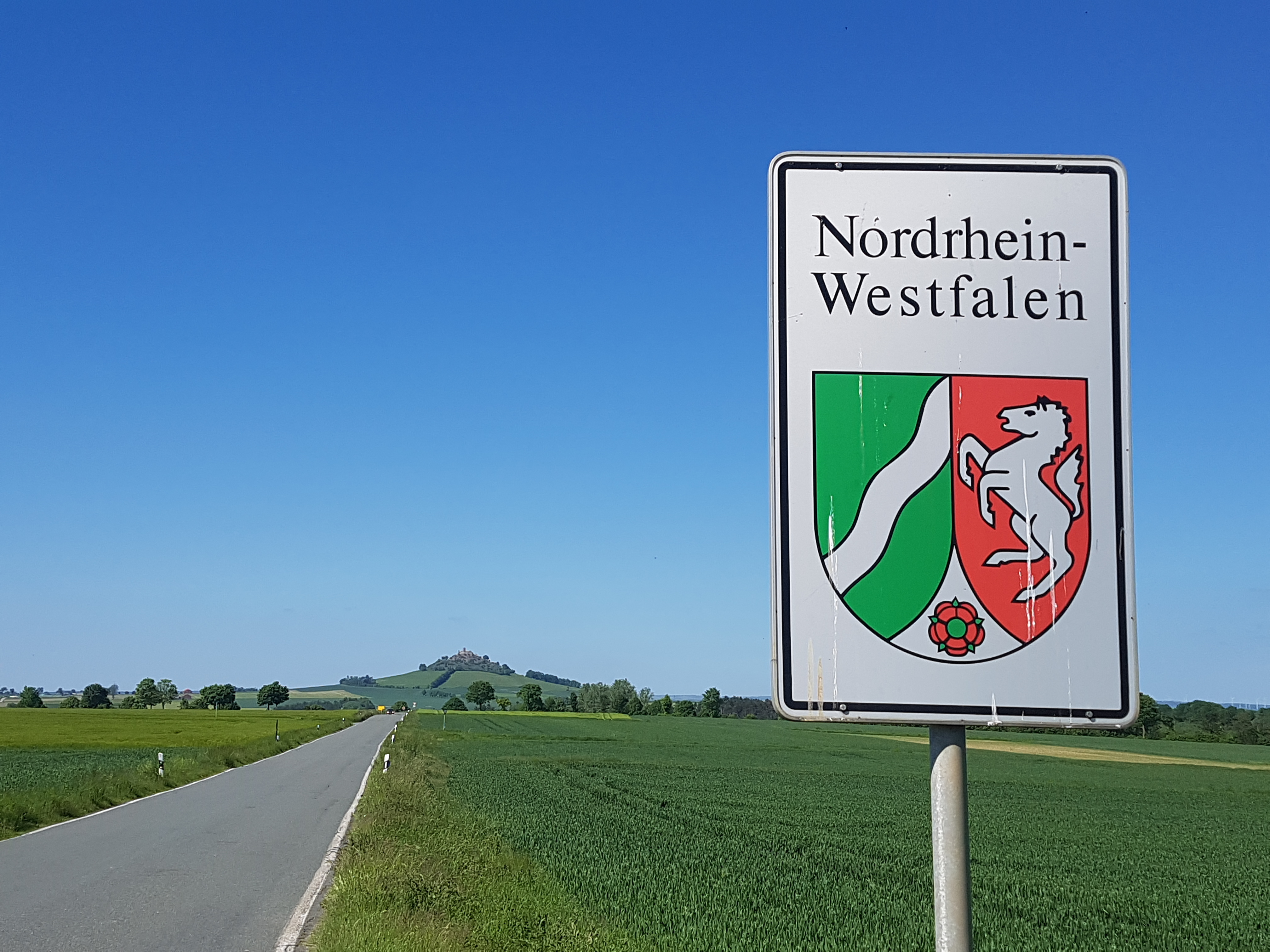
Desenberg in der Warburger Börde im Südöstlichen Ostwestfalen an der Landesgrenze zu Hessen

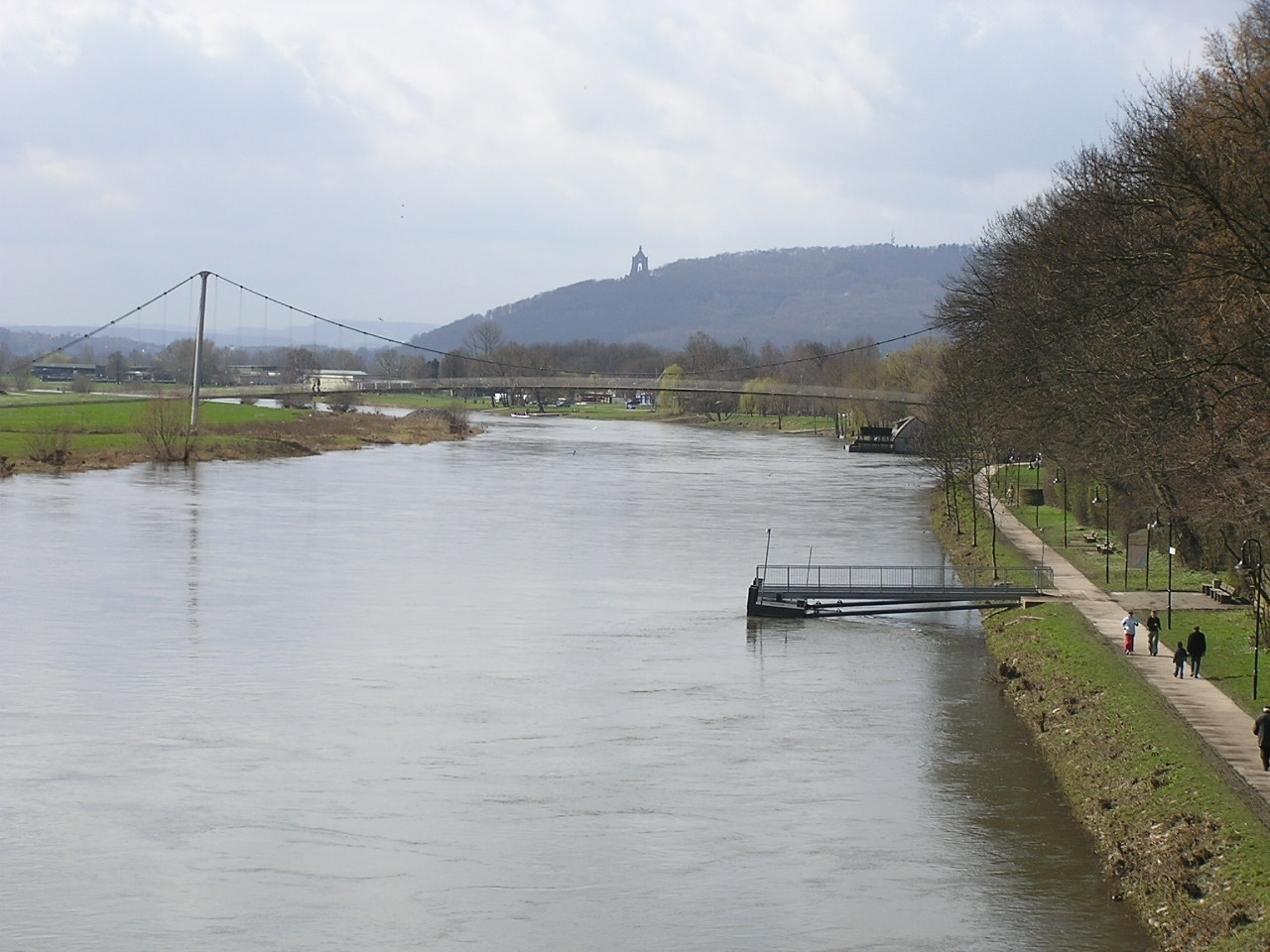
Blick von Minden auf die Weser und die Porta Westfalica

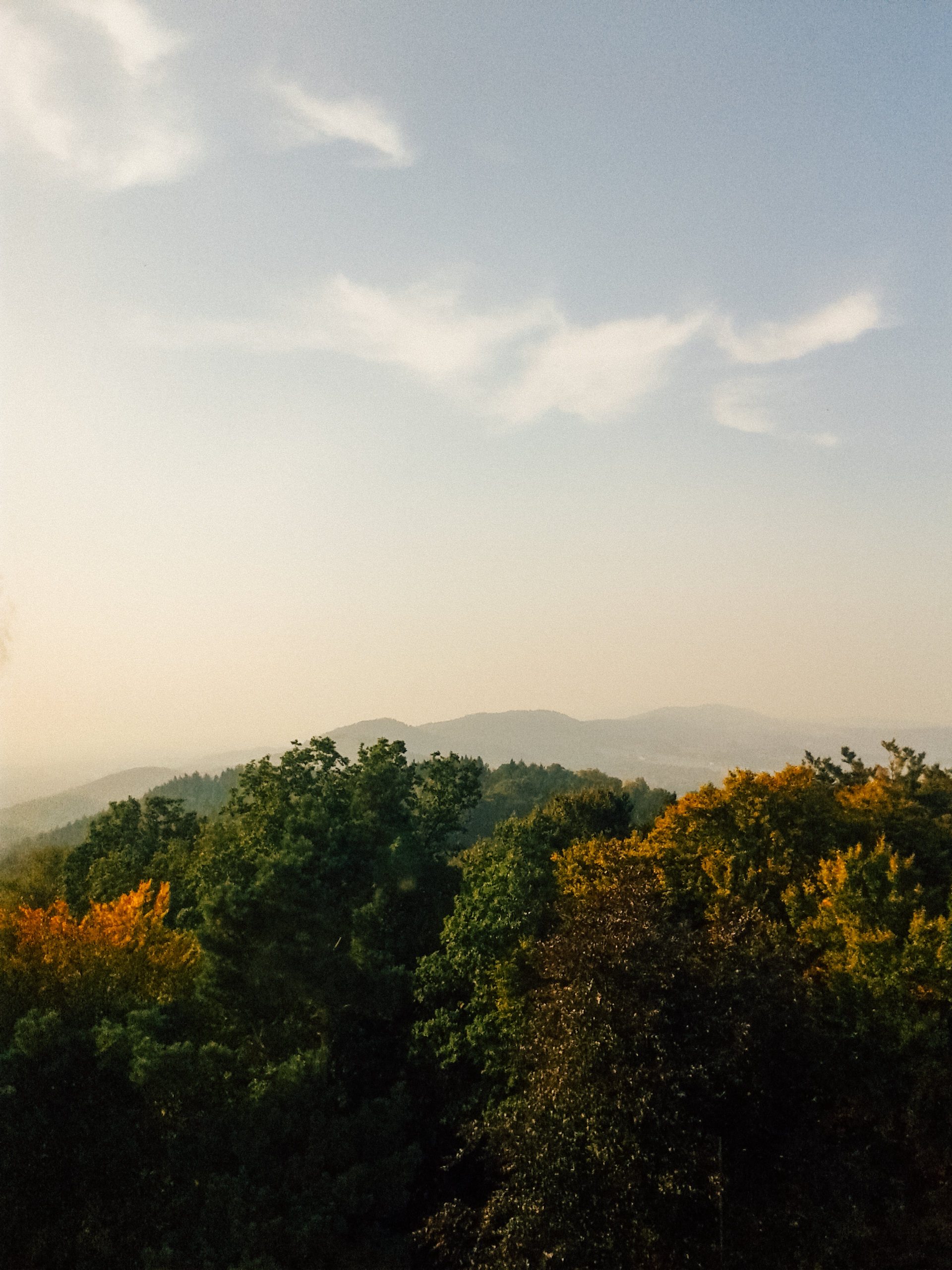
Teutoburger Wald

### Geographische Lage und Aufteilung
Ostwestfalen-Lippe umfasst Ostwestfalen und das ehemalige Land Lippe im Nordosten von Nordrhein-Westfalen am Übergang der Mittelgebirge in die Norddeutsche Tiefebene. Die Region bildet im Wesentlichen eine verwaltungspolitische Einheit; von einer einheitlichen Landschaft beziehungsweise einer homogenen naturräumlichen Einheit kann nur bedingt geredet werden.
Die Abgrenzung erfolgt administrativ, natürliche Grenzen besitzt die Region nur an wenigen Stellen. Im Osten wird die Region teilweise von der Weser begrenzt, die im weiteren Verlauf noch zweimal die Regionsgrenze quert. Im Süden liegt das Westhessische Bergland. Im Westen hat die Region in den Kreisen Paderborn und Gütersloh Anteil an der Westfälischen Bucht und der Emssandebene, wozu auch die Senne bei Paderborn zählt. Im Norden reicht das Mindener Land bis in die Norddeutsche Tiefebene.
Zentrale Bereiche sind das Lipper Bergland und das Ravensberger Hügelland zwischen den Mittelgebirgen Wiehengebirge und Teutoburger Wald. Der Teutoburger Wald wird südlich durch das Eggegebirge fortgesetzt. Östlich davon liegen die Warburger Börde und das Oberwälder Land, westlich davon die Paderborner Hochfläche und das Sintfeld. Diese Mittelgebirgsgegenden sind Teil des Unteren und Oberen Weserberglandes.
Der Köterberg in der Nähe von Lügde ist mit 496 m ü. NN die höchste Erhebung im Regierungsbezirk. An einer Flanke des bereits zum Sauerland gehörenden Totenkopfs bei Bad Wünnenberg erreicht Ostwestfalen-Lippe mit 498 m ü. NN seinen höchsten Punkt. Der niedrigste Punkt liegt bei Petershagen im äußersten Nordosten mit rund 27 m im Wesertal. Ostwestfalen-Lippe hat eine Fläche von 6520 km², eine maximale Nord-Süd-Ausdehnung von 118 km und eine maximale West-Ost-Ausdehnung von rund 82 km.
Historisch befanden sich auf dem Gebiet des heutigen Ostwestfalen-Lippe mehrere Vorgängerstaaten. Im heutigen Kernbereich der Region befanden sich die Grafschaft Ravensberg sowie das Fürstentum Lippe. Der Norden der Region wurde komplett vom Fürstentum Minden abgedeckt. Den südöstlichen Teil von Ostwestfalen-Lippe bildete das Hochstift Paderborn. Im Südwesten grenzten die Grafschaft Rietberg sowie die Herrschaft Rheda an dieses an. 1815 gingen bis auf das Fürstentum Lippe alle diese Gebiete im Staate Preußen auf und bildeten dort den Regierungsbezirk Minden in der preußischen Provinz Westfalen. Er wurde häufig als Synonym für Ostwestfalen benutzt.

### Angrenzende Gebiete
Ostwestfalen-Lippe ist im Nordwesten, Norden und Osten von den niedersächsischen Landkreisen Osnabrück, Diepholz, Nienburg/Weser, Schaumburg, Hameln-Pyrmont, Holzminden und Northeim umschlossen. Im Süden grenzt Ostwestfalen-Lippe an die hessischen Landkreise Kassel und Waldeck-Frankenberg (beide Regierungsbezirk Kassel). Im Westen grenzt die Region an die nordrhein-westfälischen Kreise Soest, Hochsauerlandkreis (beide Regierungsbezirk Arnsberg) und Warendorf (Regierungsbezirk Münster).

### Gewässer
Ostwestfalen-Lippe wird überwiegend durch die Weser im Osten und die Ems im Westen nach Norden in die Nordsee entwässert. Dazwischen bildet sich in Höhe des Teutoburger Waldes die Weser-Ems-Wasserscheide zwischen diesen beiden Flusssystemen aus und setzt sich nach Norden hin über das Wiehengebirge fort. Die Weser durchbricht bei Porta Westfalica das Wiehengebirge. Größere Wesernebenflüsse sind die Werre, Nethe, Diemel und Emmer. Die Else und die Bega im Ravensberger Hügelland bzw. im Lipper Bergland entwässern in die Werre. Neben der Ems entspringt in der Senne auch die Lippe, die den Südwesten bei Paderborn zum Rhein hin entwässert und somit ein drittes Einzugsgebiet neben denen von Ems und Weser darstellt.

### Geologie

Geologische Karte von OWL

Ostwestfalen-Lippes Mittelgebirgsregionen bestehen überwiegend aus Tonmergel-, Kalk- und Sandsteinen aus dem Trias, Jura und der Kreidezeit. Der Ton ist Rohstoff zur Ziegelherstellung. Bekannteste Steinarten sind der Porta-Sandstein und der Osning-Sandstein. Diese Schichten wurden durch Erdfaltung aufgefaltet und bei der Bildung von Wiehengebirge, Teutoburger Wald und Eggegebirge in viele Sättel, Mulden, Horste und Gräben zerlegt. Die Gebirge werden als Bruchfaltengebirge beschrieben. Die einzelnen Schichten sind aus ihrer ursprünglich horizontal übereinanderliegenden Lage in eine nebeneinander oder gar in überkippter Lagerung gefaltet worden. In Ostwestfalen-Lippe beschreibt man die daraus entstehende Gebirgsform auch als Egge, die durch Dören bzw. Siepen voneinander getrennt sind. In den Beckenlagen wie Ravensberger Hügelland und Westfälische Bucht und im Wesertal wurden in der Eiszeit Lockergesteine wie Sand, Kies, Löß, Geschiebemergel abgelagert. Die mächtigsten Schichten des fruchtbaren Lößbodens aus dem Quartär finden sich vor allem in den Übergangsbereichen zur Westfälischen Bucht, zur Norddeutschen Tiefebene und in den Tälern.
Der Löss als bester Boden kennzeichnet vor allem die Warburger, die Steinheimer, die Blomberger und die Lemgo-Detmolder Mulde, das Ravensberger Hügelland, den Nordsaum des Wiehengebirges (Lübbecker Lößland) und Teile der Paderborner Hochfläche. Somit befinden sich, von der Paderborner Hochfläche und kleineren Partien im Mindener Land abgesehen, von guten Böden begünstigte Landstriche im gebirgigen Teil Ostwestfalen-Lippes und hier vornehmlich in den Niederungen. Eingetieft in die Landschaft reihen sich von Süden nach Norden mehrere Bördelandschaften hintereinander: Die Warburger, die Steinheimer und die Ravensberger Börde.
Im Westen Ostwestfalen-Lippes erstreckt sich auf etwa 250 km² südwestlich des Übergangs vom Teutoburger Wald zum Eggegebirge bis zur Paderborner Hochfläche die von Sandboden geprägte Senne. Sie umfasst Teile der Kreise Gütersloh, Paderborn und Lippe sowie der Stadt Bielefeld.

### Flächennutzung

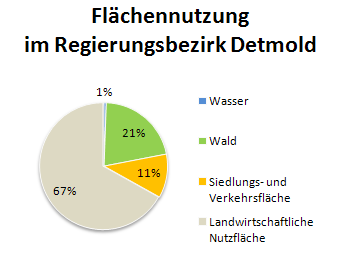
Flächennutzung in OWL (2005)

Durch die fruchtbaren Böden gehören weite Teile Ostwestfalen-Lippes, insbesondere der Raum Minden-Ravensberg zum Altsiedelland. Durch intensive, jahrhundertelange menschliche Nutzung ist das Gebiet zu einer vergleichsweise dicht besiedelten, kleinräumigen, sowie auch im Vergleich zum restlichen Nordrhein-Westfalen relativ waldarmen Kulturlandschaft umgewandelt worden. Größere Waldgebiete finden sich im Wesentlichen nur auf den Höhenzügen der Mittelgebirge und machen nur rund 21 % der Fläche aus, was im Landes- und vor allem Bundesvergleich ein niedriger Wert ist. Obwohl im Bundesvergleich dicht besiedelt, hat Ostwestfalen-Lippe im Vergleich zu anderen nordrhein-westfälischen Gebieten einen recht ländlich geprägten Charakter, der sich aus der intensiven und vor allem flächenanteilig großen landwirtschaftlichen Nutzung ergibt. Über zwei Drittel der Fläche sind Äcker oder Weiden.

### Klima
Ostwestfalen-Lippe befindet sich nach der geographischen Lage im atlantischen Klimabereich mit milden Wintern und kühlen Sommern, niederschlagsreich und von den Temperaturen her verhältnismäßig ausgeglichen. Die Beckenlandschaft des Berglandes und der Wesertalung ist wärmer als die Hochflächen und Randgebiete, in denen das Frühjahr bis zu zwei Wochen später seinen Einzug hält. Die vorherrschende Windrichtung aus Südwest führt teilweise zu Austrocknung der Böden, vor allem auf der Paderborner Hochfläche, aber auch Teilen der Senne. Der Teutoburger Wald und das Eggegebirge sind Riegel in dieser Windrichtung und daher Regenfänger: Hier liegt die Niederschlagsmenge bei bis zu 1000 mm, östlich davon sind niederschlagsarme Gegenden wie die Warburger Börde zu finden – mit Niederschlägen von 750 mm.

## Bevölkerung

Bevölkerungsdichte in OWL (2008)

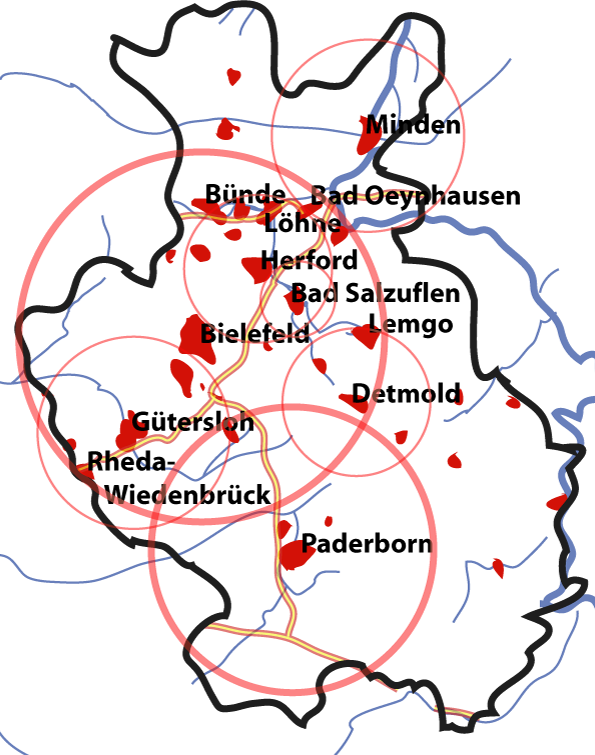
Städte und Einzugsbereiche

### Bevölkerungsdichte und Bevölkerungsverteilung
Ostwestfalen-Lippe hat rund 2,06 Millionen Einwohner und umschließt eine Fläche von etwa 6500 Quadratkilometern. Dies entspricht etwas über zehn Prozent der Einwohner, aber rund einem Fünftel der Fläche Nordrhein-Westfalens. Ostwestfalen-Lippe weist damit die geringste Bevölkerungsdichte im Vergleich zu den übrigen Regierungsbezirken in NRW auf, hat aber eine annähernd doppelt so hohe Bevölkerungsdichte im Vergleich zum angrenzenden Niedersachsen und liegt auch oberhalb der Bevölkerungsdichte des Bundes.
| Kreise und kreisfreie Stadt in Ostwestfalen-Lippe | Kreise und kreisfreie Stadt in Ostwestfalen-Lippe | Kreise und kreisfreie Stadt in Ostwestfalen-Lippe | Kreise und kreisfreie Stadt in Ostwestfalen-Lippe | Kreise und kreisfreie Stadt in Ostwestfalen-Lippe |
| ------------------------------------------------- | ------------------------------------------------- | ------------------------------------------------- | ------------------------------------------------- | ------------------------------------------------- |
|                                                   |                                                   |                                                   |                                                   | Einwohnerzahl                                     |
| Kreis Gütersloh                                   | Kreis Gütersloh                                   |                                                   | 372.938                                           | 372.938                                           |
| Kreis Lippe                                       | Kreis Lippe                                       |                                                   | 349.781                                           | 349.781                                           |
| Bielefeld                                         | Bielefeld                                         |                                                   | 338.410                                           | 338.410                                           |
| Kreis Minden-Lübbecke                             | Kreis Minden-Lübbecke                             |                                                   | 316.196                                           | 316.196                                           |
| Kreis Paderborn                                   | Kreis Paderborn                                   |                                                   | 315.400                                           | 315.400                                           |
| Kreis Herford                                     | Kreis Herford                                     |                                                   | 253.136                                           | 253.136                                           |
| Kreis Höxter                                      | Kreis Höxter                                      |                                                   | 141.883                                           | 141.883                                           |
| Stand: 31. Dezember 2023.                         |                                                   |                                                   |                                                   |                                                   |

Dabei konzentriert sich die Bevölkerung stark auf die Agglomeration Gütersloh-Bielefeld-Herford entlang der Bahnstrecke Hamm–Minden und den Straßen A 2 und B 61. Der Kreis Herford ist mit einer durchschnittlichen Einwohnerdichte von 557 Einwohnern pro km² für einen Kreis dicht besiedelt. Diese Einwohnerdichte zieht sich über die kreisfreie Stadt Bielefeld in den Kreis Gütersloh mit 376 Einwohnern pro km², während die Kreise Lippe mit 280 Einwohnern pro km², Minden-Lübbecke (270 Einwohner/km²), Paderborn (246 Einwohner/km²) und Höxter (117 Einwohner/km²) eher ländlich geprägte Gebiete sind. Der Kreis Höxter ist damit der dünnstbesiedelte Kreis in Nordrhein-Westfalen. Oberzentren sind die Universitätsstädte Bielefeld und Paderborn. Dritte Großstadt in der Region ist Gütersloh, weitere größere Städte sind Minden, der Verwaltungssitz Detmold und Herford.
Die Bertelsmann-Stiftung sagt für 2030 einen Rückgang der Bevölkerungszahl in der Region von 6,2 Prozent von rund 2,07 Millionen auf dann rund 1,9 Millionen Einwohner voraus.
| Städte in Ostwestfalen-Lippe mit mehr als 30.000 Einwohnern | Städte in Ostwestfalen-Lippe mit mehr als 30.000 Einwohnern | Städte in Ostwestfalen-Lippe mit mehr als 30.000 Einwohnern | Städte in Ostwestfalen-Lippe mit mehr als 30.000 Einwohnern | Städte in Ostwestfalen-Lippe mit mehr als 30.000 Einwohnern |
| ----------------------------------------------------------- | ----------------------------------------------------------- | ----------------------------------------------------------- | ----------------------------------------------------------- | ----------------------------------------------------------- |
|                                                             |                                                             |                                                             |                                                             | Einwohnerzahl                                               |
| Bielefeld                                                   | Bielefeld                                                   |                                                             | 338.410                                                     | 338.410                                                     |
| Paderborn                                                   | Paderborn                                                   |                                                             | 155.749                                                     | 155.749                                                     |
| Gütersloh                                                   | Gütersloh                                                   |                                                             | 102.464                                                     | 102.464                                                     |
| Minden                                                      | Minden                                                      |                                                             | 83.100                                                      | 83.100                                                      |
| Detmold                                                     | Detmold                                                     |                                                             | 74.835                                                      | 74.835                                                      |
| Herford                                                     | Herford                                                     |                                                             | 67.265                                                      | 67.265                                                      |
| Bad Salzuflen                                               | Bad Salzuflen                                               |                                                             | 54.585                                                      | 54.585                                                      |
| Rheda-Wiedenbrück                                           | Rheda-Wiedenbrück                                           |                                                             | 49.849                                                      | 49.849                                                      |
| Bad Oeynhausen                                              | Bad Oeynhausen                                              |                                                             | 49.566                                                      | 49.566                                                      |
| Bünde                                                       | Bünde                                                       |                                                             | 45.891                                                      | 45.891                                                      |
| Lemgo                                                       | Lemgo                                                       |                                                             | 40.531                                                      | 40.531                                                      |
| Löhne                                                       | Löhne                                                       |                                                             | 40.162                                                      | 40.162                                                      |
| Porta Westfalica                                            | Porta Westfalica                                            |                                                             | 36.300                                                      | 36.300                                                      |
| Lage                                                        | Lage                                                        |                                                             | 35.311                                                      | 35.311                                                      |
| Delbrück                                                    | Delbrück                                                    |                                                             | 32.874                                                      | 32.874                                                      |
| Rietberg                                                    | Rietberg                                                    |                                                             | 30.461                                                      | 30.461                                                      |
| Stand: 31. Dezember 2023.                                   |                                                             |                                                             |                                                             |                                                             |

### Einwohnerentwicklung

Einwohnerentwicklung seit 1905

Die folgende Übersicht zeigt die Einwohnerzahlen der Region. Die Zahlen ab 1939 beziehen sich auf den heutigen (seit 1975 aktuellen) Gebietsstand des Regierungsbezirks Detmold. Die Zahlen für 1905, 1925 sowie 1933 beruhen den Einwohnerzahlen des Regierungsbezirks Detmold nach 1961er-Gebietsstand zuzüglich Benteler (1970 vom Kreis Beckum in den Kreis Wiedenbrück umgegliedert), Harsewinkel, Greffen und Marienfeld (1973 vom Kreis Warendorf in den Kreis Gütersloh umgegliedert) und abzüglich Lette (1970 vom Kreis Wiedenbrück in den Kreis Beckum umgegliedert), Essentho, Meerhof, Oesdorf und Westheim (1975 vom Kreis Büren in den Hochsauerlandkreis umgegliedert), Garfeln, Hörste und Rebbeke (1975 vom Kreis Büren in den Kreis Soest umgegliedert).
Bei den Zahlen handelt es sich bis 1970 sowie für 1987 um Volkszählungsergebnisse und ab 1975 um amtliche Fortschreibungen des Statistischen Landesamtes. Die Zahlen für 1975, 1980 und 1985 sind geschätzte Werte, die Zahlen ab 1987 Fortschreibungen auf Basis der Ergebnisse der Volkszählung von 1987. Die Angaben beziehen sich auf die Wohnbevölkerung bzw. ab 1987 auf die Bevölkerung am Ort der Hauptwohnung.
| Jahr            | Einwohner |
| --------------- | --------- |
| 1905 (1. Dez.)  | 831.428   |
| 1925 (16. Juni) | 968.804   |
| 1933 (16. Juni) | 1.046.311 |
| 1939 (17. Mai)  | 1.115.634 |
| 1950 (13. Sep.) | 1.502.271 |
| 1961 (6. Juni)  | 1.611.083 |

| Jahr            | Einwohner |
| --------------- | --------- |
| 1970 (27. Mai)  | 1.746.456 |
| 1975 (31. Dez.) | 1.798.574 |
| 1980 (31. Dez.) | 1.817.168 |
| 1985 (31. Dez.) | 1.785.400 |
| 1987 (17. Mai)  | 1.793.359 |
| 1990 (31. Dez.) | 1.895.404 |

| Jahr            | Einwohner |
| --------------- | --------- |
| 1995 (31. Dez.) | 2.012.908 |
| 2000 (31. Dez.) | 2.055.795 |
| 2005 (31. Dez.) | 2.069.758 |
| 2007 (31. Dez.) | 2.059.198 |
| 2010 (31. Dez.) | 2.038.323 |

### Religion

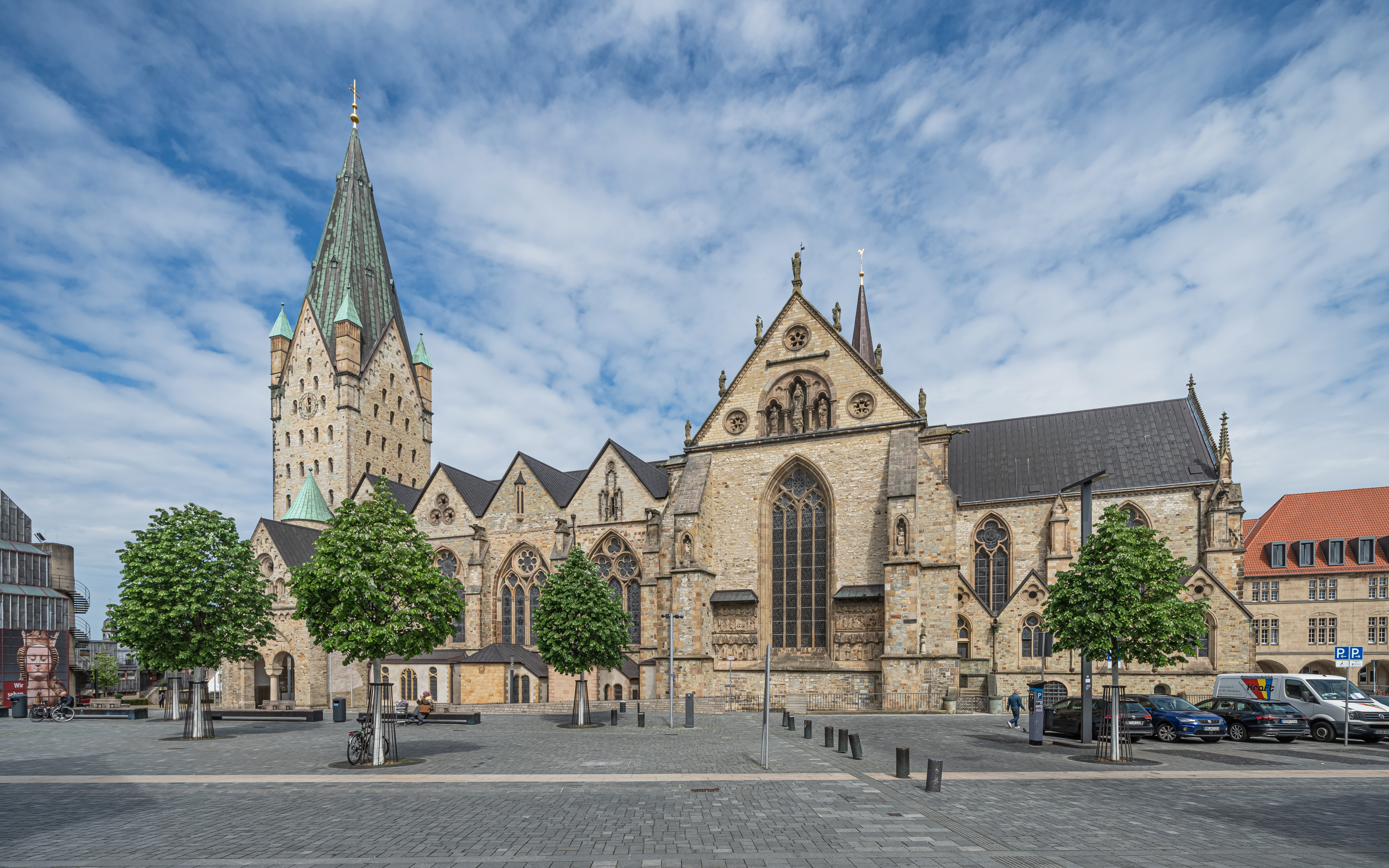
Paderborner Dom

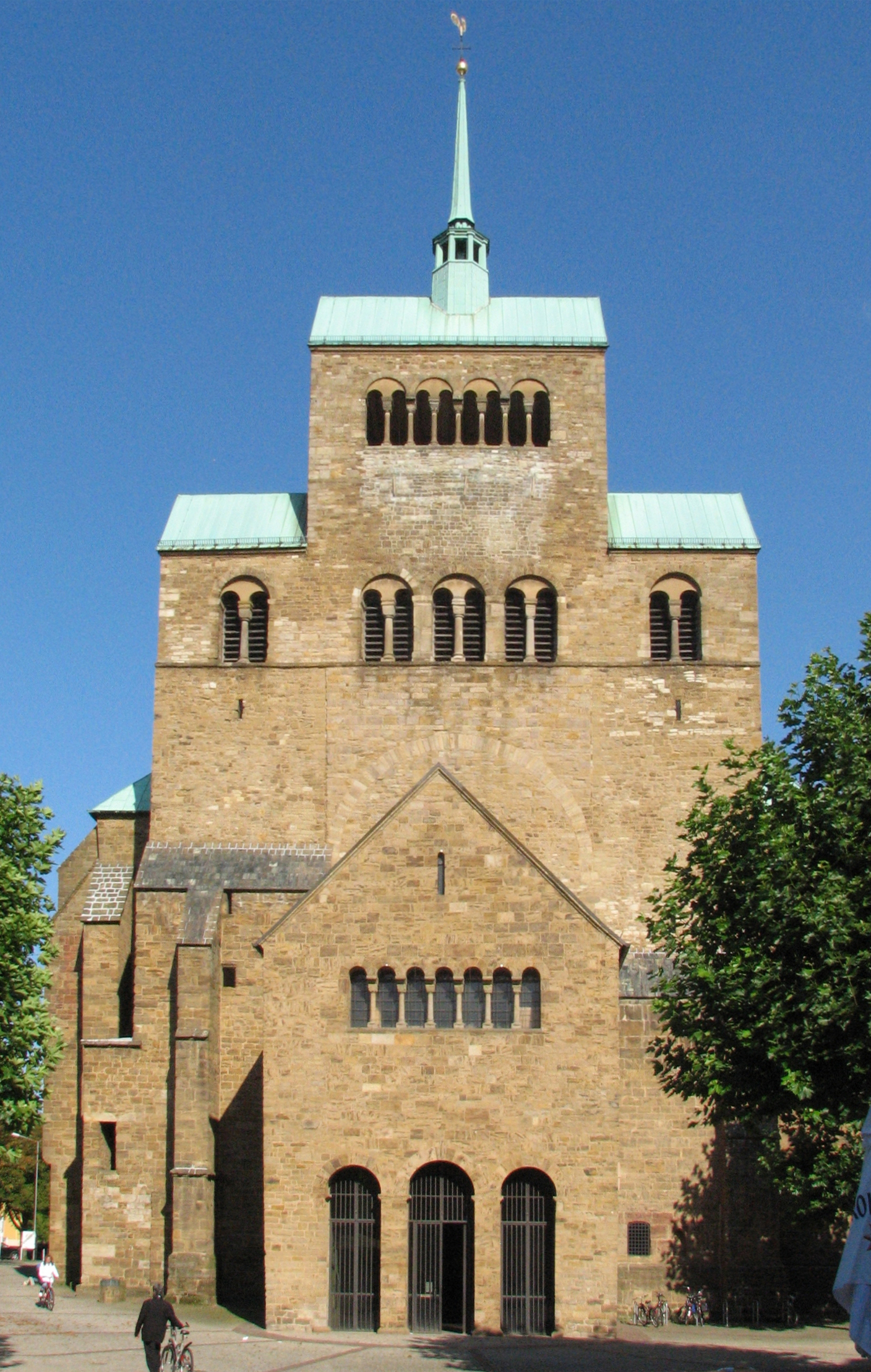
Dom zu Minden

Durch die Region verläuft seit der Reformation die Trennlinie zwischen den beiden großen christlichen Bekenntnissen. Die Bevölkerung war im Norden (die Kreise Minden-Lübbecke, Herford und Lippe sowie Bielefeld) lange Zeit fast gänzlich evangelisch, im Süden (die Kreise Paderborn und Höxter) rein katholisch, im Raum des heutigen Kreises Gütersloh kamen beide Religionsgruppen vor. Innerhalb des evangelischen Gebietes überwiegt in Lippe das reformierte, ansonsten das lutherische Bekenntnis.
Die Bistümer Minden (bis 1648) und Paderborn waren seit der Zeit Karls des Großen katholische Bistumssitze, Corvey und Herford bedeutende Reichsabteien. Paderborn hat eine historische Bedeutung erlangt, da hier der Papst Leo III. mit Karl dem Großen dessen Kaiserkrönung vereinbarte und damit das Fundament für das Heilige Römische Reich Deutscher Nation (HRR) gelegt wurde. Das Hochstift Paderborn wurde ab dem 13. Jahrhundert (nach dem Tod von Heinrich dem Löwen und dem Zerfall der Welfenherrschaft) bis 1803 von Fürstbischöfen regiert. Die Stadt Paderborn sowie einige Städte des ehemaligen Hochstifts selbst waren nach der Reformation zwischenzeitlich protestantisch, wurden aber unter dem Domherrn und späteren Bischof Dietrich von Fürstenberg sowie mit Hilfe der Jesuiten und anderer Orden wieder katholisch. Charakteristisch für das katholische Hochstift ist die hohe Anzahl an Prozessionen, die weit über der Anzahl der katholischen Prozessionen zu Christi Himmelfahrt und zu Fronleichnam liegen, und die Wallfahrtsorte wie zum Beispiel Kleinenberg (Marienwallfahrtsort) sowie die hohe Anzahl von Klöstern und Ordensniederlassungen im Erzbistum Paderborn, ebenso die relativ hohe Anzahl der katholischen Priester und Bischöfe, die aus dem ehemaligen Hochstiftgebiet stammen. Es gibt zudem eine Eremitenklause Klus Eddessen im Hochstiftgebiet. Im ehemaligen Hochstift gab es zwei protestantische Orte, Herlinghausen und Hagedorn, was zeigt, dass der Rechtsgrundsatz Cuius regio, eius religio nicht so strikt auszulegen ist. Paderborn ist seit 1930 Erzbistum, ein Umstand, der das katholische Selbstverständnis von Stadt und Umland prägt. Die Bevölkerung und die Geistlichkeit des Erzbistums wird als konservativer als die der anderen katholischen Bistümer in Nordrhein-Westfalen betrachtet.
Im 19. Jahrhundert erfasste die lutherische Erweckungsbewegung, geführt u. a. von Pastor Johann Heinrich Volkening, große Teile der Bevölkerung Minden-Ravensbergs und vertiefte das christliche Leben. Jöllenbeck (heute Teil Bielefelds) wurde einer der Ausgangspunkte für die evangelische Posaunenchorbewegung. Posaunenchöre sind seitdem lebendiger Bestandteil des Gemeindelebens in der Region, oft zu hören in Gottesdiensten, bei Beerdigungen und sonntäglichen Ehrungen älterer Gemeindemitglieder. Die meisten Protestanten gehören der Evangelischen Kirche von Westfalen an, die ihren Sitz in Bielefeld hat. Auf dem Gebiet des früheren Fürstentums Lippe, annähernd identisch mit dem Kreis Lippe, besteht mit der
Lippischen Landeskirche eine der zwei in Deutschland bestehenden reformierten Landeskirchen.
Wie überall haben sich spätestens seit Mitte des 20. Jahrhunderts die genannten Gegensätze bedeutend abgeschwächt. Bedeutete noch der Zuzug der Heimatvertriebenen ab 1945 für die Landbevölkerung oft den ersten Kontakt mit Menschen der jeweils anderen Konfession, wurde dies infolge der stetig wachsenden Mobilität immer selbstverständlicher. Bald brachten die zahlreichen Arbeitsmigranten und Aussiedler ihre jeweiligen Glaubensrichtungen mit nach Ostwestfalen-Lippe. Andererseits macht die allgemeine „Entchristlichung“ auch vor der Region nicht halt. Besonders in den evangelischen Gebieten sind die Kirchen sonntags nur wenig besucht, inzwischen haben einige Gemeinden mit Finanzproblemen zu kämpfen.

### Sprache

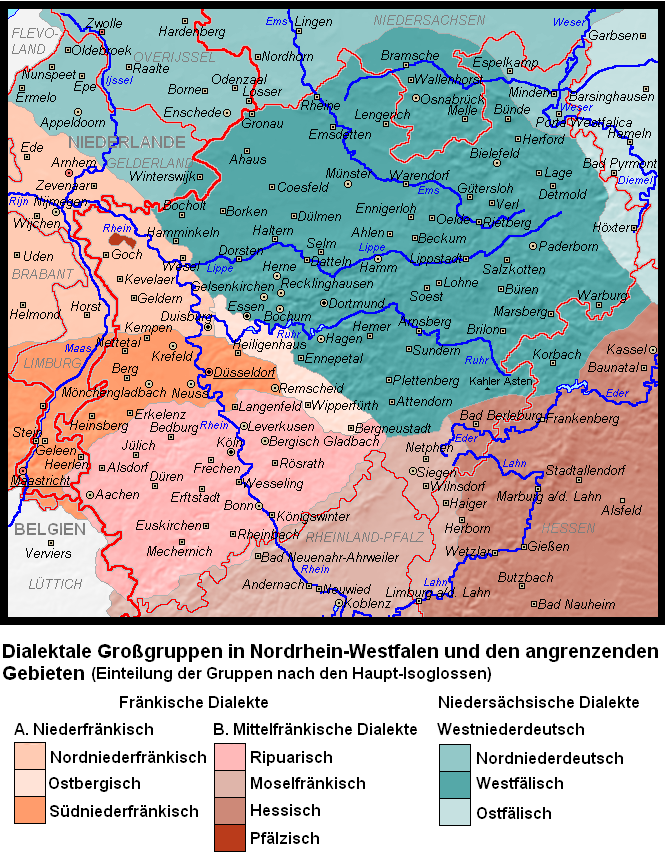
Das westfälische Sprachgebiet und seine Umgebung

Historisch gehören Ostwestfalen und Lippe überwiegend zur Mundartgruppe Ostwestfälisch des Westfälischen Dialekts. Alle westfälischen Mundartgruppen sind durch eine starke Diphthongierung gekennzeichnet (uo, üö, uë und ao). Die Zahl der Sprecher des Plattdeutschen ist inzwischen verschwindend gering und wurde weitgehend auch in der Umgangssprache vom Hochdeutschen abgelöst. „Platt“ erfreut sich jedoch bei älteren Bewohnern z. B. in Form von plattdeutschen Gottesdiensten immer noch einer gewissen Beliebtheit. Einzelne plattdeutsche Ausdrücke und der aber insgesamt nur schwach ausgeprägte Akzent der Bewohner deuten jedoch immer noch auf diese insgesamt als historisch zu bezeichnende Zugehörigkeit zum niederdeutschen Sprachraum hin. Teile des östlichen Ostwestfalen-Lippe entlang der Weser gehen bereits in die Dialektgruppe des Ostfälischen über. Der äußerste Nordosten Ostwestfalen-Lippes wird dagegen bereits zum Gebiet des Nordniederdeutschen gezählt. Alle genannten Sprachgruppen zählen aber zum Niederdeutschen bzw. zum Niedersächsischen, sodass der Übergang als fließend bezeichnet werden kann.
Diese gemeinsamen Sprachwurzeln sind ein verbindendes Element im Regionalbewusstsein der Lipper und der Ostwestfalen. Außerdem deutet der Sprachraum auf kulturelle Gemeinsamkeiten mit dem restlichen Westfalen und dem niedersächsischen Kulturraum hin, gleichzeitig aber auch auf die relativ ausgeprägten kulturellen Unterschiede zwischen den westfälisch-lippischen und den rheinländischen Landesteilen Nordrhein-Westfalens.

## Verwaltung und Politik

### Verwaltung

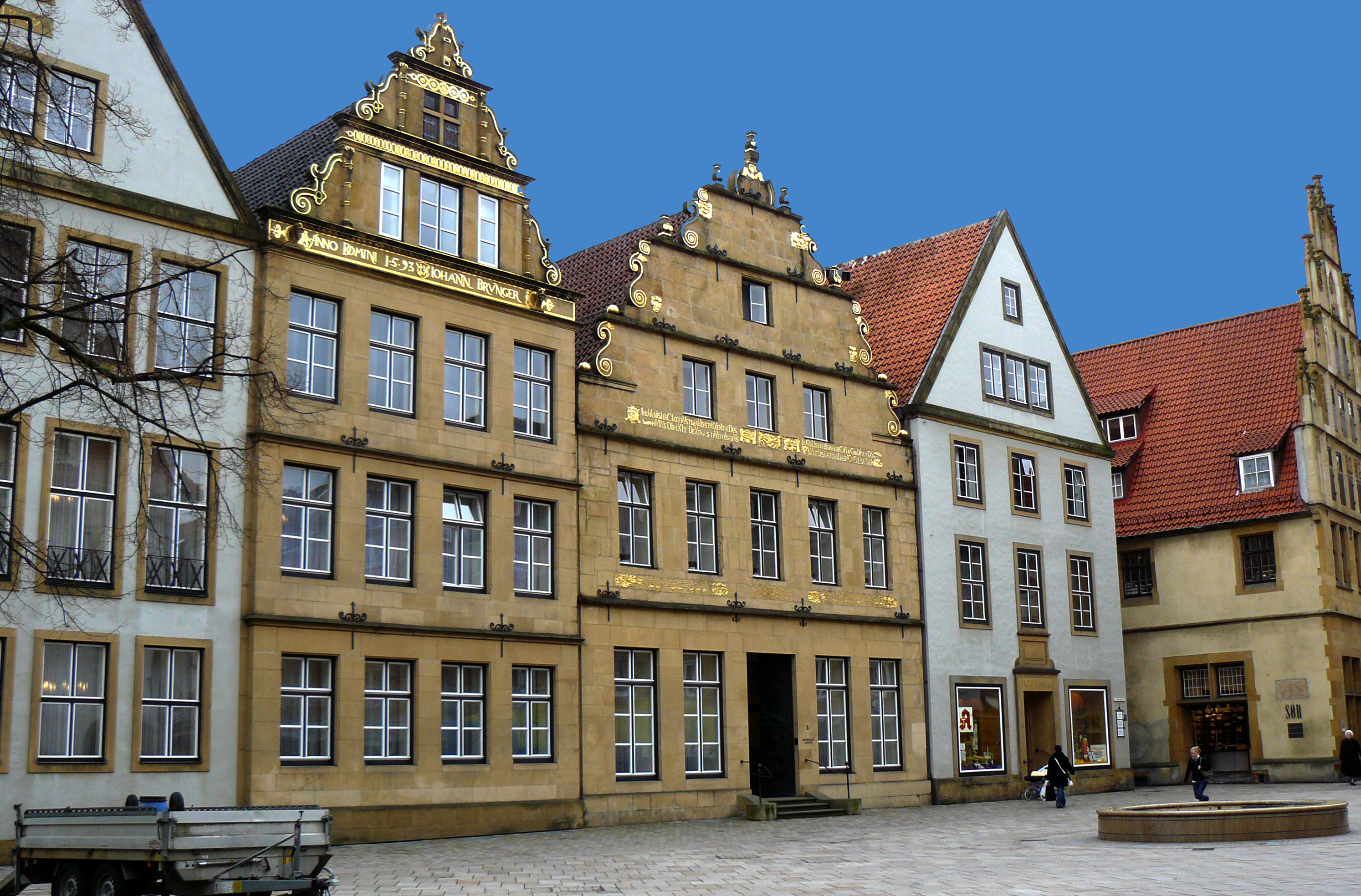
Alter Markt in Bielefeld

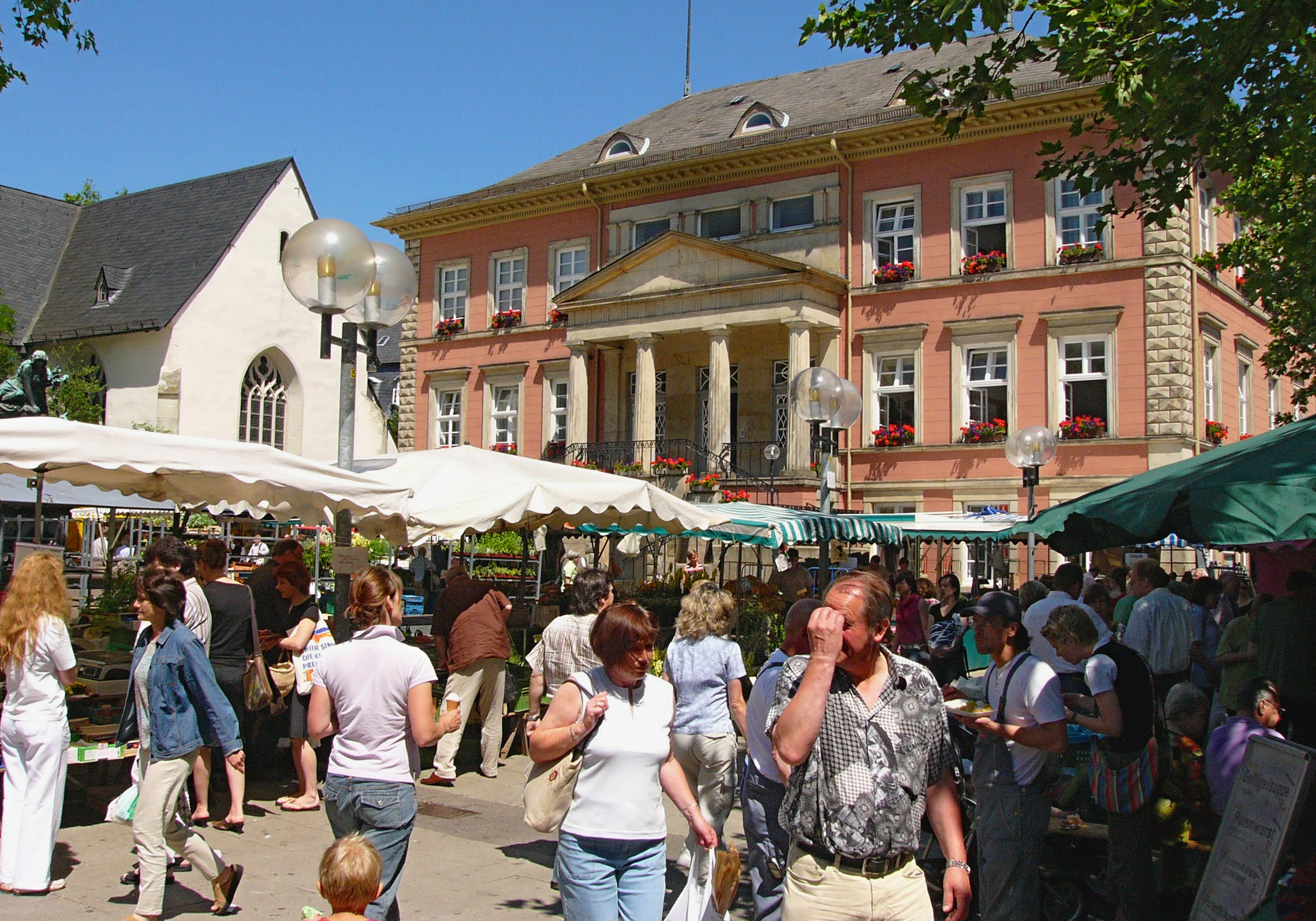
Rathaus Detmold

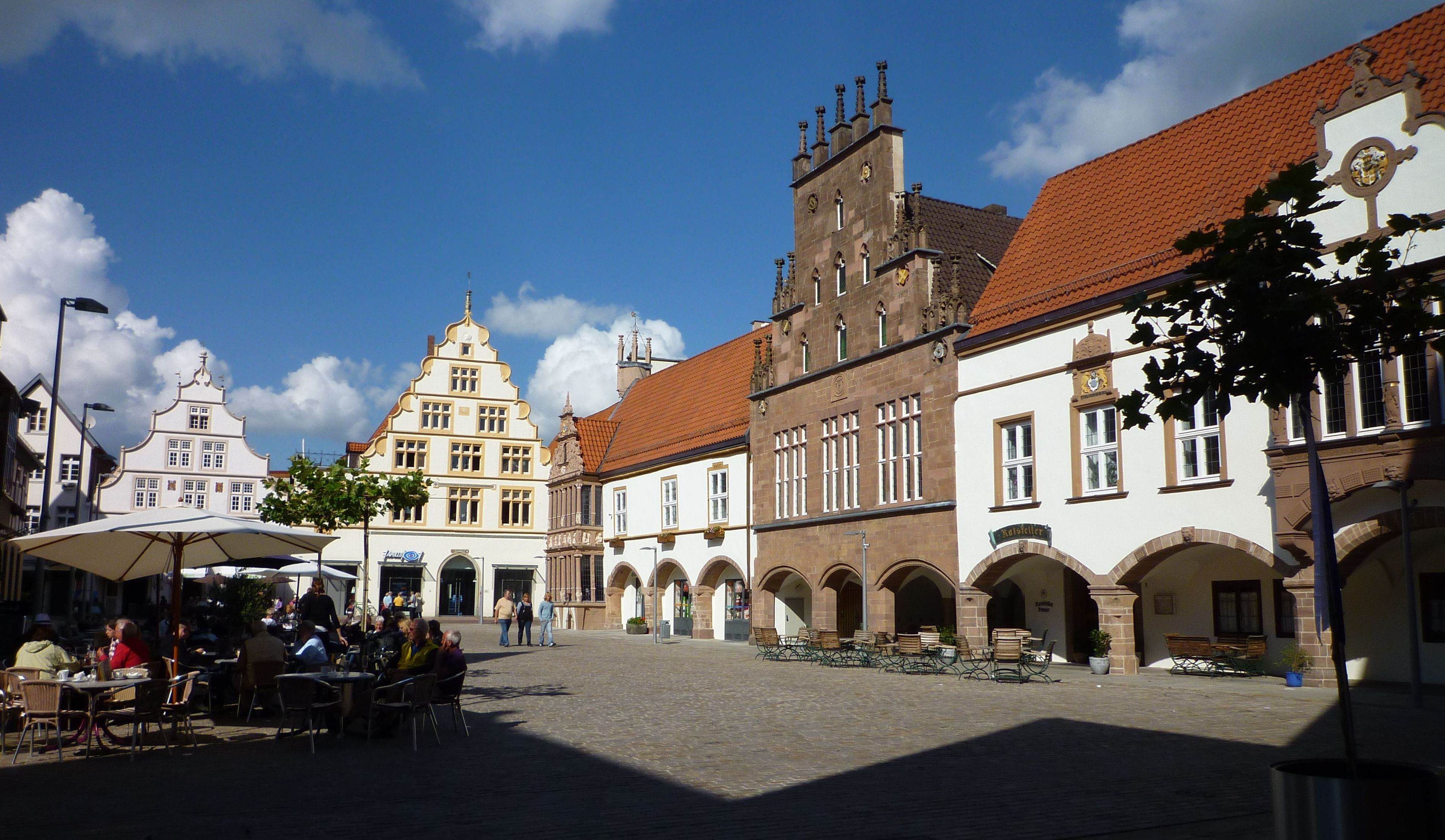
Das Rathaus Lemgo als epochenübergreifendes Baudenkmal

Die Region ist hinsichtlich der räumlichen Ausdehnung mit dem Regierungsbezirk Detmold identisch. Letzterer wird im allgemeinen, nicht aber offiziellen, Sprachgebrauch bisweilen auch als Ostwestfalen-Lippe genannt. Ostwestfalen-Lippe gliedert sich in die kreisfreie Stadt Bielefeld und die Kreise Gütersloh, Herford, Höxter, Lippe, Minden-Lübbecke und Paderborn. Ostwestfalen-Lippe ist jedoch historisch-politisch keine Einheit. 80 Prozent der Fläche gehen auf den alten Regierungsbezirk Minden zurück, 20 Prozent der Fläche sind durch den Beitritt des Landes Lippe dazugekommen. Diese beiden Gebiete wurden erst nach der Eingliederung des Landes Lippe in das Land Nordrhein-Westfalen mit Wirkung vom 21. Januar 1947 zusammengefasst. Der lippische Teil wird heute im Wesentlichen durch den Kreis Lippe abgebildet. Seit 2004 ist Ostwestfalen-Lippe neben Bremen und Westmecklenburg Modellregion für Bürokratieabbau.
Es gibt immer wieder Pläne, den Regierungsbezirk Detmold in einer neu zu schaffenden Region bzw. einem neuen Regierungsbezirk Westfalen oder Westfalen-Lippe aufgehen zu lassen. Insbesondere durch die Zusagen an den Landesteil Lippe in den Lippischen Punktationen ist dieser Plan jedoch umstritten.

### Marketing
Die Kreise der Region und die kreisfreie Stadt Bielefeld gründeten 1993 zusammen mit der privaten Wirtschaft die Marketinggesellschaft OstWestfalenLippe Marketing GmbH. Im Februar 2012 änderte die Gesellschaft ihren Namen in OstWestfalenLippe GmbH, weil sich nach eigener Aussage die Tätigkeit längst nicht mehr auf das Marketing beschränke. Die Stadt Bielefeld sowie die Kreise Gütersloh, Herford, Höxter, Lippe, Minden-Lübbecke und Paderborn halten eine Hälfte der Gesellschaft, die andere der Verein Wirtschaft und Wissenschaft für OWL e. V. Dessen Mitglieder sind etwa 125 Unternehmen, Hochschulen und Institutionen wie die Industrie- und Handelskammer Lippe zu Detmold, die IHK Ostwestfalen zu Bielefeld sowie die Handwerkskammer Ostwestfalen-Lippe zu Bielefeld. Zweck des Zusammenschlusses ist die „Attraktivität OWLs als Wirtschaftsstandort, Lebensraum und Urlaubsregion bekannt zu machen, [und] die Position OWLs im Standortwettbewerb der Regionen zu stärken“. Außerdem betreibt die Gesellschaft Regionalentwicklung, Tourismusmarketing (Urlaubsregion Teutoburger Wald), Arbeitsmarktförderung (Regionalagentur OWL, Kompetenzzentrum Frau und Beruf OWL) und Kulturförderung (OWL Kulturbüro). Slogan des OWL-Marketings ist: „OstWestfalenLippe: Ganz oben in Nordrhein-Westfalen“. Dies ist eine Anspielung auf den NRW-Nordpunkt, dem nördlichsten Punkt Nordrhein-Westfalens bei Rahden.

### Wahlen

#### Bundestagswahlen
Die Region entsendet in den Bundestag sieben Vertreter, die in den Wahlkreisen 131 Gütersloh I, 132 Bielefeld – Gütersloh II, 133 Herford – Minden-Lübbecke II, 134 Minden-Lübbecke I, 135 Lippe I, 136 Höxter – Lippe II und 137 Paderborn – Gütersloh III direkt gewählt werden. Die Wahlkreise sind nicht identisch mit den Gebieten der Kreise bzw. der kreisfreien Stadt Bielefeld.
Bei der Bundestagswahl 2017 konnten die CDU-Bewerber wie bereits 2009 und 2013 die drei eher katholisch geprägten Wahlkreise Gütersloh I, Paderborn – Gütersloh III und Höxter – Lippe II gewinnen. Der prominente CDU-MdB Steffen Kampeter konnte den protestantisch geprägten Wahlkreis Minden-Lübbecke I nicht gegen den SPD-Kandidaten Achim Post verteidigen. Dafür gelang es der CDU-Kandidatin Kerstin Vieregge, den ebenfalls protestantischen Wahlkreis Lippe I erstmals seit 1983 für ihre Partei zu gewinnen. Die beiden anderen eher protestantisch geprägten Wahlkreise konnte jedoch der jeweilige Direktkandidat der SPD trotz der erheblichen Verluste der Sozialdemokraten erneut gewinnen. Gemessen an den Zweitstimmen wurde die CDU jedoch auch weiterhin die stärkste Kraft in jedem der Wahlkreise in Ostwestfalen-Lippe.

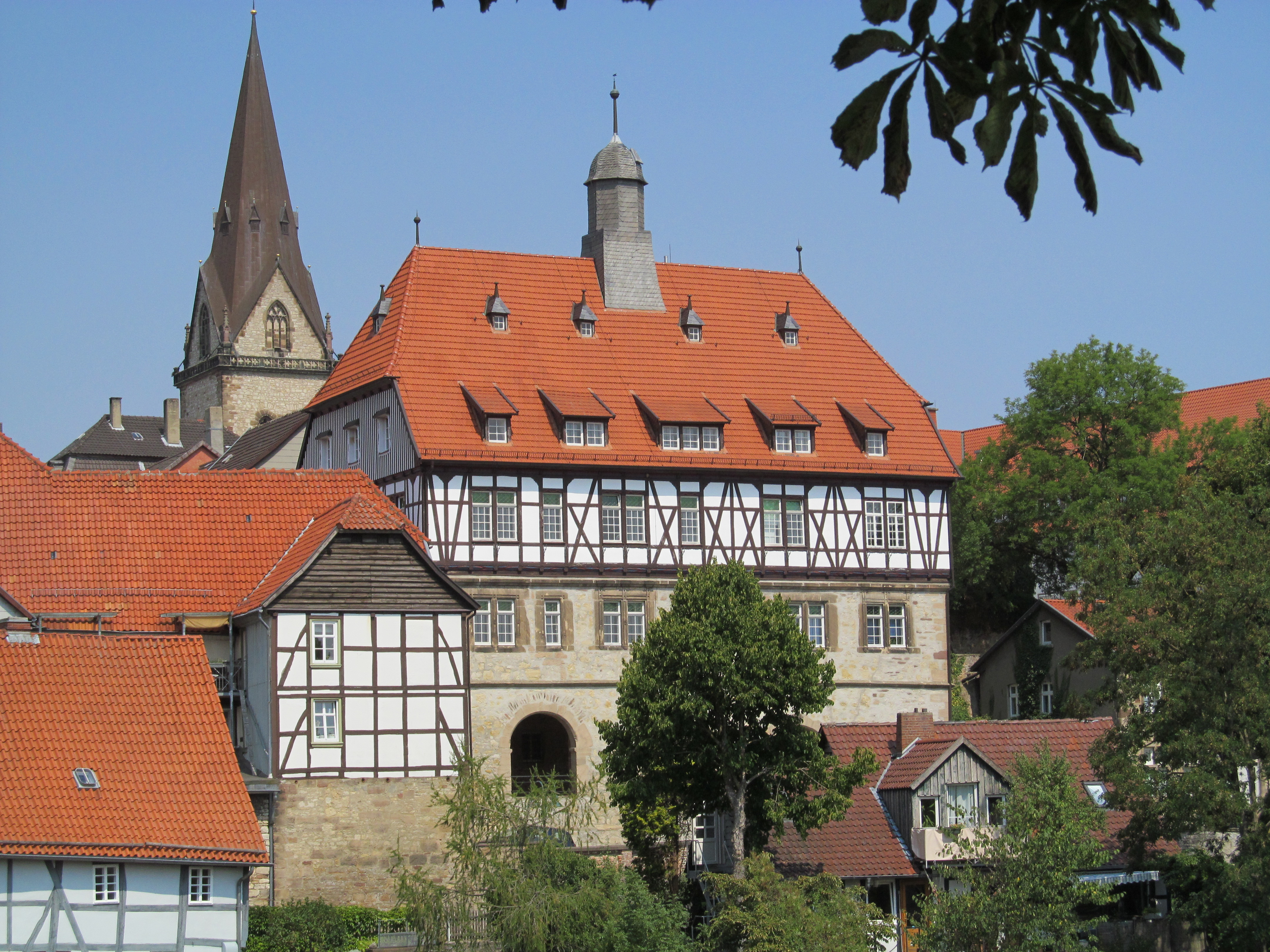
Rathaus „Zwischen den Städten“ in Warburg, erbaut 1568 als gemeinsames Rathaus der Städte Warburg-Altstadt und Warburg-Neustadt

| Wahlkreis und Einteilung                                                                                                 | Gewählter Vertreter (Partei · Stimmenanteil) | Zweitstimmen nach Partei in Prozent (CDU · SPD · AfD · FDP · LINKE · Grüne) | Wahlbeteiligung in Prozent |
| --- | -------------------------------------------- | --------------------------------------------------------------------------- | -------------------------- |
| 131 Gütersloh I Kreis Gütersloh ohne Werther und Schloß Holte-Stukenbrock                                                | Ralph Brinkhaus (CDU · 41,6 %)               | 33,4 · 18,1 · 18,3 · 4,4· 6,4· 11,6                                         | 82,2                       |
| 132 Bielefeld – Gütersloh II Bielefeld zzgl. Werther                                                                     | Wiebke Esdar (SPD · 27,2 %)                  | 23,3 · 20,3 · 14,4 · 4,2 · 13,2 · 16,5                                      | 81,9                       |
| 133 Herford – Minden-Lübbecke II Kreis Herford zzgl. Bad Oeynhausen                                                      | Joachim Ebmeyer (CDU · 30,1 %)               | 27,8 · 21,5 · 21,3 · 4,1 · 7,1 · 9,7                                        | 73,7                       |
| 134 Minden-Lübbecke I Kreis Minden-Lübbecke ohne Bad Oeynhausen                                                          | Oliver Vogt (CDU · 32,1 %)                   | 27,5 · 22,1 · 21,8 · 4,2 · 6,6 · 9,5                                        | 82,1                       |
| 135 Lippe I Kreis Lippe ohne Detmold, Augustdorf, Horn-Bad Meinberg, Lügde, Schlangen, Schieder-Schwalenberg             | Kerstin Vieregge (CDU · 31,3 %)              | 27,1 · 20,9 · 21,8 · 4,3 · 6,8 · 10,6                                       | 82,4                       |
| 136 Höxter – Lippe II Kreis Höxter zzgl. Detmold, Augustdorf, Horn-Bad Meinberg, Lügde, Schlangen, Schieder-Schwalenberg | Christian Haase (CDU · 43,2 %)               | 36,5 · 17,0 · 20,6 · 4,3 · 5,6 · 8,4                                        | 83,8                       |
| 137 Paderborn – Gütersloh III Kreis Paderborn zzgl. Schloß Holte-Stukenbrock                                             | Carsten Linnemann (CDU · 45,5 %)             | 37,3 · 13,8 · 18,9 · 4,2 · 7,1 · 11,5                                       | 83,1                       |

#### Landtagswahlen
Die Region ist in die Wahlkreise 88 bis 102 eingeteilt und entsendet somit insgesamt 15 direkt gewählte Vertreter in den nordrhein-westfälischen Landtag. Nur der Kreis Höxter ist mit einem Wahlkreis identisch. Die übrigen Wahlkreise entsprechen jeweils nur Teilgebieten der Kreise bzw. der kreisfreien Stadt Bielefeld.
Von den 15 Wahlkreisen konnte die SPD bei der Landtagswahl in Nordrhein-Westfalen 2017 neun gewinnen und blieb somit trotz der Niederlage im Land in Ostwestfalen-Lippe stärkste Kraft. Die CDU konnte trotz ihrer Zuwächse lediglich zwei Wahlkreise zurückerobern und stellt nun sechs Wahlkreisabgeordnete.
| Wahlkreis und Einteilung                                                                                       | Gewählter Vertreter (Partei)   | Erststimmenanteil in Prozent |
| --- | ------------------------------ | ---------------------------- |
| 88 Minden-Lübbecke I Espelkamp, Hille, Hüllhorst, Lübbecke, Petershagen, Preußisch Oldendorf, Rahden, Stemwede | Bianca Winkelmann (CDU)        | 43,5                         |
| 89 Minden-Lübbecke II Bad Oeynhausen (tw.), Minden, Porta Westfalica                                           | Christina Weng (SPD)           | 42,7                         |
| 90 Herford I – Minden-Lübbecke III Enger, Herford, Hiddenhausen, Vlotho, Bad Oeynhausen (tw.)                  | Christian Dahm (SPD)           | 39,3                         |
| 91 Herford II – Minden-Lübbecke IV Bünde, Kirchlengern, Löhne, Rödinghausen, Spenge, Bad Oeynhausen (tw.)      | Angela Lück (SPD)              | 42,2                         |
| 92 Bielefeld I Bielefeld-Mitte, Schildesche, Gadderbaum                                                        | Christina Kampmann (SPD)       | 40,1                         |
| 93 Bielefeld II Heepen, Brackwede, Stieghorst, Sennestadt, Senne                                               | Regina Kopp-Herr (SPD)         | 37,6                         |
| 94 Gütersloh I – Bielefeld III Dornberg, Jöllenbeck, Borgholzhausen, Halle, Steinhagen, Versmold, Werther      | Georg Fortmeier (SPD)          | 37,7                         |
| 95 Gütersloh II Gütersloh, Harsewinkel, Herzebrock-Clarholz                                                    | Raphael Tigges (CDU)           | 42,4                         |
| 96 Gütersloh III Langenberg, Rheda-Wiedenbrück, Rietberg, Schloß Holte-Stukenbrock, Verl                       | André Kuper (CDU)              | 55,3                         |
| 97 Lippe I Bad Salzuflen, Lage, Leopoldshöhe, Oerlinghausen                                                    | Ellen Stock (SPD)              | 35,6                         |
| 98 Lippe II Barntrup, Blomberg, Dörentrup, Extertal, Kalletal, Lemgo, Lügde                                    | Jürgen Berghahn (SPD)          | 39,2                         |
| 99 Lippe III Augustdorf, Detmold, Horn-Bad Meinberg, Schieder-Schwalenberg, Schlangen                          | Dennis Maelzer (SPD)           | 40,8                         |
| 100 Paderborn I Kreis Paderborn ohne Stadt Paderborn                                                           | Bernhard Hoppe-Biermeyer (CDU) | 56,3                         |
| 101 Paderborn II Stadt Paderborn                                                                               | Daniel Sieveke (CDU)           | 44,5                         |
| 102 Höxter Kreis Höxter                                                                                        | Matthias Goeken (CDU)          | 50,8                         |

## Begriffsgeschichte und Regionalbewusstsein

Landeswappen von Nordrhein-Westfalen. Es weist mit Westfalenpferd und (der fehlerhaft um 180 Grad gedrehten) Lippischen Rose auf den von Westfalen abzugrenzenden Landesteil Lippe hin

Die Bezeichnung „Ostwestfalen-Lippe“ bzw. „OWL“ ist ein Synonym für den Regierungsbezirk Detmold und wird gebildet aus den Namen „Ostwestfalen“ und „Lippe“. „Ostwestfalen“ ist bereits seit dem 19. Jahrhundert ein Synonym für den ehemaligen Regierungsbezirk Minden und beschreibt die Lage im Osten der preußischen Provinz Westfalen. Die Bezeichnung „Lippe“ geht auf das ehemalige Land Lippe zurück, das nicht zur Provinz Westfalen gehörte und politisch daher nicht als westfälisch gilt. Lippe bildet demnach einen Teil innerhalb des Bundeslandes Nordrhein-Westfalen und innerhalb der Region Ostwestfalen-Lippe mit gewissen eigenen Rechten. Selten wird auch die Bezeichnung Ostwestfalen/Lippe verwendet (zum Beispiel als Bezeichnung für die Autobahnausfahrt 28 der Bundesautobahn 2). Die Bezeichnung wird als identitätsstiftende Bezeichnung für die Region seit der Gründung des Regierungsbezirks Detmold im Jahre 1947 genutzt.
„Ostwestfalen-Lippe“ wird von Teilen der Bevölkerung oft als rein „künstlicher“ Begriff des Regionalmarketings bzw. der Verwaltungspolitik aufgefasst, da auch das Regionalbewusstsein der Bevölkerung unterschiedlich ausgeprägt ist. Trennend wirken dabei die historischen politischen und konfessionelle Grenzen zwischen dem lutherischen Minden-Ravensberg im Norden, das seit dem Dreißigjährigen Krieg zum Kurfürstentum Brandenburg gehörte, dem reformierten und bis 1946 eigenständigen Lipperland in der Mitte und dem katholischen Hochstift Paderborn im Süden, das immer auf das Erzbistum Köln ausgerichtet war, besonders konservativ ist und Karneval feiert. Insbesondere die Lipper haben aus ihrem geschichtlichen Selbstverständnis heraus ein ausgeprägtes Regionalbewusstsein für ihre „lippische Heimat“, wohingegen sich die übrigen Ostwestfalen stärker einfach als Westfalen oder seltener als Nordrhein-Westfalen sehen.  Verbindend wirken andererseits die lange gemeinsame Geschichte von Ostwestfalen und Lippe u. a. im Reichskreis „Westfälischer Kreis“, der teilweise ländliche Charakter, die geographische und kulturelle Nähe, der gemeinsame Regierungsbezirk und die einst weit verbreitete plattdeutsche beziehungsweise niederdeutsche Sprache seiner Bewohner. Das gilt auch für die Wahrnehmung der Bewohner, von der vermeintlich ruhr-rheinisch dominierten NRW-Landesregierung etwas stiefmütterlich behandelt zu werden. Aufgrund der meisten dieser verbindenden Elemente wurde der Begriff Ostwestfalen-Lippe vereinzelt auch schon vor 1947 für dieses Gebiet verwendet. Oft wird wiederum der Begriff „Ostwestfalen“ als Synonym für „Ostwestfalen-Lippe“ verwendet, ist doch die Sonderstellung des nordrhein-westfälischen Landesteils Lippe ungeachtet der lippischen Punktationen und seiner Eigenständigkeit gegenüber der preußischen Provinz Westfalen umstritten, denn vor der Einrichtung der Provinz war Lippe nichts weiter als eines von mehreren Staatswesen in Westfalen. In erhöhtem Maße betrifft dies den Gebrauch des Begriffs durch Auswärtige. Manche Lipper lehnen die Verwendung des Begriffes „Ostwestfalen“ als Synonym für „Ostwestfalen-Lippe“ ab, um begrifflich die Sonderstellung ihres Landesteils herauszustellen.

## Geschichte

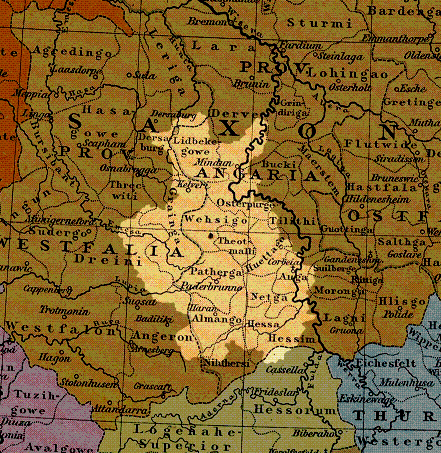
Das heutige OWL im Herzogtum Sachsen um 1000

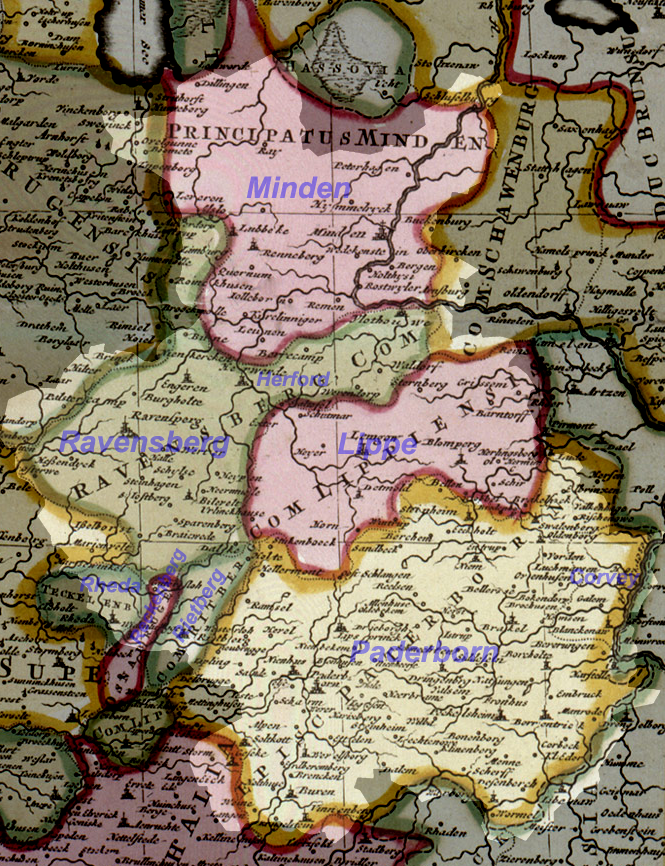
Das heutige OWL um 1710

Territorien im Gebiet des heutigen OWL 1802

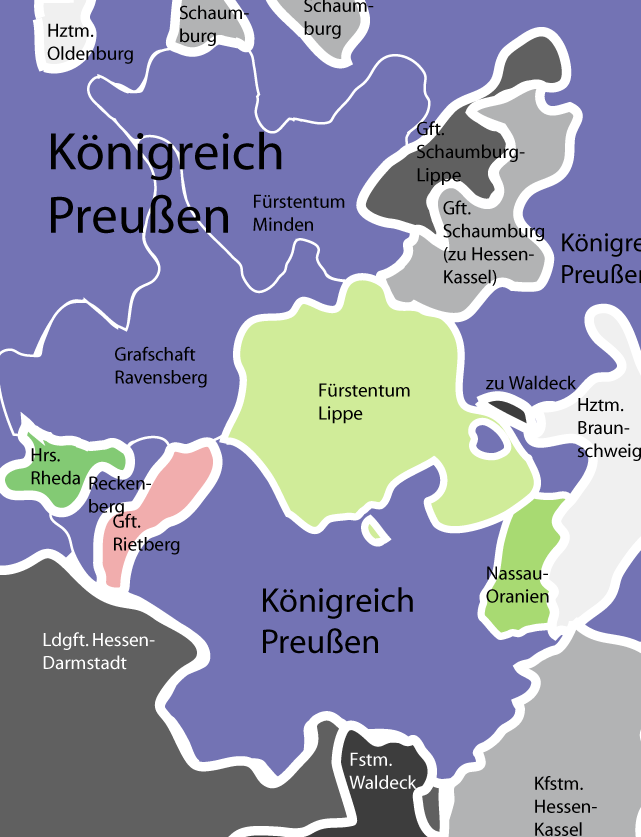
Territorien im Gebiet des heutigen OWL im Juli 1806

Ostwestfalen-Lippe ist erst nach Beitritt des Landes Lippe zum Land Nordrhein-Westfalen im Jahr 1947 und Gründung des Regierungsbezirks Detmold als eine Region unter einheitlicher Verwaltung in Erscheinung getreten. Die Geschichte des Gebiets zeigt davor zwar gewisse Gemeinsamkeiten, aber erklärt auch durch seine Unterschiede das nicht besonders ausgeprägte Regionalbewusstsein der Bevölkerung.

### Frühzeit und sächsisches Stammesreich
Frühzeitliche Funde aus der Stein- und Bronzezeit z. B. im heutigen Hiddenhausen oder an den Externsteinen zeigen erste Spuren einer Besiedlung bereits in vorrömischer Zeit. Dazu gehört auch der Faustkeil von Salzuflen, der mit einer Datierung in die Zeit vor 350.000 bis 300.000 Jahren zu den ältesten Artefakten Westfalens zählt.
Das Hermannsdenkmal bei Detmold weist seit 1875 auf die Schlacht im Teutoburger Wald im Jahre 9 n. Chr. hin. Obwohl der Sieg von Arminius gegen Varus römische Armee sich wohl nach neueren Erkenntnissen nicht in Ostwestfalen-Lippe, sondern eher in Kalkriese zugetragen hat, so zeigen Funde aus der römischen Zeit z. B. im Ravensberger Land, dass der römische Einfluss bis in die Region reichte, obwohl die römische Expansion mit dieser Niederlage zunächst beendet war. Zu jener Zeit lebten in der Region verschiedene germanische Stämme, u. a. die Angrivarier und die Cherusker, die sich in Folge teilweise dem Sachsenbund anschlossen. Das heutige Gebiet Ostwestfalen-Lippes lag im Gebiet der Engern.

### Fränkische Expansion und Christianisierung
Im 8. Jahrhundert versuchten die Franken unter Pippin die sächsischen Stämme erstmals zu christianisieren. Einer seiner Nachfolger, Karl der Große, trieb die fränkische Expansion in den Sachsenkriegen voran und gründete bereits 776 eine Pfalz in Paderborn. 799 traf sich dort Karl der Große mit Papst Leo III. In den Sachsenkriegen besiegte Karl der Große 775 die Ostfalen und die Engern. Erst 785 jedoch waren die letzten sächsischen Aufstände unter Führung des Sachsenherzogs Widukind weitgehend beendet; Widukind wurde getauft und Karl der Große war sein Taufpate. Heute erinnert unter anderem der Beiname des Kreises Herford Wittekindsland bzw. der Widukindstadt Enger, wo Widukinds Grab vermutet wird, an dieses Symbol sächsischen Widerstands. Das Gebiet des heutigen Ostwestfalen-Lippes war dennoch bis 1180 weiter Teil des Herzogtums Sachsen, das fortan freilich unter fränkischer Herrschaft Teil des Fränkischen Reiches war. Paderborn wurde und blieb bis heute Bistum ab 1930 Erzbistum und entwickelte sich zu einem geistlichen und weltlichen Zentrum für das südliche Ostwestfalen. 799 wurde das Bistum Paderborn errichtet. Zur Festigung der fränkischen Macht begründete Ludwig der Fromme 815 (seit 822 am heutigen Standort) das reichsunmittelbare Kloster Corvey bei Höxter, das sich im 9. und 10. Jahrhundert zu einem der Zentren der christlichen Kultur Nordwesteuropas entwickelte. Der zweite Bischofssitz der Region war Minden. Erstmals urkundlich erwähnt wird Minden im Jahre 798. 799 wurde das Hochstift Minden gegründet. Bereits 789 wurde das Damenstift Herford und damit auch die Stadt Herford gegründet. Das Stift wurde zur reichsunmittelbaren Reichsabtei durch Ludwig den Frommen erhoben und Herford wurde zur freien Reichsstadt Herford.

### Gründung weiterer Territorien
Neben diesen zunächst als geistliche Territorien mit weltlichem Herrschaftsanspruch des Heiligen Römischen Reiches angelegte Territorien, entstand um 1140 die Grafschaft Ravensberg mit der 1214 erstmals erwähnten Stadt Bielefeld als Hauptstadt im Ravensberger Land. Ebenfalls im 12. Jahrhundert begannen die Edelherren zu Lippe ein eigenes (weltliches) Territorium zu schaffen, dessen Ausgangspunkt sich allerdings südlicher als der heutige Kreis Lippe befand, nämlich beim 1184/1185 gegründeten Lippstadt an der Lippe – daher der Name Lipperland. Das Gebiet, das in etwa dem heutigen Kreis Lippe entspricht, war aber damals bereits ein Lehen der lippischen Adligen. Wahrscheinlich 1190 gründete der erste lippische Regent Bernhard II. Lemgo – die älteste lippische Stadt im heutigen Kreis Lippe. Horn folgte wahrscheinlich vor 1248, Blomberg vor 1255 und Detmold um 1263. Weitere, allerdings sehr kleine und auch nicht immer voll selbstständige Territorien waren die 1237 geschaffene Grafschaft Rietberg und das Amt Reckenberg als Exklave des Hochstifts Osnabrück.
Diese Territorien gehörten zum 1500/1512 eingeteilten Niederrheinisch-Westfälischen Reichskreis des Heiligen Römischen Reiches, der bis 1806 Bestand haben sollte. Nicht zum Westfälischen Kreis zählte die Herrschaft Rheda bei der heutigen Stadt Rheda-Wiedenbrück. Rheda befand sich zu Anfang im Besitz der Edelherren zu Lippe.

### Übersicht über die weitere Entwicklung der Territorien
Alle Territorien konnten lange ihre Eigenständigkeit bzw. im Falle Reckenbergs ihre gebietsmäßige Identität bewahren, fielen aber spätestens auf dem Wiener Kongress 1815 bzw. in den Befreiungskriegen bereits 1813 fast alle an Preußen. Einzige Ausnahme war Lippe, das bis 1947 unabhängig blieb.
- Das Hochstift Paderborn blieb im Süden der Region als geistliches und lange Zeit auch weltliches Zentrum erhalten, bis es 1802/1803 von Preußen annektiert wurde und danach nur noch (bis heute) als geistliches Erzbistum fortbestand.
- Das Hochstift Minden fiel 1648 an Brandenburg-Preußen. Minden wurde zur Garnisons- und Beamtenstadt. Ab 1648 wurde es in ein weltliches Territorium gewandelt und hieß fortan Fürstentum Minden. Zur Eingliederung in das Königreich Westphalen wurde das Fürstentum 1807 de facto aufgelöst. Als Reichsterritorium existierte es formal jedoch bis zur Gründung der Provinz Westfalen weiter.
- Die Grafschaft Ravensberg fiel 1437 an die Herzöge von Jülich, später Jülich-Berg und 1614 an Brandenburg-Preußen. Nach Eingliederung in das Königreich Westphalen hörte die Grafschaft 1807 de facto auf zu existieren.

Die Grafschaft Ravensberg, das Fürstentum Minden, sowie Herford waren ab 1719 in der preußischen Verwaltungseinheit Minden-Ravensberg verbunden und büßten daher, obwohl Ravensberg und Minden weiterhin formal eigenständige Gebiete in Preußen bildeten, noch mehr ihrer ohnehin unter preußischer Herrschaft erheblich reduzierten Eigenständigkeit ein.
- Lippe blieb für etwa 800 Jahre, seit Anfang des 19. Jahrhunderts von der preußischen Provinz Westfalen umschlossen, ein eigenständiges Territorium. Das Land Lippe (seit 1789 Fürstentum) wahrte seine staatliche Eigenständigkeit bis 1947. Erst 1947/48 ging das Land Lippe bzw. der Freistaat Lippe in Nordrhein-Westfalen auf. Der Name Lippe und die räumliche Integrität blieb jedoch als Kreis Lippe weitgehend erhalten. Die ehemalige Residenz Detmold ist heute Sitz der Bezirksregierung für Ostwestfalen-Lippe.
- Herford blieb lange freie Reichsstadt und wurde 1652 von der brandenburgischen Grafschaft Ravensberg eingegliedert. 1803 verliert mit dem Stift Herford auch der letzte eigenständige Teil Herfords seine Selbständigkeit und wird dem preußischen Minden-Ravensberg eingegliedert.
- Corvey erlangte im 12. Jahrhundert zunächst Reichsfreiheit und ein winziges Territorium als Prälatur. Spätestens ab 1582 war es eine Fürstabtei. 1792 hob der Papst das Kloster auf und erklärte Corvey zum Bistum bzw. zum Hochstift. 1803 wurde es aufgehoben und kam zunächst unter hessisch-dillenburger Einfluss. Nach der Zeit im Königreich Westphalen wurde Corvey 1813/15 preußisch und existierte fortan nicht mehr als eigenständiges weltliches Territorium. Das geistliche Bistum Corvey blieb bis 1825 bestehen.
- Die Herrschaft Rheda war nach der anfänglichen lippischen Zugehörigkeit von 1364 bis 1557 tecklenburgisch, kam dann als Erbe an die Grafen von Bentheim, 1606 an die Linie von Bentheim-Tecklenburg-Rheda, 1808 an das Großherzogtum Berg und wurde 1818 zum Königreich Preußen geschlagen und hörte damit auf zu bestehen.
- Die Grafschaft Rietberg entwickelte nie eine besondere Bedeutung und fiel bereits 1456 als Lehnsherrschaft an die Landgrafen von Hessen. Ab 1581 war die Grafschaft Teil Ostfrieslands, ab 1699 Gebiet der Grafen zu Kaunitz. Die Grafen von Rietberg konnten auch über die Franzosenzeit im Königreich Westphalen hinaus bis 1815 unter verschiedenen Häusern ihr Gebiet behaupten, bevor Rietberg 1813/15 an Preußen fiel und damit aufhörte zu existieren.
- Das Amt Reckenberg fiel mit dem Hochstift Osnabrück 1802 zum Königreich Hannover, ab 1807 zum Königreich Westphalen bzw. zum napoleonischen Frankreich und 1815 an Preußen. Reckenberg verlor damit 1815 endgültig seine Stellung als Exklave.

### Reformation und Dreißigjähriger Krieg

#### Erste Reformationsversuche

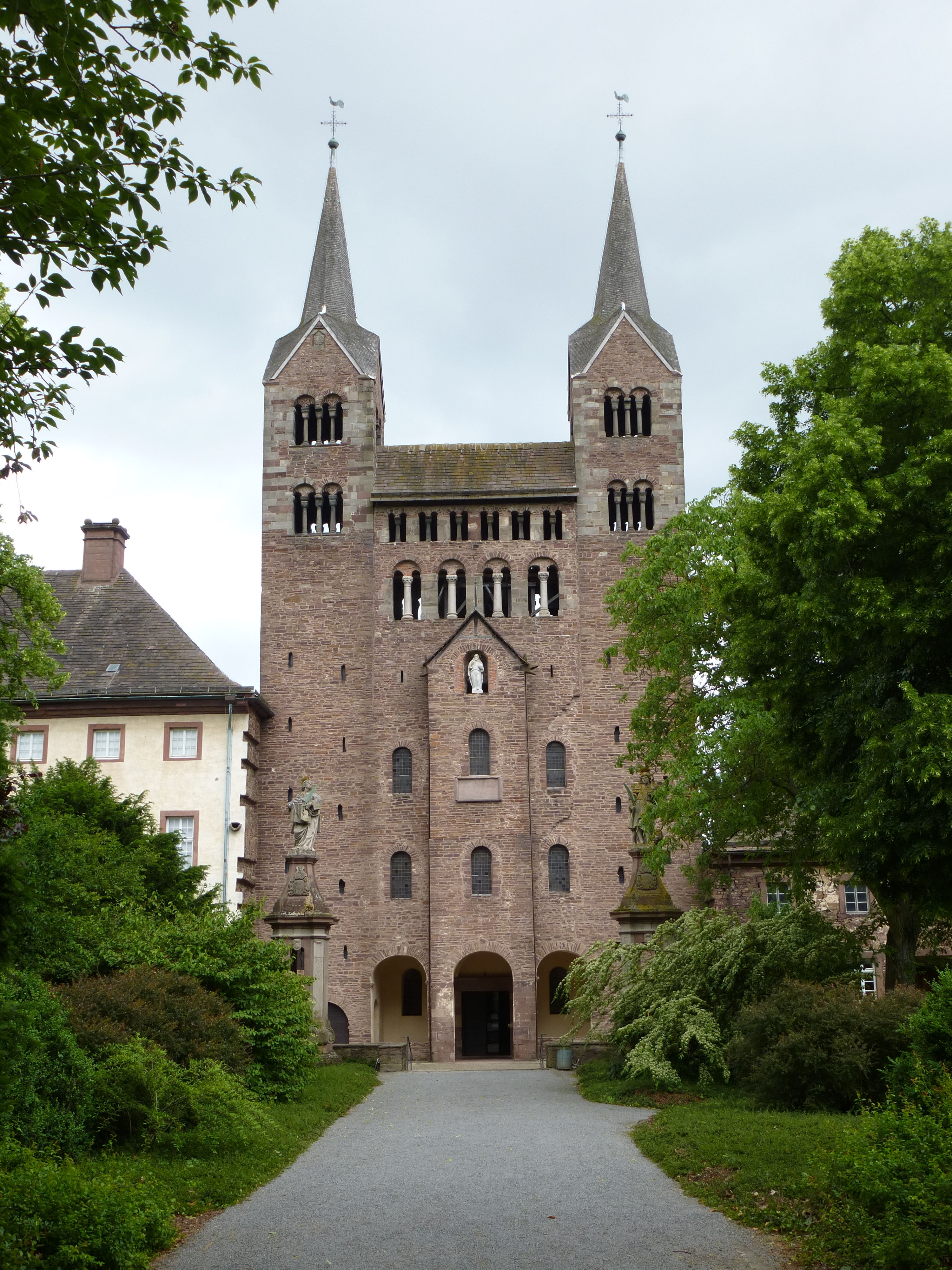
Kloster Corvey

Nach der Christianisierung durch die Franken und Unterwerfung der aufständischen Sachsen, blieb die Region lange Zeit katholisch. Die Bischofssitze Paderborn und Minden sowie die Klöster in Herford und Corvey waren die geistlichen Zentren der Region. Daneben gab es weitere kleinere Stifte z. B: das Damenstift in Stift Quernheim. Die Bewohner der Region waren ihren weltlichen und geistlichen Herren abgabenpflichtig, wenn die weltliche und geistliche Herrschaft wie im Bistum Paderborn nicht ohnehin gleichzeitig ausgeübt wurde.
Mit der Reformation sollte sich dieses homogene konfessionelle Bild der Region ändern. Vorläufer der Reformation waren die katholischen Reformbewegungen des 15. Jahrhunderts, etwa die „Devotio Moderna“, die auch in Westfalen von Bedeutung waren. Ein entsprechendes Fraterhaus gab es in Herford ab 1428. Klöster der Augustiner-Eremiten (der Orden, dem auch Martin Luther angehörte) gab es in Herford und Lippstadt, das eine lippische Exklave war. So gilt der „Lippstädter Katechismus“ von 1534 von Johann Westermann als erstes eigenständiges westfälisches reformatorisches Zeugnis. In Herford gab es erste reformatorische Predigten bereits 1521. Selbst im Bischofssitz Paderborn führte die religiöse Erneuerungsbewegung 1528 zu einer sozialen Volkserhebung, in deren Folge sich die reformatorischen Ideen verbreiteten. 1532 schlug Bischof die Bewegung nieder und verbot die Reformation. Insgesamt zeigt sich darin, dass der Erfolg der Reformation in den einzelnen Territorien maßgeblich von den jeweiligen Landesherren abhing.

#### Dreißigjähriger Krieg
Als 1621 protestantische Braunschweiger Truppen unter Christian von Braunschweig-Wolfenbüttel im Dreißigjährigen Krieg in das katholische Paderborn einrückten und gegen spanische Truppen in Lippstadt vorgingen, war die Vormachtstellung der katholischen Kirche in der Region endgültig gefährdet, obwohl die Braunschweiger bereits 1622 und nach kurzer Rückkehr 1632 wieder abzogen. Die katholische Ordnung konnte durch die siegreichen katholischen Truppen unter Tilly zunächst wiederhergestellt werden. 1630 trat Schweden in den Krieg ein und unter Initiative des protestantischen Hessen-Kassels wurde dem protestantischen Schwedenkönig Gustav Adolf II. das Hochstift Paderborn sowie die Abtei Corvey zugesprochen. Der Kriegsverlauf im heutigen Ostwestfalen-Lippe war lange unklar, mehrmals wechselten die Machtverhältnisse in der Region und manche Städte wie Lemgo und Paderborn wurden gleich mehrfach erobert. Die lippischen Städte beispielsweise verloren bis zum Ende des Krieges etwa zwei Drittel ihrer Bevölkerung; auf dem lippischen Land lag der Verlust bei etwa 50 Prozent.
Am 24. Oktober 1648 wurde in Münster und Osnabrück der Westfälische Frieden geschlossen und der Dreißigjährige Krieg beendet.

#### Konfessionelle Trennung

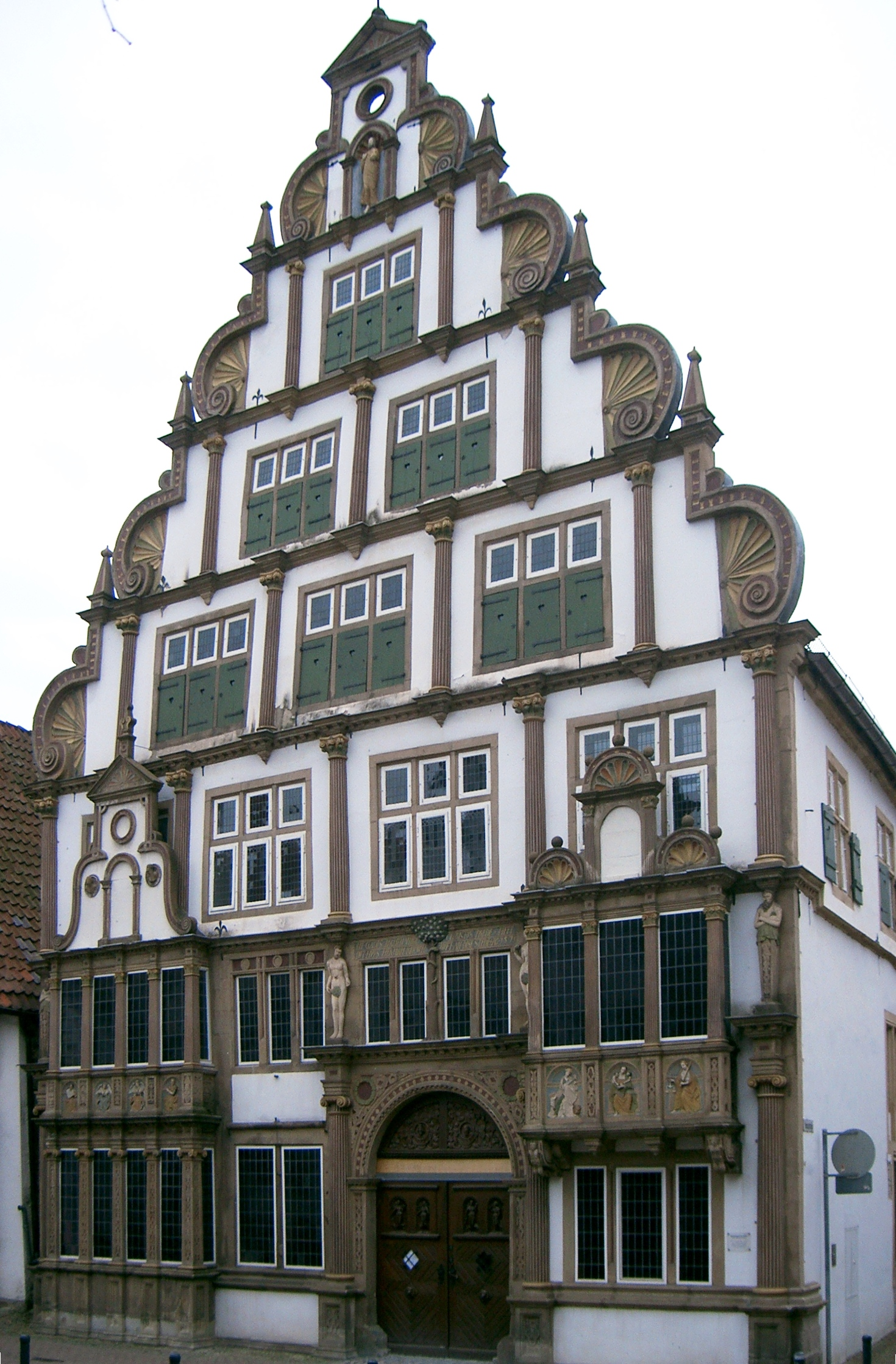
Hexenbürgermeisterhaus in Lemgo im Stil der Weserrenaissance

Nach dem Westfälischen Frieden wurde das Hochstift Minden säkularisiert und fiel als Fürstentum 1648 zusammen mit der Grafschaft Ravensberg und dem annektierten Herford an das lutherische Brandenburg-Preußen. An der gebietsmäßigen Integrität der Territorien änderte sich jedoch wenig. Insbesondere Lippe, das bereits um 1605 unter Graf Simon VI. offiziell zum reformierten Bekenntnis übertrat, blieb eine eigenständige Grafschaft. Die Trennung der lippischen Kirche von den Bistümern Minden und Paderborn zeigt sich noch heute an der Lippischen Landeskirche. Die Zugehörigkeit von Minden-Ravensberg zum protestantischen Preußen manifestiert bis heute die konfessionelle Trennung in Ostwestfalen-Lippe zwischen lutherischem Norden, reformiertem Lippe und weiterhin katholischem Süden um Paderborn.

### Hexenverfolgungen
Der Hexenglaube erreichte im 16. und 17. Jahrhundert den Höhepunkt seiner Bedeutung. In Teilen Westfalens war dabei die Hexenverfolgung konfessionsunabhängig besonders intensiv. In der Grafschaft Lippe und in der Stadt Lemgo fielen 430 Personen den Hexenverfolgungen zum Opfer. Viele Opfer gab es auch im Hochstift Paderborn und in Minden, wo zwischen 103 und 1684 Hexenprozesse gegen insgesamt 128 Personen eröffnet wurden. Noch heute erinnert das Hexenbürgermeisterhaus in Lemgo an diese Zeit.

### Der Siebenjährige Krieg

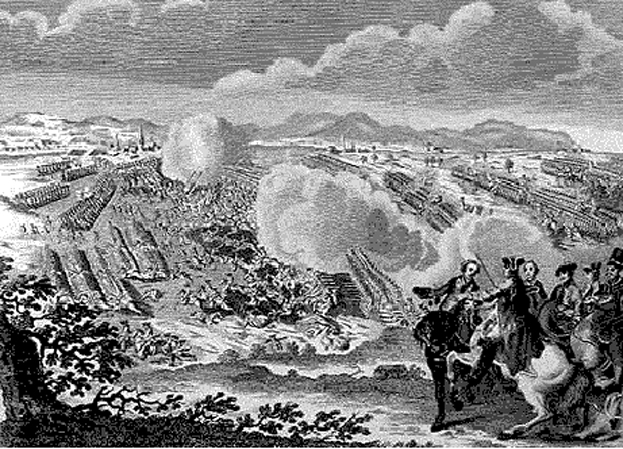
Schlacht bei Minden (historische Darstellung)

Seit dem Ende des Dreißigjährigen Krieges wurde Ostwestfalen-Lippe ein Jahrhundert lang nicht mehr vom Krieg heimgesucht. Im Siebenjährigen Krieg wurde Westfalen wiederum zu einem Schauplatz der Auseinandersetzungen zwischen Österreich, Sachsen, Russland und Frankreich auf der einen Seite und Preußen und Großbritannien/Hannover auf der anderen Seite. So gelang es den Franzosen, am 20. Juli 1757 Bielefeld zu besetzen. Ab 1759/1760 gelang es alliierten Truppen von Preußen und Hannover in mehreren Schlachten die Franzosen und die mit ihnen verbündeten Sachsen zu schlagen und ihre Dominanz in der Region zu brechen. In diesem Zusammenhang sind die Schlacht bei Minden, das Gefecht bei Gohfeld und die Schlacht bei Warburg zu sehen. Die Franzosen zogen 1761/1762 aus Westfalen ab. Man schätzt, dass in Minden-Ravensberg die Bevölkerungsverluste bei 10 % lagen.

### Industrialisierung

#### Proto-Industrialisierung

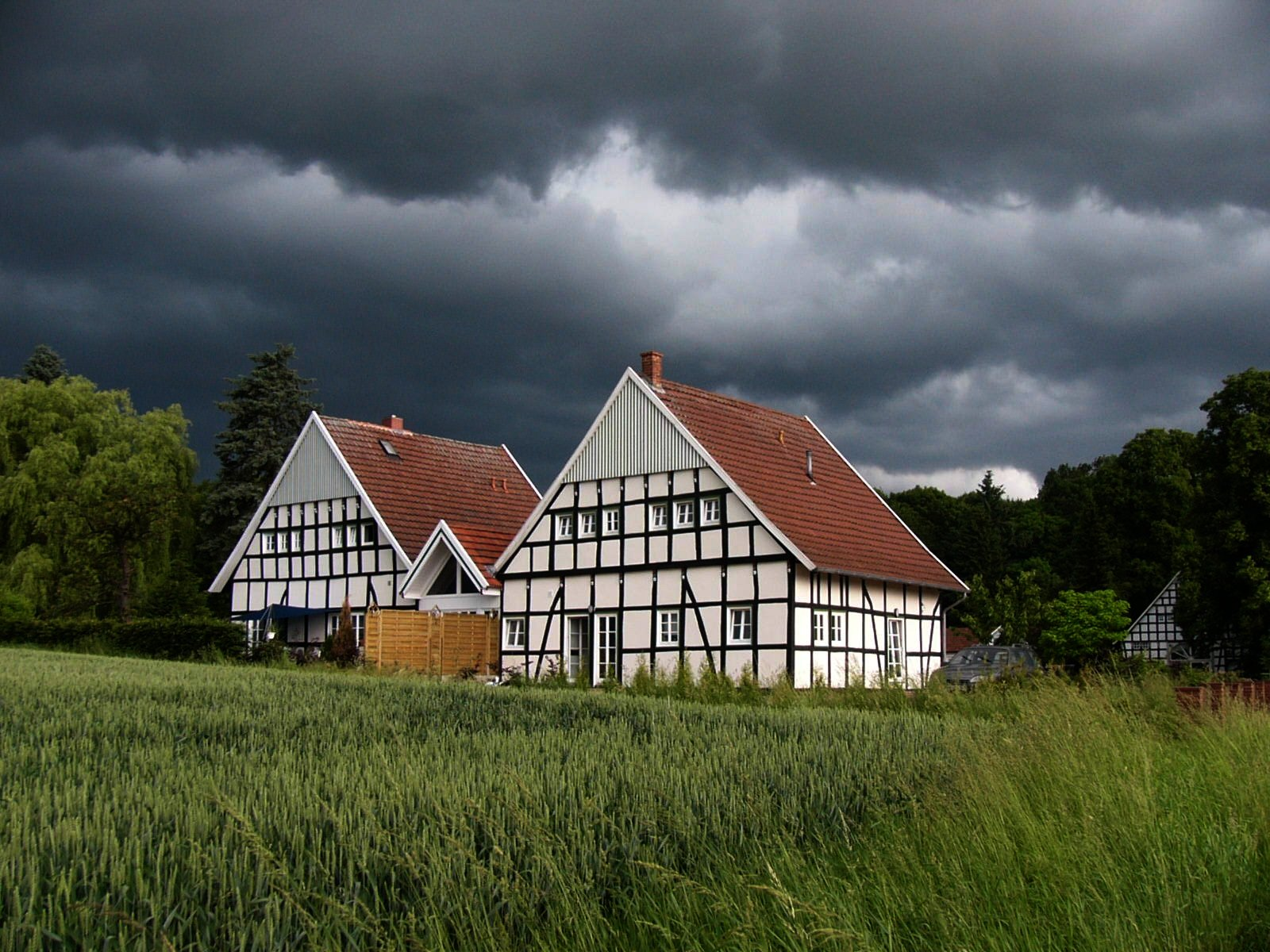
Zwei als moderne Wohnhäuser renovierte Kotten, hinten rechts eine große Fachwerkscheune des Bauernhofs in Huchzen, zu dem die Kotten gehörten

Insbesondere in Minden-Ravensberg führte die Fruchtbarkeit der Böden ab etwa 1000 zu einem schnellen Bevölkerungswachstum, bei dem die Landschaft weitestgehend in eine Kulturlandschaft umgewandelt wurde. Durch das Anerbenrecht und das Heuerlingswesen führte dies zu einer Überbevölkerung und Verarmung weiter Teile der Bevölkerung. Diese Entwicklung führte jedoch auch zu einem Aufblühen proto-industrialistischer Erwerbsformen, die wiederum die spätere Industrialisierung in Minden-Ravensberg begünstigten. Der Prozess vollzog sich dabei in mehreren Stufen:
- Um 1000 lebte die Landbevölkerung in einzelnen Drubbeln inmitten ausgedehnter Marken. Die Markenwälder und Felder wurden gemeinsam bewirtschaftet. Die Bevölkerung zahlte an die geistlichen und weltlichen Herren den Zehnt und stand in unterschiedlichem Ausmaß auch in rechtlicher Abhängigkeit zu diesen. Durch das Anerbenrecht bewirtschaftete nur jeweils der Erbe den elterlichen Hof. Die anderen Nachkommen, die Erbkötter, erhielten nur ein kleines Erbe, errichteten in Nähe der Drubbel ihre Höfe und schufen durch Rodung neues Ackerland.
- Ab etwa 1450 bis 1650 entstand die Schicht der Markkötter, die im Gegensatz zu den Erbköttern und Erben nur einen sehr geringen Erbanteil erhielten. Sie lebten in Kotten abseits der Drubbel. Der Grundbesitz der Markkötter war klein und ihr Auskommen stützte sich vor allem auf ihr Vieh, das sie in der Mark hielten, obwohl ihnen dieses Recht nur widerwillig von den etablierten Bauern eingeräumt wurde. Die ehemals dichten Markwälder wurden durch die „wilde“ Ansiedlung der Markkötter weiter dezimiert.
- Seit dem 16. Jahrhundert bildeten die Heuerlinge eine weitere, noch ärmere, Siedlergruppe. Diese erbten gar keinen Grundbesitz, sondern mussten in angemieteten Kotten (Heurlingskotten) leben, die Miete teils in Form von Arbeit beim Bauern, dem der Kotten gehörte, leisten und waren wirtschaftlich weitestgehend von diesen abhängig.

Diese ärmeren Schichten, also vor allem arme Heuerlinge und Kötter, erschlossen sich daher im 15. Jahrhundert mit Flachsanbau und -verarbeitung zu Leinen eine neue Erwerbsmöglichkeit. Diese Frühform der Industrialisierung im Ravensberger Landes wird als Protoindustrie charakterisiert. Die Leineweber verarbeiteten den Flachs, wenn sie nicht auf ihren eigenen oder den Feldern ihres Kotteneigentümers arbeiteten, zum bekannten Ravensberger Leinen. Bielefeld wird daher auch Leineweberstadt genannt. Im preußischen Merkantilismus wurde das Leinengewerbe gefördert und die Zahl der Heuerlinge wuchs dadurch rasch, so dass um 1700 beispielsweise im Ravensberger Land die ländliche Bevölkerung bereits zu zwei Dritteln aus Heuerlingen bestand. Im Jahre 1770 wurde die Mark auf preußischem Druck hin vollständig privatisiert (Binnenkolonisation durch Markenteilung) und größtenteils zu Ackerland landwirtschaftlicher Kleinbetriebe (Stätten). Die ärmeren Schichten blieben jedoch weiterhin auf die Flachsverarbeitung angewiesen.

#### Industrialisierung

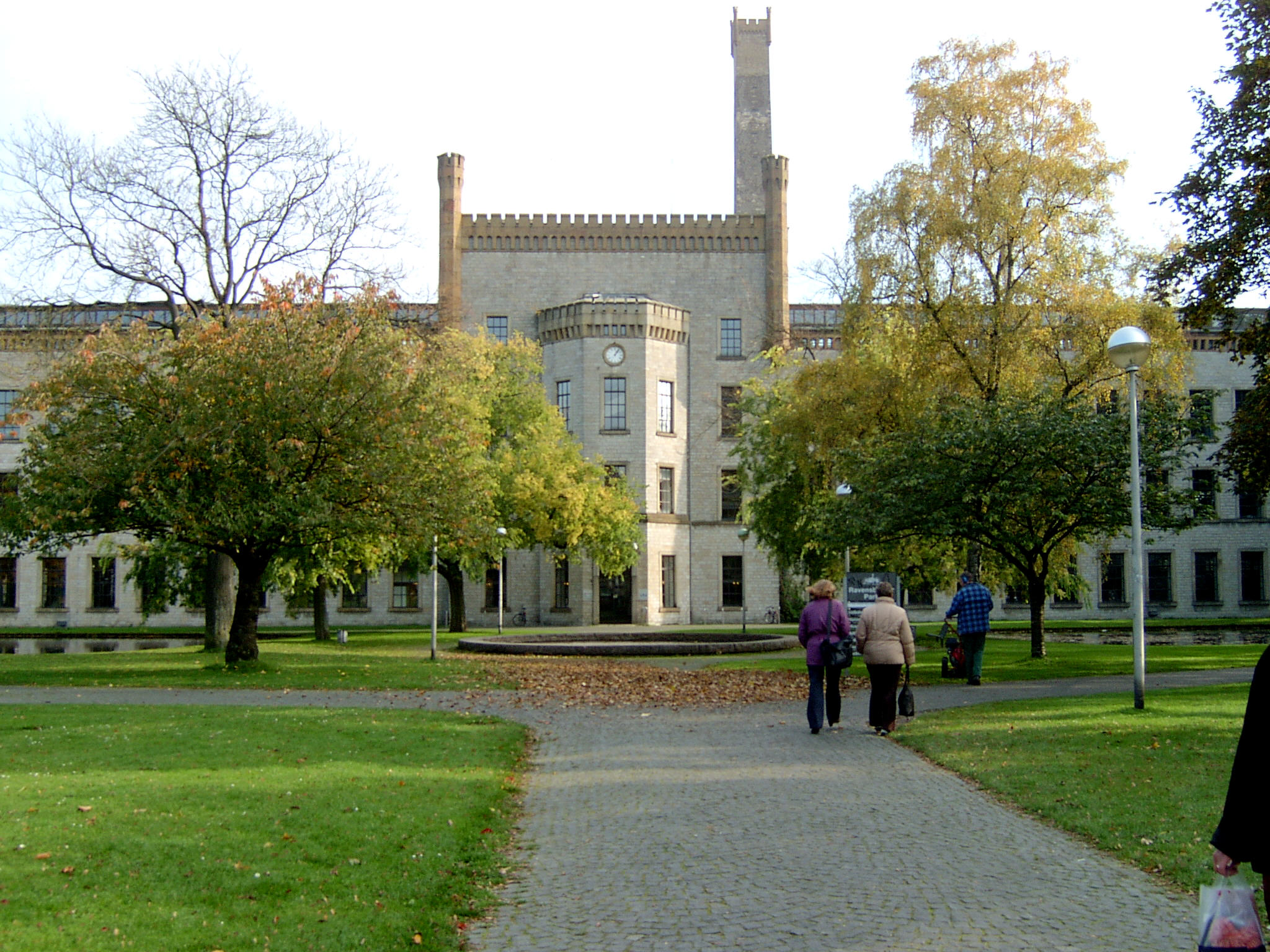
Die Ravensberger Spinnerei

In den überwiegend zu Preußen gehörenden Gebieten förderte der Preußische Staat die zunächst protoindustrialistisch organisierte Textilherstellung, da Minden-Ravensberg dadurch zu den wirtschaftlich bestentwickelten Regionen Preußens und damit auch zu den Regionen mit hohem Steueraufkommen zählte. Der Staat Preußen förderte ganz im Sinne des Merkantilismus unter anderem daher den Bau der Stammstrecke der Köln-Mindener Eisenbahn-Gesellschaft, später auch weiterer Strecken wie die Hannoversche Westbahn, die den wirtschaftlichen Anschluss an die Seehäfen, die rheinischen Industriereviere und die Kohlereviere des Ruhrgebiets brachten. Der Bahnhof Minden wurde seit 1847 angefahren. Entlang dieser Bahnstrecken liegen auch heute noch die bevölkerungsreichsten Gebiete der Region.
Mitte des 19. Jahrhunderts war die Textilindustrie jedoch bereits im Niedergang begriffen und konnte die rasant gewachsene Bevölkerung Minden-Ravensbergs kaum mehr ernähren. Der Grund für den Niedergang waren vor allem die mechanischen Webstühle in England und der dadurch ab etwa 1820 erzeugte und aus Belgien oder England importierte Leinen. Große Spinnereien im industriellen Maßstab wie die Ravensberger Spinnerei in Bielefeld blieben auf die Zentren beschränkt, so dass insbesondere die Landbevölkerung unter dem Niedergang litt. Bis etwa 1860 waren sogar viele Menschen gezwungen, beispielsweise nach Amerika auszuwandern. Seit Mitte des 19. Jahrhunderts entwickelte sich, durch die Anbindung an die neuen Eisenbahnen begünstigt, die Tabakindustrie in Minden-Ravensberg zur dominierenden Industrie und brachte ab etwa 1860 neue Erwerbsmöglichkeiten auch für die Landbevölkerung. Insbesondere das Ravensberger Land entwickelte sich zu einem Zentrum der europäischen Tabakindustrie und sollte dies auch bis zum Zweiten Weltkrieg bleiben.
In Lippe, wo die Industrialisierung in viel geringerem Maße Fuß fassen konnte, dies teilweise sogar durch den Fürst behindert wurde, blieben die ärmeren Bevölkerungsschichte noch lange in prekären Lebenssituationen, so dass insbesondere hier Teile der Bevölkerung gezwungen waren, ihren Lebensunterhalt als Wanderarbeiter – z. B. als Wanderziegler zu verdienen. Dieses Phänomen wurde noch 1947 als soziales Problem in den Lippischen Punktationen explizit verurteilt.
Da die angrenzende Warburger Börde mit den höchsten Bodenwertzahlen der westlichen Bundesländer sehr fruchtbare Acker- und Lössböden bietet, wurde die ehem. Kreisstadt Warburg ein Zentrum für die Nahrungsmittelindustrie. U.a. mit der Ansiedlung der Zuckerfabrik Warburg im Jahr 1882, den Warburger Nahrungsmittelwerken mit deren Obst- und Gemüsekonserven, des Kornhauses Warburg sowie des Milchwerkes im Stadtteil Rimbeck. Von diesen nahrungsmittelverarbeitenden Unternehmen besteht nur noch Letzteres.

### Die napoleonische Zeit

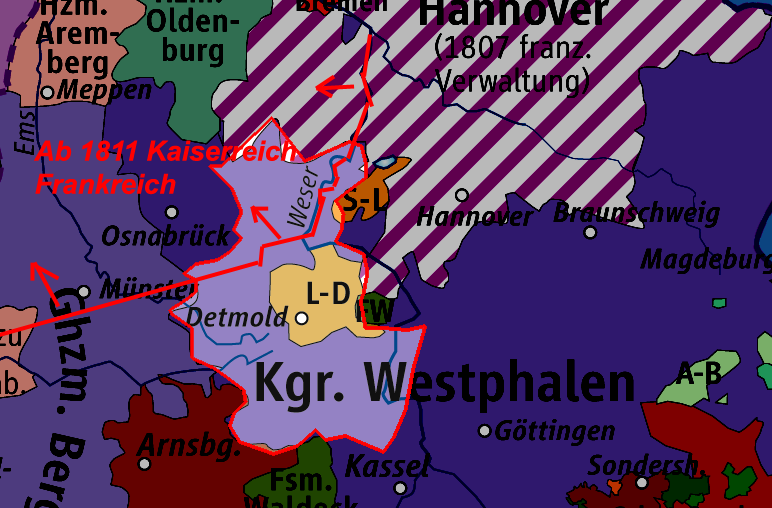
Das Gebiet (heutiges Gebiet hervorgehoben) im Königreich Westphalen bzw. im Kaiserreich Frankreich (nordwestlich roter Linie)

Ab 1807 wurde durch Napoleon die heutigen ostwestfälischen Gebiete zusammen mit anderen auch vollkommen unwestfälischen Gebieten in das de facto französische Königreich Westphalen eingefügt. Nur Lippe konnte seine Eigenständigkeit bewahren. Die Gebiete unter französischem Einfluss übernahmen die französischen Verwaltungsstrukturen. Die südlichen und östlichen Gebiete Ostwestfalens gehörten zum Departement der Fulda. Die nördlichen und westlichen Gebiete gehörten bis 1810 zum Departement der Weser. Der nordwestliche Teil des Départements wurde durch Beschluss vom 13. Dezember 1810 zum 1. Januar 1811 direkt in das Kaiserreich Frankreich eingegliedert. Die 1811 in Frankreich eingegliederten Gebiete lagen im Département Ems-Supérieur. Dazu zählten alle ostwestfälischen Gebiete nordwestlich der Linie Weser-Werre-Westgrenze Herford-Aa-Johannisbach-Schwarzbach- und Teutoburger Wald zwischen Werther und Borgholzhausen. Bielefeld und Herford gehörten demnach weiterhin zum Königreich Westphalen. Die nicht eingegliederten Gebiete wurden 1811 dem Département Fulda eingegliedert. Den ärmsten Schichten brachte die französische Fremdherrschaft die Möglichkeit, sich aus dem Lehnsherrenverhältnis oder der Leibeigenschaft freizukaufen, jedoch sollten die Heuerlinge, wenngleich rechtlich auch nicht mehr an Adlige gebunden, wirtschaftlich noch lange Zeit von den Besitzern ihrer Kotten abhängig bleiben.
Bereits 1813 eroberte Preußen in den Befreiungskriegen französische Gebiete zurück und fasste sie im Zivilgouvernement zwischen Weser und Rhein zusammen. 1815 wurde auf dem Wiener Kongress die französische Herrschaft über Ostwestfalen endgültig beendet.

### Das preußische Ostwestfalen

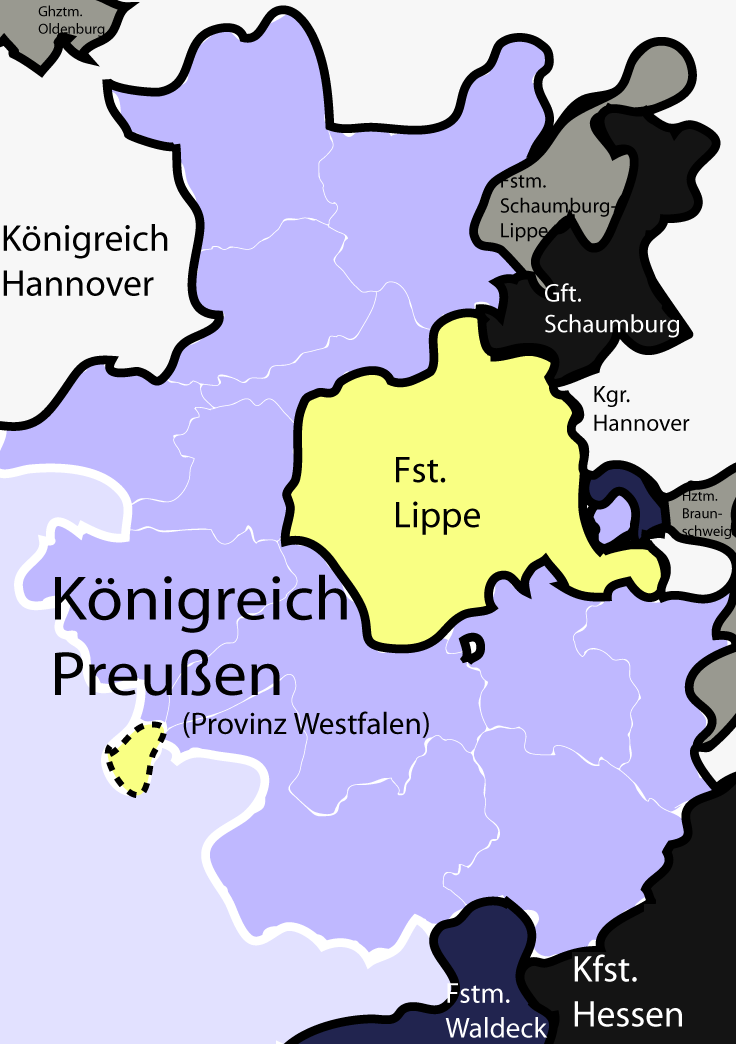
Der Regierungsbezirk Minden mit Kreisen 1818

Seit Ende der französischen Fremdherrschaft war das heutige Ostwestfalen nun weitgehend preußisch. Der preußische Staat löste die alten Verwaltungsstrukturen, die noch auf den alten mittelalterlichen Territorien beruhte, auf und fasste 1815 Ostwestfalen im Regierungsbezirk Minden in der Provinz Westfalen zusammen. Die damals festgelegten Kreise lassen sich auch in der heutigen Kreisstruktur immer noch erahnen. In den südlichen und damit katholischen Gebieten um Paderborn, die erstmals zu Preußen gehörten, wurde die Eingliederung in das protestantische Preußen von der Bevölkerung mehrheitlich abgelehnt und das Stichwort Musspreußen machte die Runde.

### Die Region während der Zeit des Nationalsozialismus
Wie überall in Deutschland übernahmen ab 1933 die Nationalsozialisten die Macht in der Region. In der NS-Ideologie Heinrich Himmlers spielte die Wewelsburg bei Büren eine herausragend-unrühmliche Rolle als geplante SS-Ordensburg. Zum Ausbau der Burg wurden Arbeitskräfte benötigt, so dass in der Nähe ein Konzentrationslager, das KZ Niederhagen, eingerichtet wurde. Besonders die Patienten der Von Bodelschwinghsche Stiftungen Bethel bei Bielefeld waren zu Zeiten des Nationalsozialismus von der Zwangssterilisation und durch die als Euthanasie bezeichneten nationalsozialistischen Krankenmorde akut gefährdet. Obwohl die Leitung von Bethel versuchte, diese Menschen zu retten – was größtenteils auch gelang – wurden auch aus Bethel Menschen deportiert und getötet. Bereits 1941 begann die Deportierung der jüdischen Bevölkerung Ostwestfalen-Lippes.
Für die Kriegsvorbereitung und Durchführung spielten insbesondere die Senne bei Paderborn, in der von Wehrmacht und SS der Panzerkrieg maßgeblich entwickelt und geprobt wurde, sowie als Rüstungsstandort die große Heeres-Munitionsanstalt Lübbecke im Bereich der heutigen Stadt Espelkamp eine Rolle. Im Krieg wurden einige der Rüstungsbetriebe im Rahmen des Geilenberg-Programms auch in das Wiehen- und Wesergebirge bei Porta Westfalica in alten Bergstollen u-verlagert. Die industriellen Zentren Bielefeld und Gütersloh, aber auch das eher ländlich geprägte Paderborn sind bei Luftangriffen stark zerstört worden. Der Bodenkrieg verschonte die Städte aber weitgehend. Die einzige Panzerschlacht in der Region war die meist als „Schlacht um Paderborn“ bezeichnete Schlacht im Süden der Region. Amerikanische Panzerverbände der 3. US-Panzerdivision drangen dabei Ende März bis in den Raum Paderborn vor, um den Ruhrkessel im Osten zu schließen. In der Dörenschlucht bei Augustdorf gelang es einem SS-Verband zwar einige amerikanische Panzer auszuschalten und am 30./31. fiel der kommandierende US-General Maurice Rose bei Paderborn, jedoch wurde am 1. April bei Lippstadt der Ruhrkessel geschlossen und Paderborn eingenommen. Bereits am 4. April besetzten amerikanische Truppen Bielefeld, Herford, Detmold und Minden. Der Krieg war damit im April in der Region de facto zu Ende und die nationalsozialistische Herrschaft beendet.

### Die Region nach 1945
Nach dem Krieg war bis zum Umzug nach Berlin Bad Oeynhausen Sitz der britischen Militärregierung. Nach dem Krieg wurde Ostwestfalen bzw. der Regierungsbezirk Minden 1946 Teil des neuen Landes Nordrhein-Westfalen. Im Jahre 1946 entschloss sich das Land Lippe dazu, Nordrhein-Westfalen beizutreten. Der Beitritt wurde 1947 vollzogen. In den Lippischen Punktationen wurde der Beitritt geregelt und eine Eingliederung in den Regierungsbezirk Minden festgelegt. Der neue Regierungsbezirk, der jetzt erstmals ganz Ostwestfalen-Lippe als administratives Gebiet zusammenfasste, wurde in Regierungsbezirk Minden-Lippe, später in Regierungsbezirk Detmold umbenannt und die Verwaltung gemäß den Vereinbarungen zwischen dem Land NRW und dem Land Lippe nach Detmold verlegt.
Die Tabakindustrie in Minden-Ravensberg geriet in den Nachkriegsjahren durch das Aufkommen von Wickelmaschinen, deren Einsatz aus beschäftigungspolitischen Gründen vor 1945 in Deutschland verboten war, in einen produktionstechnischen Nachteil gegenüber ausländischen Produzenten. Der Niedergang der Tabakindustrie konnte aber unter anderem durch die Möbelindustrie aufgefangen werden, die in den ländlichen Gegenden Ostwestfalen-Lippes bereits zuvor eine bedeutende Rolle spielte.
Der Niedergang der Nahrungsmittelindustrie im südostwestfälischen Warburg mit seiner fruchtbaren Warburger Börde konnte unter anderem durch die Ansiedlung von mehreren kunststoffverarbeitenden Unternehmen sowie der chemischen Fabrik Brauns-Heitmann aufgefangen werden. Letztgenannte stieg zwischenzeitlich auf in die Liste der Weltmarktführer von Lebensmittelfarben, Textilfarben (z. B. mit der Marke Simplicol), Entfärbern und Imprägnierungsmitteln sowie von Oster- und Weihnachtsartikeln.
Von 1969 bis 1975 wurden die Kreise und Kommunen im Regierungsbezirk in einer Kommunalreform grundlegend neu geordnet. Infolgedessen wurde 1973 die neu geschaffene Stadt Harsewinkel dem Regierungsbezirk angegliedert und damit ostwestfälisch, obwohl das Gebiet gemäß den historischen Grenzen zum westfälischen Münsterland zählte.

## Wissenschaft und Bildung

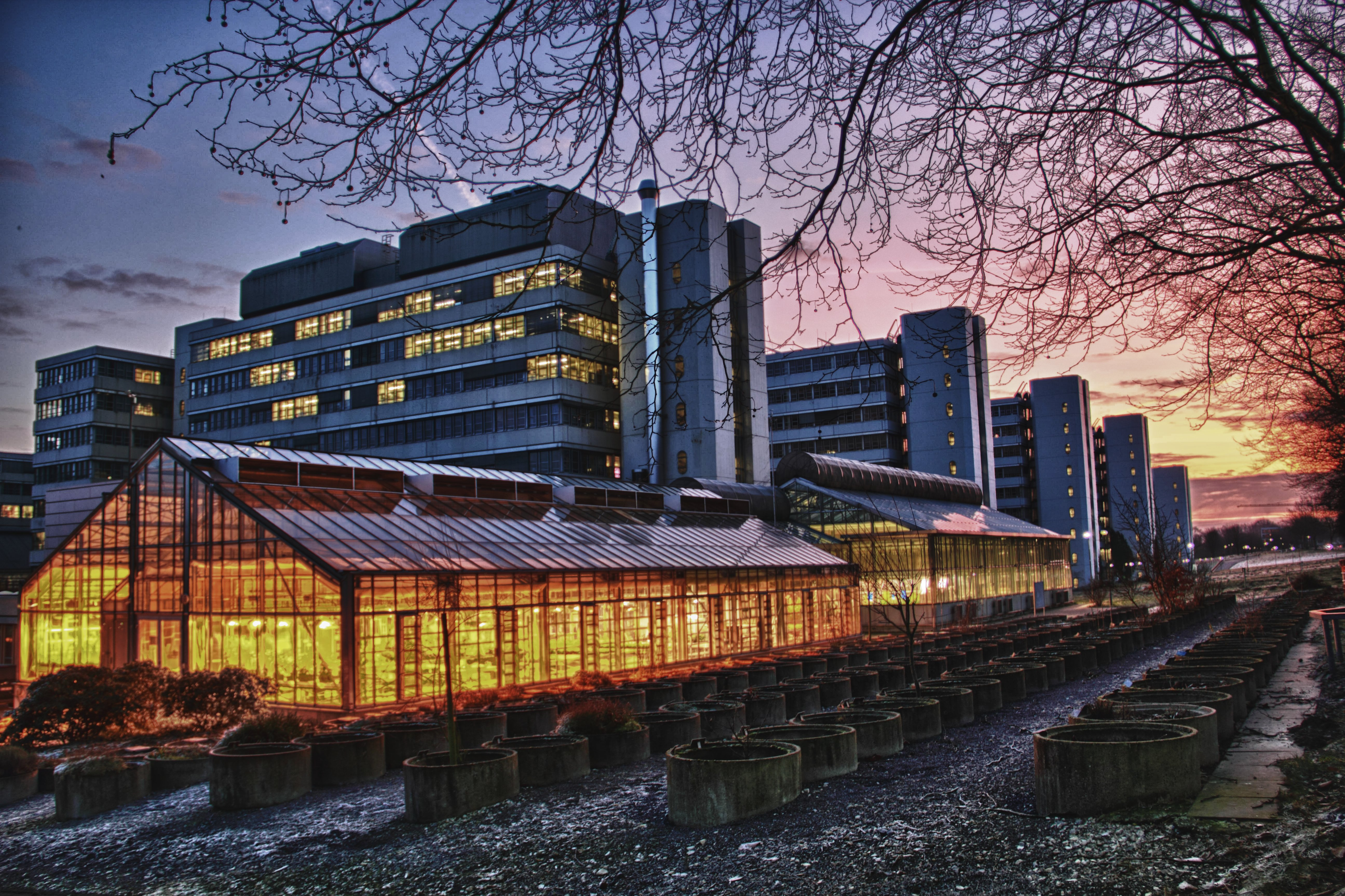
Universität Bielefeld

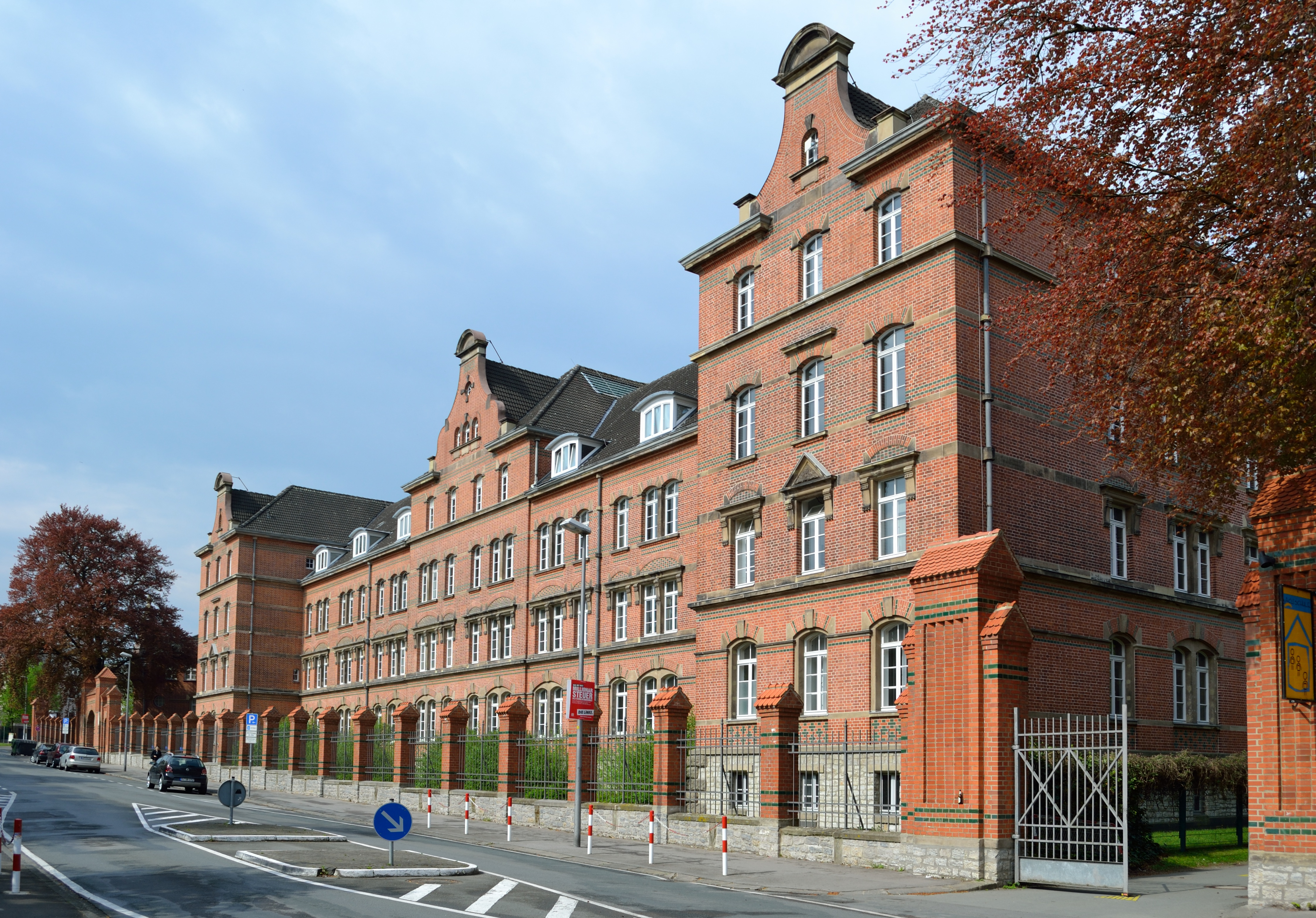
Campus Detmold der Technischen Hochschule Ostwestfalen-Lippe

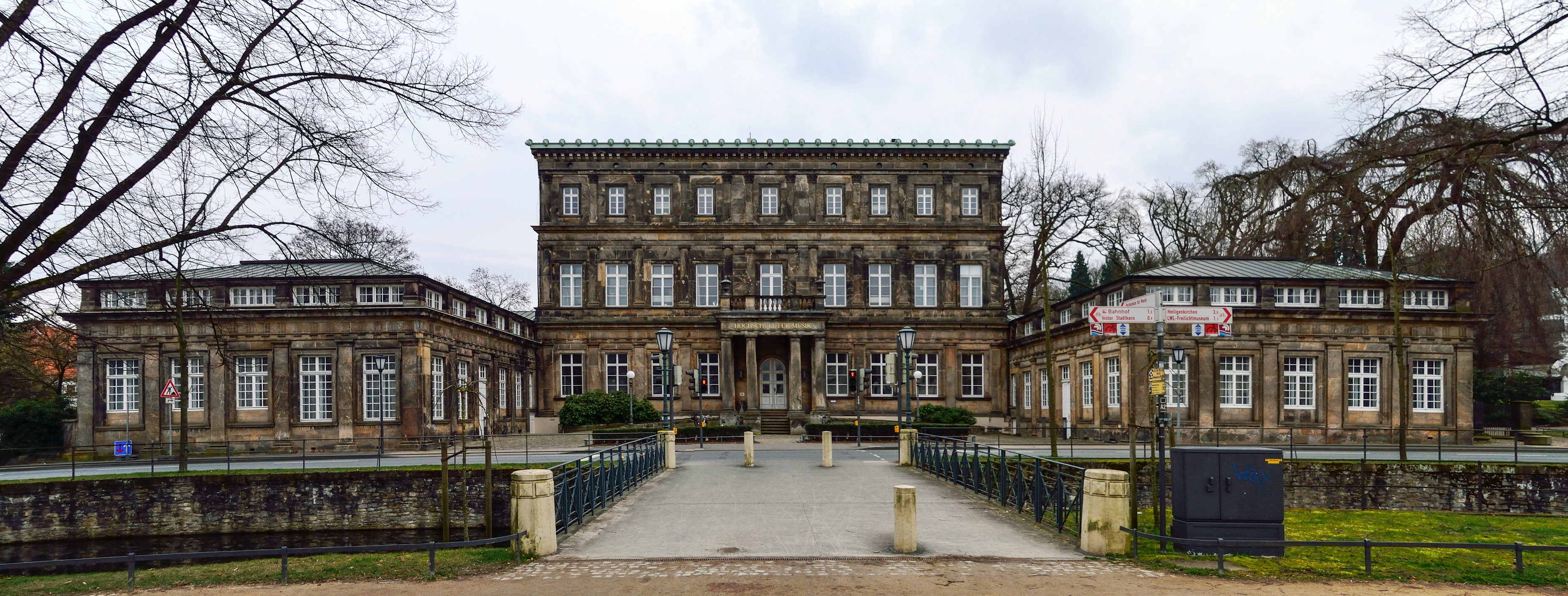
Hochschule für Musik Detmold

In Ostwestfalen-Lippe gibt es zahlreiche Hochschulen. An der Universität Paderborn sind rund 20.340 Studierende (WS 2019/20) in 70 Studiengängen immatrikuliert, an der Universität Bielefeld rund 24.000 (WS 2016/17) in 76 Studiengängen. Im Ranking des Gütersloher Centrums für Hochschulentwicklung (CHE) belegen Informatik, Wirtschaftsinformatik und Chemie in Paderborn und Soziologie, Geschichte und Pädagogik in Bielefeld sowie Elektrotechnik in Lemgo vordere Plätze.
Ebenfalls von überregionaler Bedeutung sind die Technische Hochschule Ostwestfalen-Lippe (TH OWL) mit ihren Standorten in Lemgo, Detmold und Höxter, sowie die Hochschule für Musik in Detmold.
In Bielefeld ist die Hochschule Bielefeld mit je einer Außenstelle in Minden und in Gütersloh ansässig.
Kleinste ostwestfälische Hochschule ist die Hochschule für Kirchenmusik der Evangelischen Kirche von Westfalen in Herford. Im Jahre 2019 waren dort 58 Studierende eingeschrieben.
Internationale Beachtung findet die wissenschaftliche Forschung des Herz- und Diabeteszentrums Nordrhein-Westfalen in Bad Oeynhausen. Die Einrichtung ist Universitätsklinik der Ruhr-Universität Bochum (RUB). Nachdem es zunächst nicht gelungen war, die Medizin als Fakultät an der Uni Bielefeld zu etablieren (dies ist aber inzwischen der Fall), sind die Krankenhäuser im Kreis Minden-Lübbecke und im Kreis Herford zu Uni-Kliniken der RUB geworden. Das Universitätsklinikum OWL der Universität Bielefeld wird aus Fachkliniken der drei Krankenhäuser Evangelisches Klinikum Bethel, Klinikum Bielefeld und Klinikum Lippe gebildet.
Mit dem Centrum Industrial (CIIT) ist auf dem Innovation Campus Lemgo ein durch Privatinvestoren errichtetes Forschungs- und Entwicklungszentrum entstanden, dass Informations- und Kommunikationstechnologien für die Intelligente Automation nutzbar macht. Als erstes Science-to-Business Center in Ostwestfalen-Lippe arbeiten Forschungseinrichtungen und Technologieunternehmen hier Seite an Seite unter einem Dach. Für die Erprobung und Demonstration intelligenter Automatisierungslösungen wird seit 2016 die SmartFactoryOWL durch die Fraunhofer-Gesellschaft und die TH OWL betrieben.
Im Bereich außeruniversitärer Forschung wird das Forschungsangebot in Ostwestfalen-Lippe durch das Fraunhofer IOSB-INA, dem Institutsteil für Industrielle Automation, in Lemgo und dem Fraunhofer-Institut für Entwurfstechnik Mechatronik (IEM) in Paderborn ergänzt.
Im Rahmen des BMBF-Programms „Lebenslanges Lernen“ entstanden als Teil der „Lernenden Regionen“ in OWL vor allem für bildungsferne und benachteiligte Schichten, besonders Migranten, an fünf Standorten in Detmold, Bad Salzuflen, Lemgo, Blomberg und auch Herford die Selbstlernzentren Lippe zur individuellen Förderung sprachlicher sowie beruflicher Basisqualifikationen.
Im Januar 2012 wurde die regionale Hightech-Strategie „Intelligente technische Systeme OstwestfalenLippe it’s OWL“ als einer der Sieger im Spitzencluster-Wettbewerb des BMBF ausgezeichnet, verbunden mit der Bereitstellung von Fördermitteln in Höhe von 40 Mio. EURO für Entwicklung neuer Technologien. Dadurch ist es entscheidend gelungen die Forschungslandschaft mit der Wirtschaft in Ostwestfalen zu verknüpfen und zu fördern.
In Ostwestfalen-Lippe gibt es einige kleinere Volkssternwarten. So gibt es an der Technischen Hochschule Ostwestfalen-Lippe am Standort Lemgo seit 1969 eine Sternwarte. Die Realisierung eines Planetariums in Bad Lippspringe wird von der Planetariumsgesellschaft Ostwestfalen-Lippe e. V. als Förderverein angestrebt.

## Wirtschaft

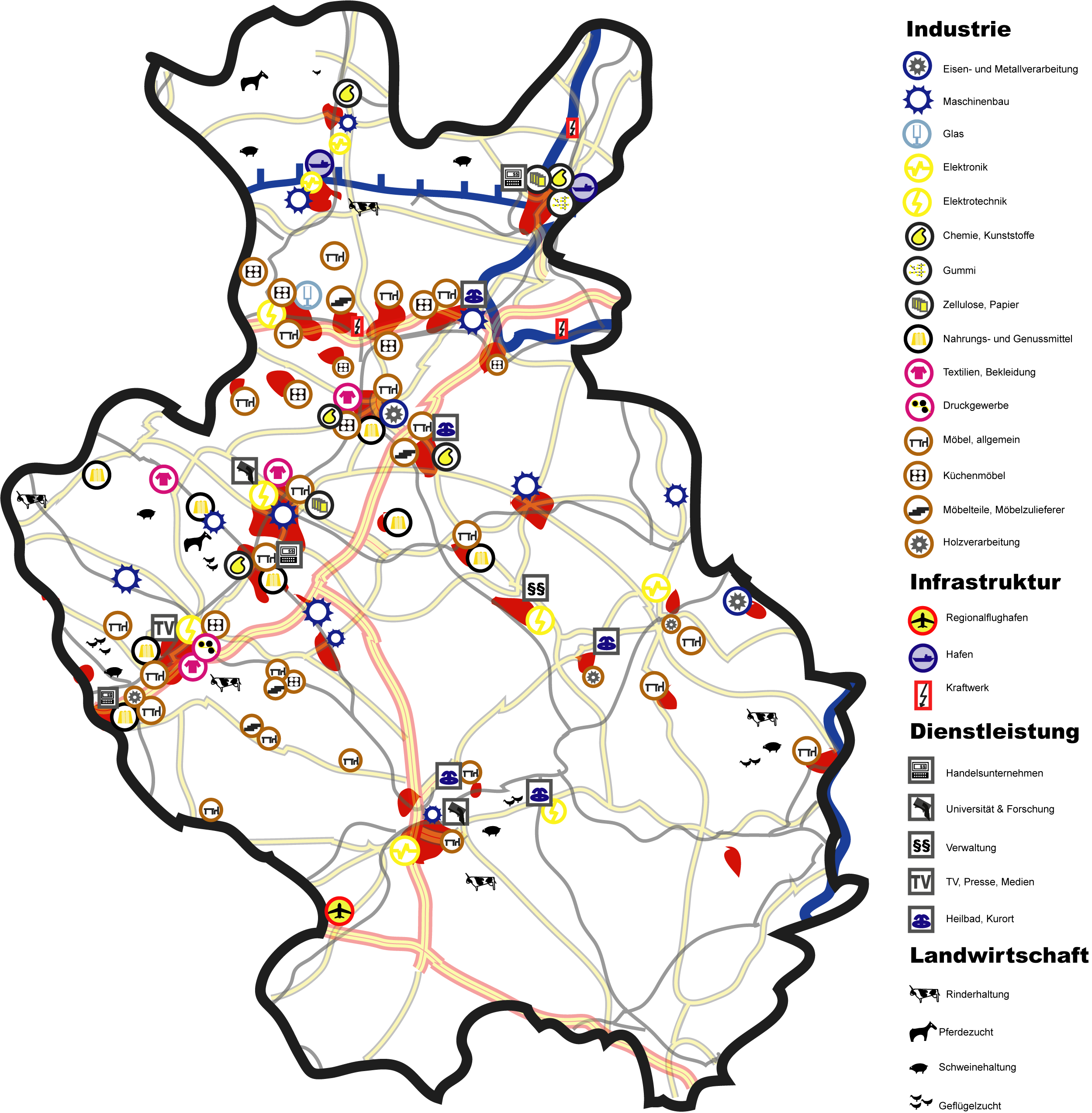
Wirtschaftskarte der Region

Ostwestfalen-Lippes Wirtschaft wird dominiert von mittelständischen Unternehmen aus den Bereichen Maschinenbau, Lebensmittelindustrie, IT-Industrie, Automatisierungstechnik und Möbelindustrie, die im Bezug auf das Bundesgebiet (und teilweise international) einen sehr hohen Stellenwert haben. So ist Ostwestfalen-Lippe einer der stärksten Maschinenbau- und Industrieelektronik-Standorte in Deutschland. Von der ehemals dominierenden Tabakindustrie in Minden-Ravensberg sind nur wenige Betriebe erhalten. In der Tradition der ehemals äußerst bedeutenden Leineweber aus der Region stehen die großen Textil- und Modeunternehmen in Minden-Ravensberg. Im primären Sektor arbeiten weniger als 1 % der abhängig Beschäftigten, rund ein Drittel arbeiten im sekundären Sektor, der Rest (rund 65 %) arbeiten im tertiären Wirtschaftssektor. Die Beschäftigtenstruktur nach Wirtschaftsbereichen am 31. Dezember 2006 zeigt folgende Tabelle im Detail:
| Wirtschaftsbereich                                           | Sozialversicherungs- pflichtige Beschäftigte 2006 | Anteil in Prozent | Sozialversicherungs- pflichtige Beschäftigte 2012 | Anteil in Prozent |
| ------------------------------------------------------------ | ------------------------------------------------- | ----------------- | ------------------------------------------------- | ----------------- |
| Land- und Forstwirtschaft                                    | 5.188                                             | 0,8               | 3.682                                             | k. A.             |
| Bergbau und Gewinnung von Erden und Steinen                  | 450                                               | 0,1               | 321                                               | k. A.             |
| Primärer Sektor                                              | 5.638                                             | 0.9               | x                                                 | k. A.             |
| Verarbeitendes Gewerbe                                       | 225.208                                           | 33                | 217.697                                           | k. A.             |
| Energie- und Wasserversorgung                                | 4.614                                             | 0,7               | 4.20                                              | k. A.             |
| Wass Vers Abwasser / Abfall                                  | k. A.                                             | k. A.             | 5.835                                             | k. A.             |
| Sekundärer Sektor                                            | 229.822                                           | 33,7              | k. A.                                             | k. A.             |
| Baugewerbe                                                   | 34.756                                            | 5,1               | 38.895                                            | k. A.             |
| Handel                                                       | 108.505                                           | 15,9              | 115.094                                           | k. A.             |
| Gastgewerbe                                                  | 13.079                                            | 1,9               | 16.291 \|                                         | k. A.             |
| Verkehr- und Nachrichtenübermittlung                         | 32.254                                            | 4,7               | 19.473                                            | k. A.             |
| Kredit- und Versicherungsgewerbe                             | 17.887                                            | 2,6               | 17.891 \|                                         | k. A.             |
| Grundstückswesen, Vermietung, Dienstleistung für Unternehmen | 74.075                                            | 10,8              | 3.009                                             | k. A.             |
| Öffentliche Verwaltung                                       | 30.896                                            | 4,5               | 30.666                                            | k. A.             |
| Öffentliche und private Dienstleistungen                     | 135.387                                           | 19,8              | 153.496                                           | k. A.             |
| Tertiärer Sektor                                             | 449.839                                           | 65,4              | k. A.                                             | k. A.             |
| Gesamt                                                       | 682.341                                           | 100               |                                                   |                   |

Quelle: Bezirksregierung Detmold, Stand 31. Dezember 2006 (Quelle nicht mehr online)
Bezirksregierung Detmold: Monatsbericht Ostwestfalen-Lippe: Stand: 27. Juni 2013

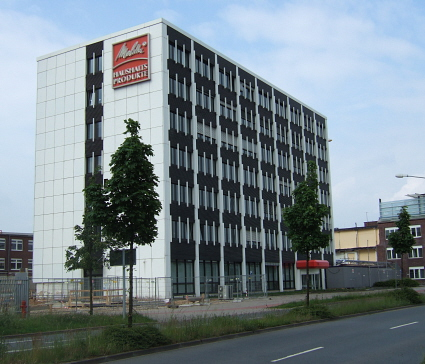
Alte Zentrale von Melitta Haushaltsprodukte Europa in Minden

Die vier Arbeitsagenturen in Bielefeld, Herford, Detmold und Paderborn melden für Februar 2018 eine Arbeitslosenquote von 5,7 Prozent. Dies entspricht 62.748 als arbeitslos Gemeldeten. Damit ist die Arbeitslosenquote im Vergleich mit den anderen nordrhein-westfälischen Bezirken unterdurchschnittlich. Folgende Tabelle zeigt die Arbeitslosenquote in den einzelnen Kreisen und kreisfreien Städten:
| Kreis              | Arbeitslosenquote |
| ------------------ | ----------------- |
| Bielefeld          | 7,7 Prozent       |
| Gütersloh          | 4,4 Prozent       |
| Herford            | 5,5 Prozent       |
| Höxter             | 4,4 Prozent       |
| Lippe              | 6,5 Prozent       |
| Minden-Lübbecke    | 5,0 Prozent       |
| Paderborn          | 5,4 Prozent       |
| Ostwestfalen-Lippe | 5,7 Prozent       |

Quelle: Bundesagentur für Arbeit, Arbeitsmarkt im Überblick – Berichtsmonat Februar 2018

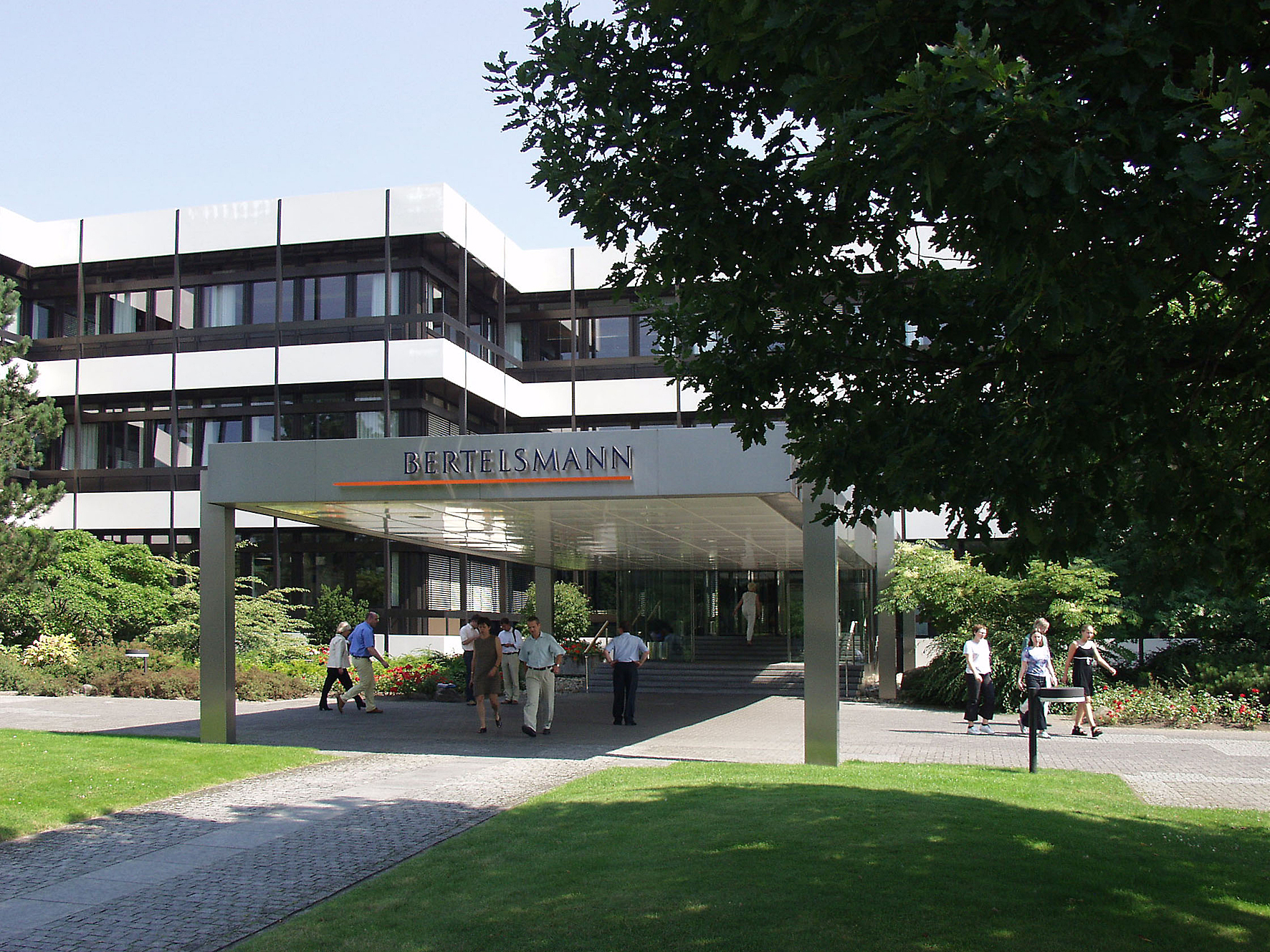
Bertelsmann-Zentrale in Gütersloh

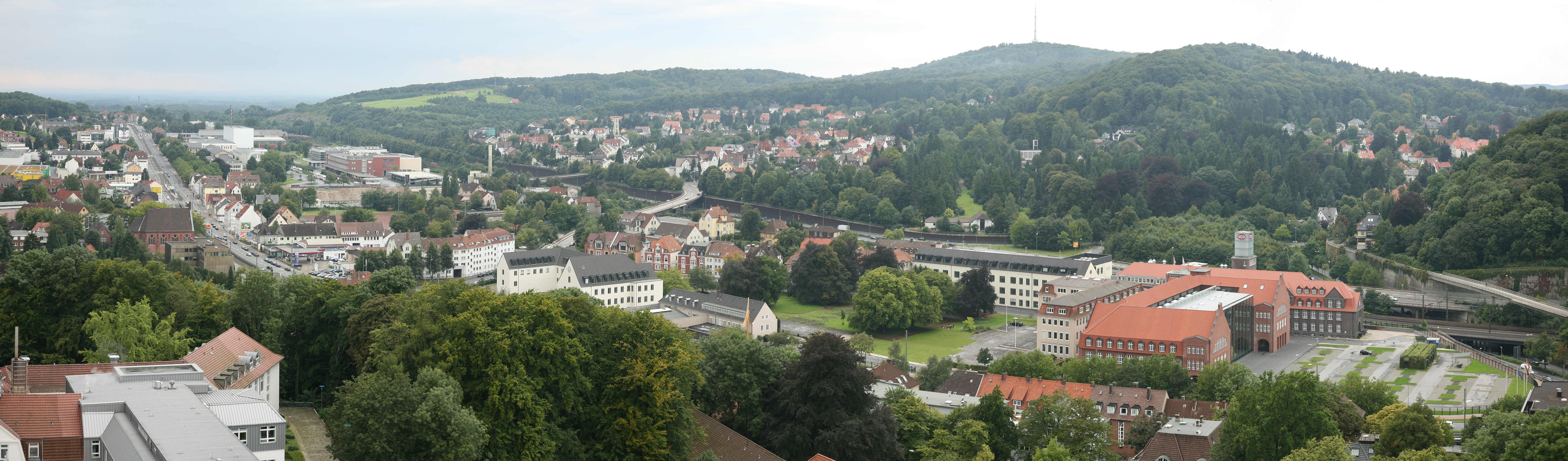
Oetker Werk in Bielefeld

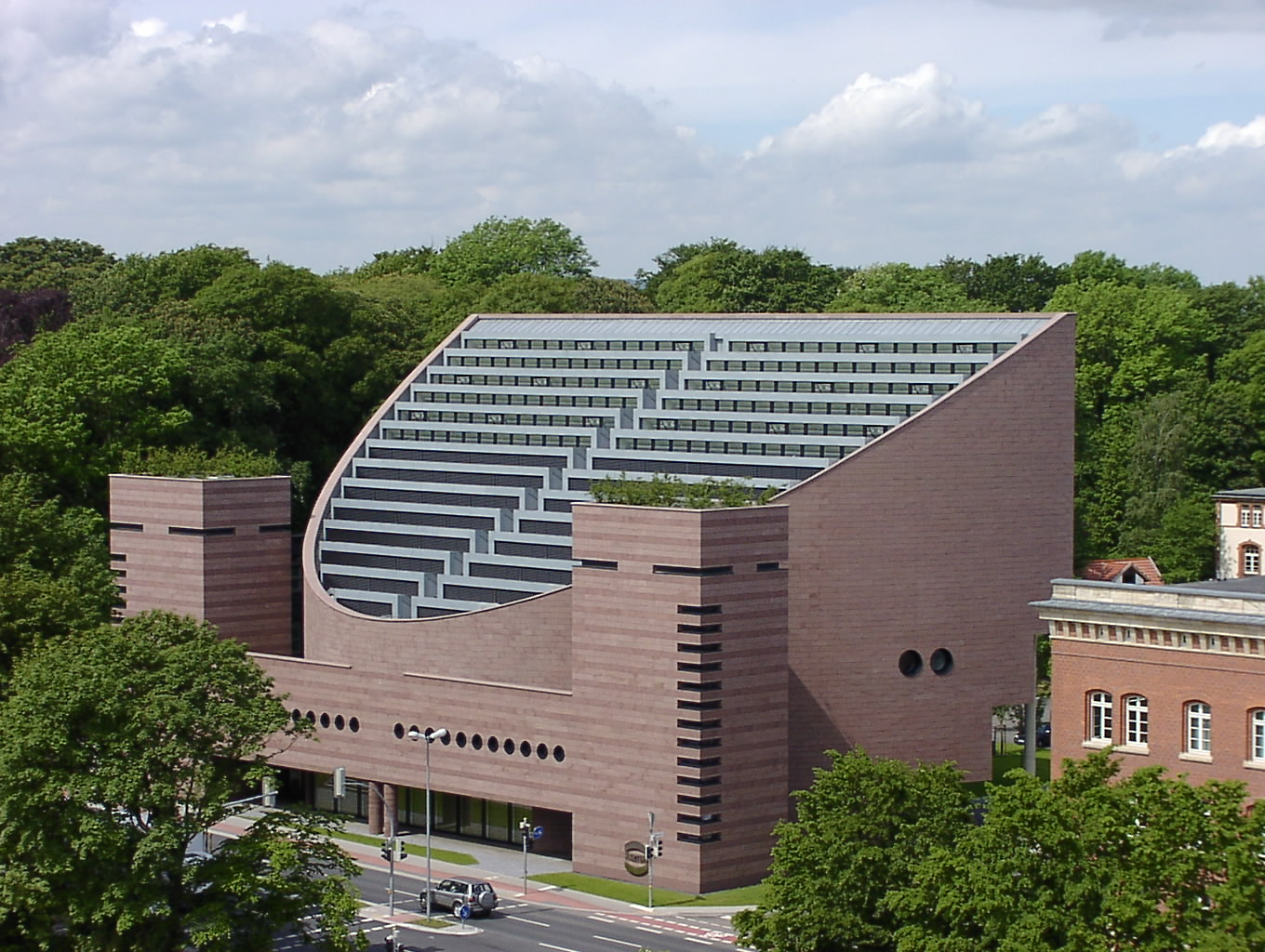
Harting Gebäude von Mario Botta in Minden

Die folgende Tabelle gibt einen Überblick über die 15 größten Unternehmen in Ostwestfalen-Lippe nach den Beschäftigungszahlen:
| Unternehmen                | Sitz              | Beschäftigte weltweit | Beschäftigte in OWL | Umsatz 1 Mrd. € |
| -------------------------- | ----------------- | --------------------- | ------------------- | --------------- |
| Marktkauf Holding 2        | Bielefeld         | 29.300                | 5.800               | 4,8             |
| Bethel                     | Bielefeld         | 17.313                | 9.000               | 1,0             |
| Benteler                   | Paderborn         | 28.166                | 6.200               | 7,4             |
| Bertelsmann                | Gütersloh         | 97.132                | 10.910              | 19,3            |
| Claas-Gruppe               | Harsewinkel       | 8.200                 | 3.240               | 2,3             |
| Edeka Minden Hannover      | Minden            | 24.200                | 7.880               | 5,4             |
| EK/servicegroup            | Bielefeld         | 5.600                 | 700                 | 1,4             |
| Gauselmann-Gruppe          | Espelkamp         | 5.490                 | 1.600               | 1,0             |
| Gildemeister               | Bielefeld         | 5.650                 | 850                 | 1,3             |
| Hettich Unternehmensgruppe | Kirchlengern      | 5.800                 | 1.120               | 0,88            |
| Miele Gruppe               | Gütersloh         | 22000                 | 8.150               | 4,84            |
| Oetker-Gruppe              | Bielefeld         | 22.340                | 1.860               | 7,1             |
| Phoenix Contact            | Blomberg          | 12.300                | 3.600               | 1,5             |
| Tönnies 3                  | Rheda-Wiedenbrück | 8.000                 | k. A.               | 5,6             |
| Diebold Nixdorf            | Paderborn         | 9.200                 | 2.200               | 2,1             |

Quelle: IHK Ostwestfalen zu Bielefeld, IHK Lippe zu Detmold und Angaben der Unternehmen, Stand: 2007

### Möbelindustrie
Etwa 70 Prozent der deutschen Küchenmöbelproduktion stammt aus Ostwestfalen-Lippe. Mit dem Kompetenzzentrum der Holz-, Möbel- und Kunststoffindustrie sind folgende Fachverbände der Holz- und Möbelindustrie in Herford ansässig: Verband der Deutschen Küchenmöbelindustrie, Verband der Deutschen Polstermöbelindustrie, Verband der Holzindustrie und Kunststoffverarbeitung Westfalen-Lippe e. V., Industrieverband Möbel – Holz – Kunststoff Westfalen, Fachverband Serienmöbelbetriebe des Handwerks, Service-Gesellschaft der Holz- und Möbelindustrie Herford mbH. Mit dem in Verl ansässigen Unternehmen Nobilia verfügt die Region über einen der größten Küchenhersteller Europas.
Schlagzeilen machte 2007 der in Insolvenz geratene größte Möbelhersteller Europas Schieder Möbel mit Sitz in Herford bzw. Schieder.

### Maschinenbau
In Ostwestfalen-Lippe sind rund 400 Unternehmen aus dem Maschinenbau und dessen Zulieferindustrie beheimatet. Sie erwirtschaften einen Jahresumsatz von über 15 Milliarden EURO (2012). Damit gehört auch Ostwestfalen-Lippe zu den gut aufgestellten Regionen im Maschinenbau. Hier finden sich Firmen wie beispielsweise Boge Kompressoren, Herbert Kannegiesser GmbH, DMG Mori Seiki AG oder Böllhoff.

### Automatisierungstechnik/Industrieelektronik
In Ostwestfalen-Lippe gibt es eine sehr hohe Dichte an Unternehmen der Automatisierungstechnik und der Industrieelektronik. Hierzu gehören neben den größeren Unternehmen wie Beckhoff, Harting, KEB, Lenze, Phoenix Contact, Wago und Weidmüller auch viele kleinere Unternehmen. Insbesondere in der elektrischen Verbindungstechnik haben die Unternehmen einen Weltmarktanteil von 75 %.

### Bekleidungsindustrie
In Herford haben mit Ahlers sowie mit der F. W. Brinkmann GmbH und Leineweber drei der fünf größten europäischen Herrenbekleidungsunternehmen ihren Sitz. In Bielefeld beziehungsweise Halle haben außerdem die Modekonzerne Seidensticker und Gerry Weber ihren Hauptsitz.

### Logistik
Die Deutsche Post AG betreibt in Bielefeld das Paketzentrum 33 für die Postleitzahlenbereiche 32 und 33 und seit September 2014 eine Mechanisierte Zustellbasis. Weitere in Bielefeld vertretene Paketdienste sind GLS, Fedex, TNT Express und GO! Express & Logistics. Ende 2017 ist die Firma UPS mit ihrer Niederlassung für den Paketversand von Herford nach Bielefeld-Sennestadt umgezogen. Die Citipost OWL GmbH & Co. KG befördert überwiegend Briefsendungen. Die EK/servicegroup eG ist eine der größten Handelskooperationen Europas. Große Speditionen mit Standorten in Bielefeld sind Wahl GmbH & Co. KG, Kühne und Nagel International AG und Hellmann Worldwide Logistics GmbH & Co. KG. Der Hermes-Versand hat sich in Schloß Holte-Stukenbrock angesiedelt.
Die Deutsche Post AG, Niederlassung Brief Herford, betreibt seit 1996 an der Bielefelder Straße das Briefzentrum für die Postleitzahlenbereiche 32 und 33. Es ist eines der 16 größten deutschen Briefzentren und Sitz der Verwaltung des Bielefelder Paketzentrums. Das Logistikunternehmen Trans-o-flex Express transportiert Pakete und Paletten. Der Apothekengroßhändler NOWEDA hat in Herford eine Niederlassung beziehungsweise ein Regionalverteilzentrum. Ebenfalls pharmazeutische Produkte vertreibt die SK Pharma Logistics GmbH. Die Loewe Logistics ist ein Logistikunternehmen für hochwertige Konsumgüter, Werbemittel und Formulare. Die Schöneberg-Gruppe mit Wellpappe- und Verpackungswerken besitzt ihr eigenes Logistikunternehmen Wellogistik. WESTFALIA intralog ist sowohl interner Logistikdienstleister der SULO Umwelttechnik und der Umweltsparte von Plastic Omnium als auch Logistikpartner externer Unternehmen. Die Firma zählt im Bereich der Wechselbrückenlogistik zu den größten Anbietern in Deutschland. Die EGV Mahlmann GmbH vertreibt Lebensmittel und von der Firma Harry-Brot gibt es eine Vertriebsstelle. Die Firmen Ahlers, Brax Leineweber, Bugatti und Weinrich betreiben in Herford Lager- und Verteilzentren. In Vlotho befindet sich ein Depot des Paketzustellers DPD Deutschland und in Löhne hat die Hermes Einrichtungs Service GmbH & Co. KG ihren Sitz. Hermes hat im Jahr 2017 in Löhne die mit 100.000 m² größte Logistikhalle Ostwestfalens in Betrieb genommen.

### Tourismus

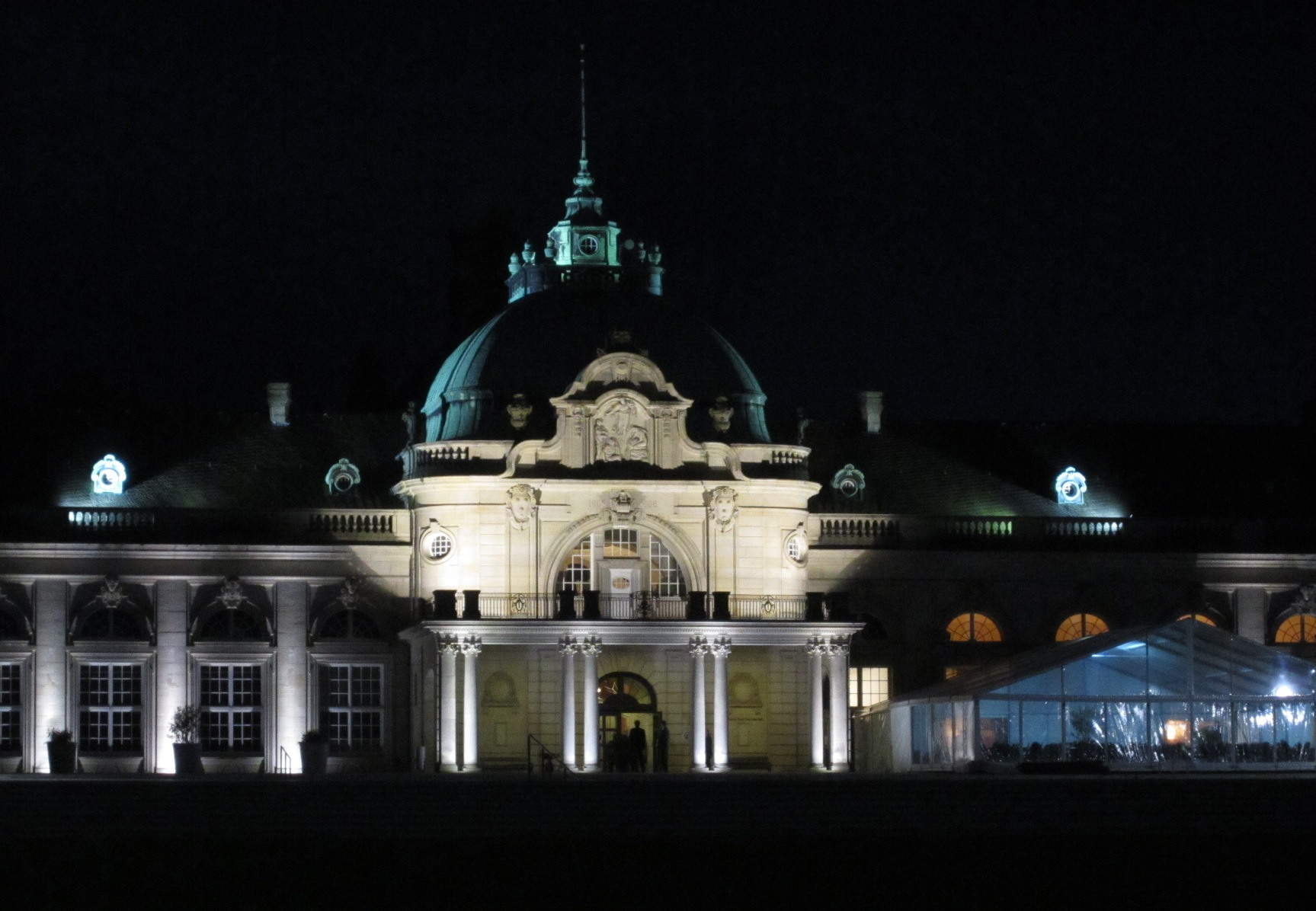
Ehemaliges Kurhaus in Bad Oeynhausen

Der Tourismus hat in Ostwestfalen-Lippe eine größere Bedeutung als im nordrhein-westfälischen Landesschnitt. Die Urlaubsregion nutzt in der Vermarktung dabei die relative Bekanntheit der Bezeichnung „Teutoburger Wald“ (73 % der Deutschen kennen diesen Begriff und assoziieren ihn mit Attributen wie natürlich, freundlich und gesund). Die Region wird unter anderem durch ihre Heilbäder in Bad Driburg, Bad Lippspringe, Bad Meinberg, Bad Oeynhausen, Bad Salzuflen, Bad Wünnenberg, Bad Holzhausen und 12 Luft- und drei Kneipp-Kurorte, sowie ein Kneipp-Heilbad als Heilgarten Deutschlands bezeichnet. Unter dem Aspekt Erholung sind die Naturparke Teutoburger Wald/Eggegebirge, TERRA.vita und Dümmer von touristischer Anziehungskraft. Die Orte mit der höchsten Fremdenverkehrsintensität (Fremdenübernachtungen pro 100 Einwohner, ohne Geschäftsreisende) sind Bad Driburg (Fremdenverkehrsintensität: 3.771), Bad Oeynhausen (1.970), Bad Lippspringe (1.859), Horn-Bad Meinberg (1.754), Bad Salzuflen (1.417) und Vlotho (1.015).

### Militär
Das Militär ist ein nicht unerheblicher Wirtschaftsfaktor in Ostwestfalen-Lippe. Die größten Bundeswehrstandorte sind Minden, Augustdorf und Höxter. Die Augustdorfer Rommel-Kaserne ist einer der größten Standorte des Heeres und Heimat der Panzerbrigade 21. Die britischen Streitkräfte in Deutschland sind nur noch in Minden und Paderborn-Sennelager stationiert (→ britische Standorte in NRW) und üben auf dem sich zwischen Paderborn und Augustdorf erstreckenden Truppenübungsplatz Senne zusammen mit Einheiten der Panzerbrigade 21. Das Sperrgebiet Senne konnte sich durch die militärische Nutzung zu einer ökologisch wertvollen Landschaft entwickeln, für die immer wieder die Einrichtung eines Nationalparks Senne-Egge diskutiert wird.

### Medien

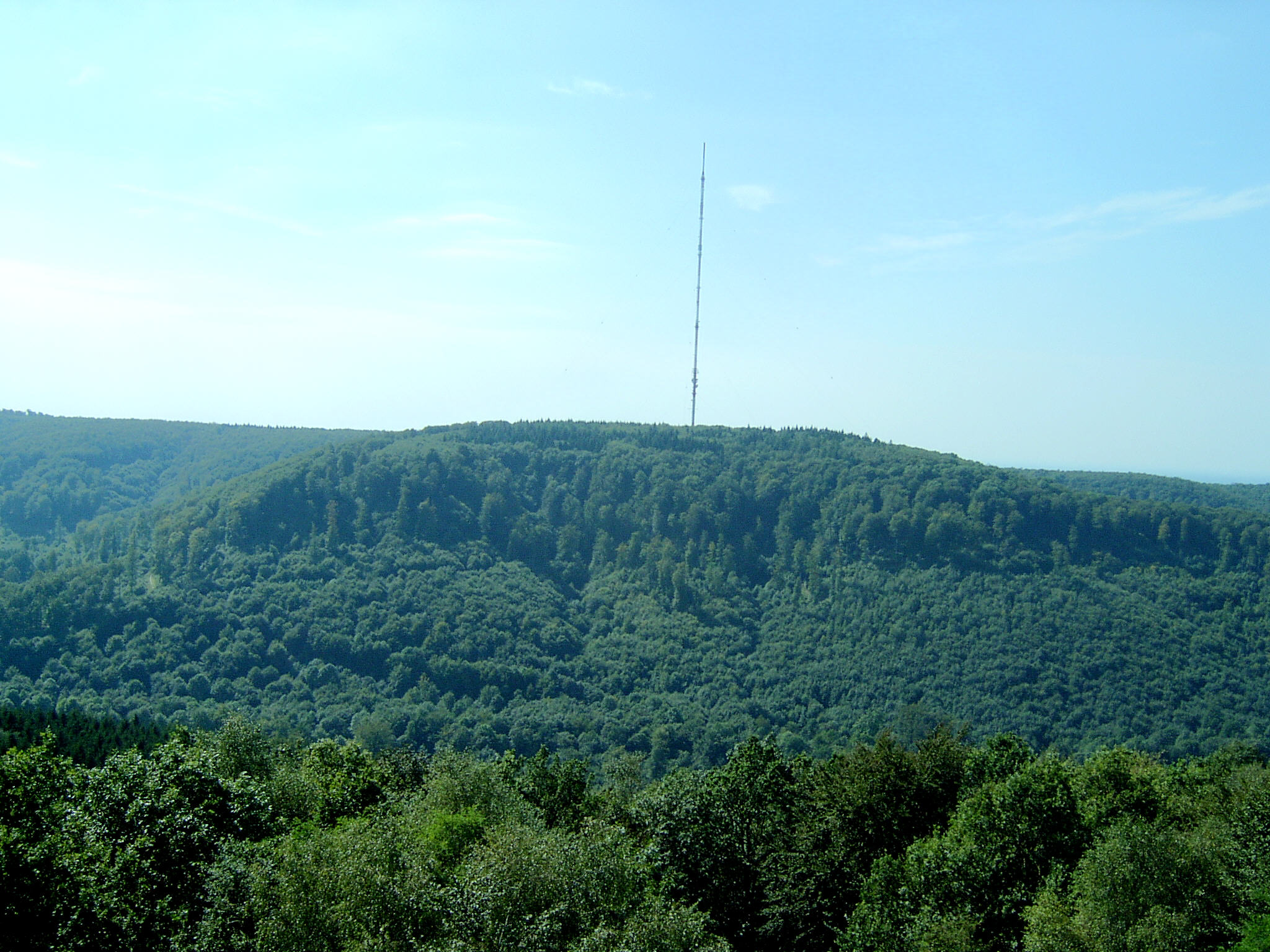
Hörfunk- und Fernsehsendemast auf dem Bielstein. (Blick vom Hermannsdenkmal)

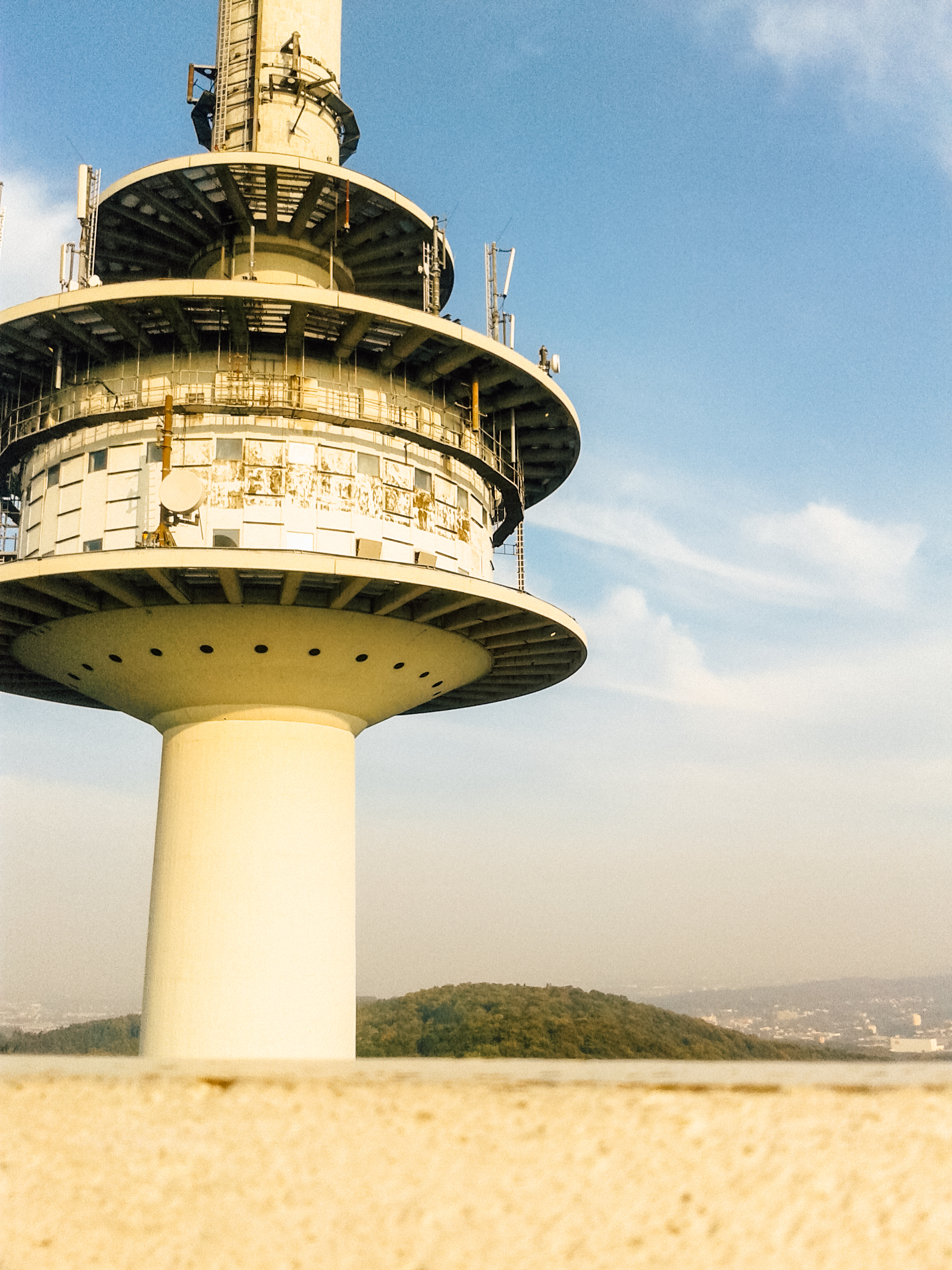
Fernmeldeturm Hünenburg

In der Region gibt es zwei große Zeitungsgruppen, die Neue Westfälische und das Westfalen-Blatt, die mit Lokalteilen für die meisten Städte und Gemeinde der Region die größten Tageszeitungen sind. Die Neue Westfälische bildet eine publizistische Einheit mit der Lippischen Landes-Zeitung, Detmold, dem Haller Kreisblatt, Halle (Westf.), dem Mindener Tageblatt, Minden und dem Vlothoer Anzeiger, Vlotho. Die täglich verkaufte Auflage der durch diese Kooperation entstehenden Zeitungsgruppe Neue Westfälische beträgt laut IVW montags bis samstags 247.522 Exemplare, die der Kernzeitung 153.554 Exemplare (Stand 3. Quartal 2006). Damit ist die Neue Westfälische die auflagenstärkste Zeitung in der Region Ostwestfalen-Lippe. Die Vlothoer Zeitung, das Herforder Kreisblatt und das Westfälische Volksblatt sind wiederum mit dem Westfalen-Blatt publizistisch verbunden. Die Gesamtverbreitung des Westfalen-Blatt lag im II. Quartal 2005 bei 132.859 (laut IVW). Die Glocke (auch: Gütersloher Volkszeitung) ist eine Tageszeitung für Teile des Kreises Gütersloh.
Der WDR betreibt in Bielefeld ein Lokalstudio für den Rundfunk und das Fernsehen sowie in Paderborn und Detmold ein Regionalbüro. Hier wird unter anderem die wochentägliche Fernsehsendung Lokalzeit OWL aktuell mit Nachrichten aus der Region produziert. In Bielefeld wird der offene Kanal 21 produziert.
Neben dem öffentlich-rechtlichen WDR strahlen mehrere Lokalsender Programme für die Region aus: Radio Bielefeld, Radio Gütersloh, Radio Herford, Radio Hochstift, Radio Lippe und Radio Westfalica. Studenten der Universität Bielefeld produzieren das Campusradio Hertz 87,9. Auf dem Paderborner Campus wird das Uni-Radio L’UniCo produziert. Die Hochschule Ostwestfalen-Lippe betreibt an ihren Standorten in Detmold, Höxter und Lemgo das Campusradio Triquency. Im Bielefelder Stadtteil Gadderbaum sendet das Einrichtungsradio Antenne Bethel auf einer eigenen UKW-Frequenz für die v. Bodelschwinghschen Stiftungen Bethel. Die britischen Streitkräfte produzieren in der Region das englischsprachige Radio British Forces Broadcasting Service (BFBS) sowie bis 2017 die Wochenzeitung Sixth Sense.
Gütersloh ist als Sitz des Weltkonzerns Bertelsmann ein Zentrum der europäischen Medienlandschaft.

### Spitzenclusterit’s OWL
174 Unternehmen, Hochschulen, Kompetenzzentren und Institutionen setzen gemeinsam die regionale Entwicklungsstrategie it’s OWL – Intelligente Technische Systeme OstWestfalenLippe um. Das Ziel ist die Entwicklung einer neuen Generation von Produkten in den Bereichen Maschinenbau, Automotive und Automatisierungstechnik. Dank des Sieges im Spitzenclusterwettbewerb der Bundesregierung bekommen die Träger der insgesamt 47 Entwicklungsprojekte 40 Millionen Euro Fördermittel vom Bundesministerium für Bildung und Forschung.

### InnoZent OWL e.V.
Das Innovationszentrum Ostwestfalen-Lippe ist ein Technologienetzwerk für nachhaltige Unternehmensentwicklung mit rund 70 Mitgliedern aus Wirtschaft und Forschung. Der Verein setzt sich dafür ein, innovative Technologien aus Forschung und Wissenschaft für kleine und mittlere Unternehmen zugänglich zu machen, sowie innovative Produkte und Dienstleistungen zu fördern. Seit 2007 hat InnoZent OWL über 10 Förderprojekte (BMWi, BMBF, EFRE) gemeinsam mit Unternehmen und Forschungseinrichtungen durchgeführt und seit 2006 über 33 Mio. € Landes- und Bundesmittel (ZIM) für die Region Ostwestfalen-Lippe gewonnen.

## Verkehr

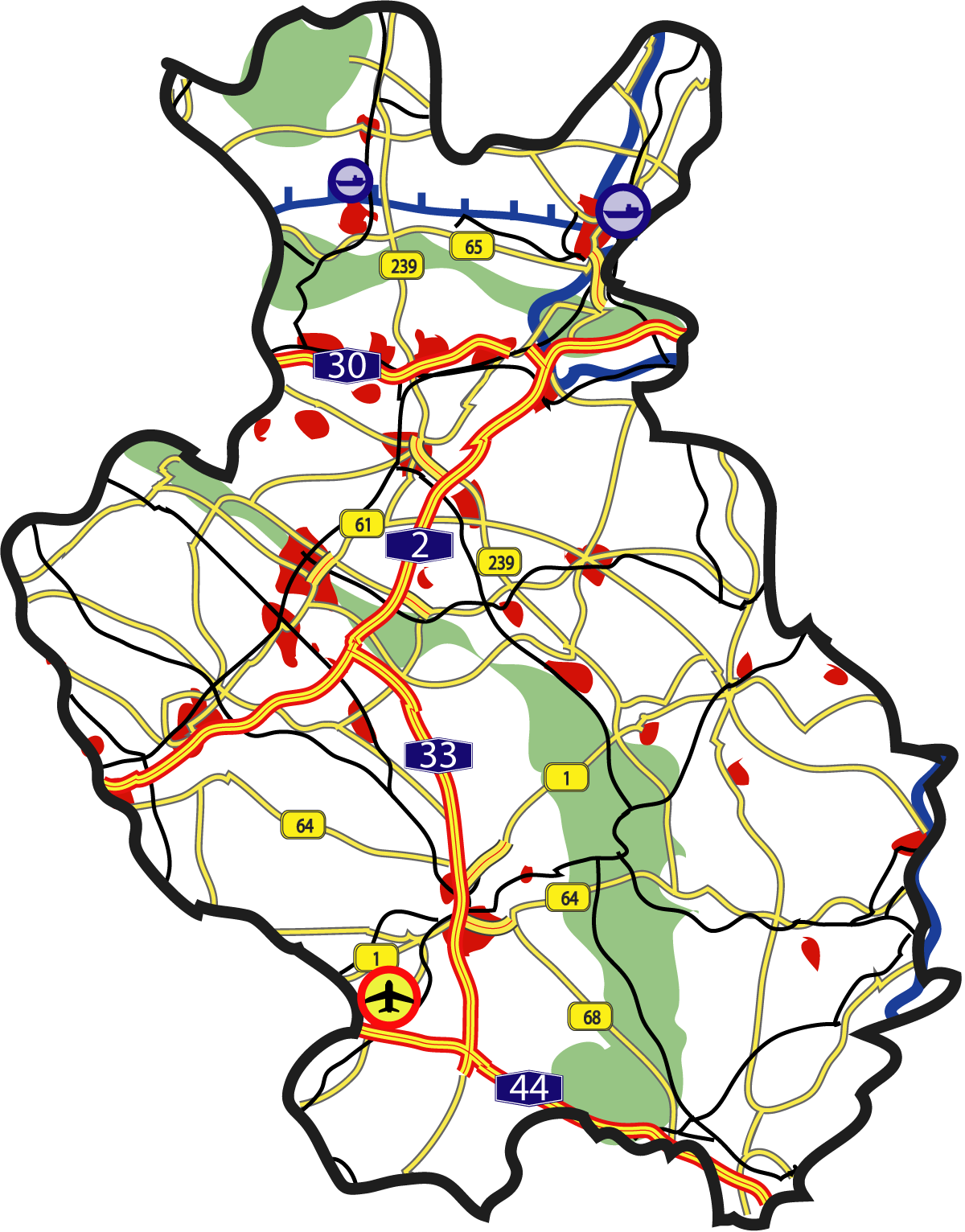
Verkehrswege, Häfen und Flughäfen

Ostwestfalen-Lippe liegt an der nördlichen Mittelgebirgsschwelle und eignet sich aufgrund der Topographie für die Führung des wichtigen Ost-Westverkehrs, der hier in allen drei Verkehrsträgern Schiene, Straße und Kanal stattfindet. Entlang dieser Trassen haben sich die größeren Städte ausgebildet, hier wohnen die meisten Menschen in Ostwestfalen-Lippe. Mit der Neuordnung der Verkehre nach der Deutschen Wiedervereinigung nahm dieser Ost-West Verkehr erheblich zu. Größere Nord-Süd Verkehrsverbindungen finden sich erst westlich und östlich von Ostwestfalen-Lippe, eine geplante Nord-Süd Autobahn ist Ende der 1970er Jahre gestrichen worden.

### Straßenverkehr

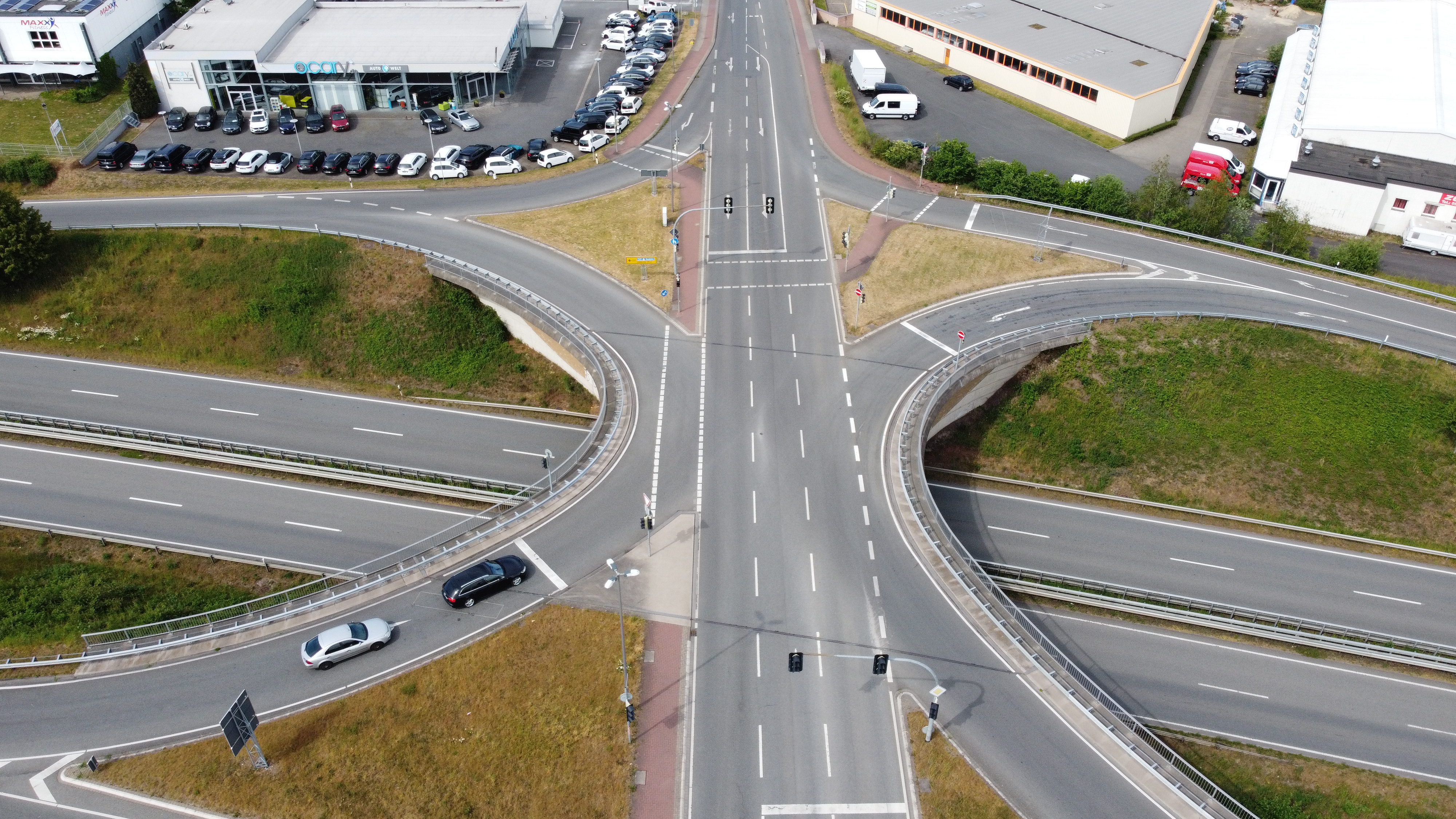
Kreuzungsbereich B239 in Herford

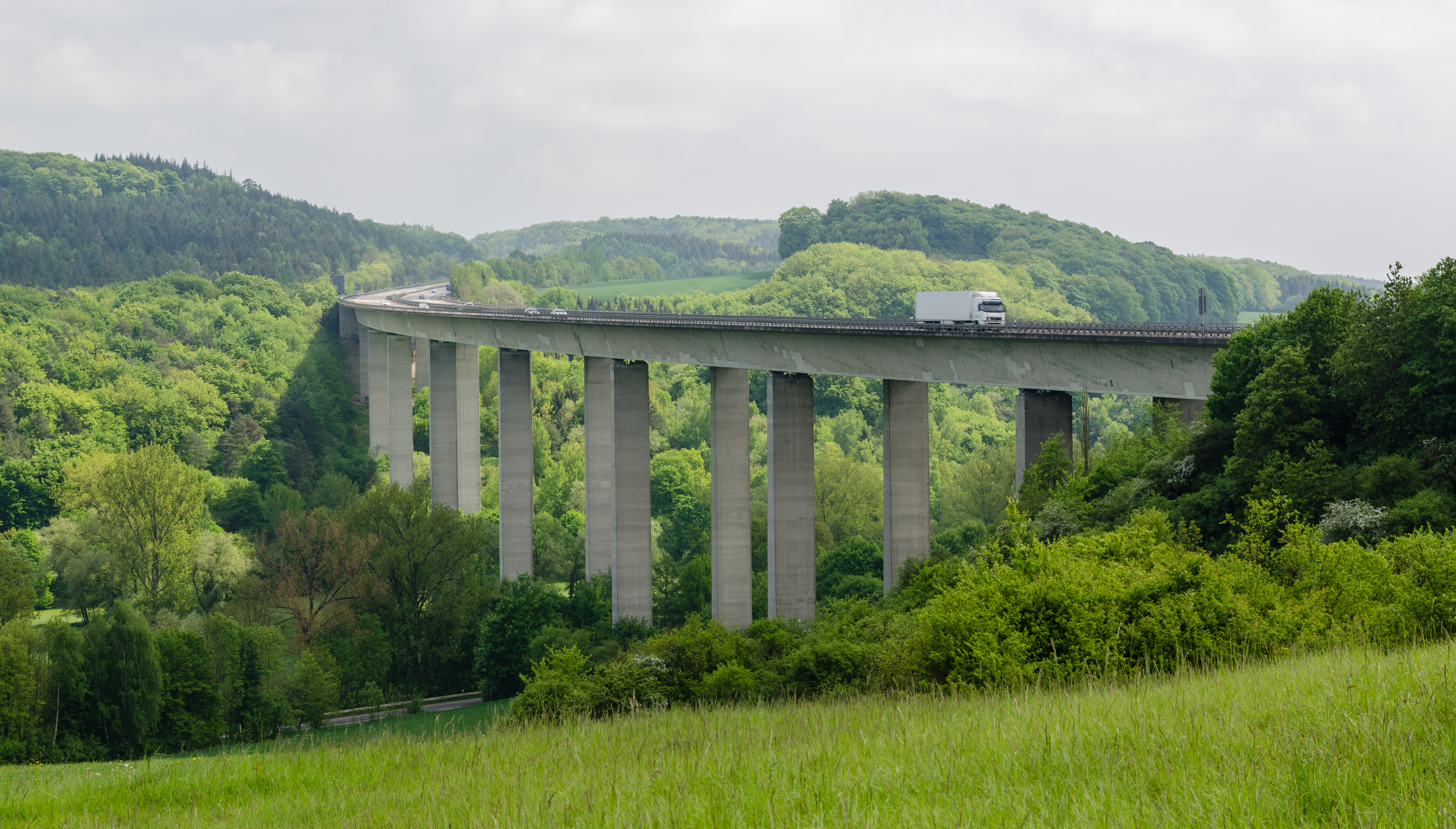
Twistetalbrücke der A 44 bei Warburg, nahe der gleichnamigen Anschlussstelle (Nr. 65)

Durch Ostwestfalen-Lippe verlaufen die Bundesautobahnen 2, 30 und 44. Sie nehmen den Ost-Westverkehr auf. Die A 33 dient einem Teil des überregionalen Nord-Südverkehrs und ansonsten lokalem Verkehr. Wichtige Verkehrsknotenpunkte sind Bad Oeynhausen, Bielefeld, Minden und Paderborn.
Wichtigste Bundesstraßen in Nord-Süd-Richtung sind die Bundesstraßen 61 (in Bielefeld als Stadtautobahn teilweise Ostwestfalendamm genannt), 68 und 239. Die Ostwestfalenstraße führt als gut ausgebaute Schnellstraße von der Autobahnanschlussstelle „Ostwestfalen-Lippe“ der A 2 von der Stadtgrenze Bielefelds südlich von Bad Salzuflen über Lemgo und weiter als Bundesstraße 252 über Blomberg, Steinheim, Brakel nach Warburg bis zur A 44.
Weitere Bundesstraßen in Nord-Süd-Richtung sind die B 55, B 238, B 241, B 482, und B 514. In West-Ost-Richtung verlaufen die wichtigen Bundesstraßen 1, 64 und 65, sowie die für die Region weniger bedeutenden Bundesstraßen 7, 66 und 611. Durch Ostwestfalen-Lippe laufen die Themenstraßen Deutsche Märchenstraße, die Straße der Weserrenaissance und die Westfälische Mühlenstraße.

### Schienen- und Busverkehr
Wichtigster Bahnhof für den Fern- und Nahverkehr ist Bielefeld Hbf mit ICE- und IC-Systemhalten. Weitere IC sowie einzelne ICE halten in Paderborn, Gütersloh, Minden, Herford, Bad Oeynhausen, Bünde, Warburg und Altenbeken. Wichtigster Nahverkehrsknotenpunkt ist der Bahnhof Herford, der inzwischen bezüglich der Anzahl der haltenden Nahverkehrszüge die ehemaligen Eisenbahnknotenpunkte Löhne und Altenbeken übertrifft.
Die wichtigsten Bahnstrecken sind die Bahnstrecke Hamm–Minden, Bahnstrecke Hannover–Minden und die Bahnstrecke Löhne–Rheine, diese dienen hauptsächlich dem Ost-West-Verkehr. Weitere Strecken mit überregionaler Bedeutung sind die Bahnstrecke Hamm–Warburg, die Obere Ruhrtalbahn, die Bahnstrecke Nienburg–Minden, die Strecken Hannover–Altenbeken, Löhne–Hildesheim, und Herford–Altenbeken sowie die Egge-Bahn. Außerdem gibt es ab Bielefeld Hbf fünf Nebenbahnen mit regionaler Bedeutung, die auch die umliegenden Bereiche des Münster- und Osnabrücker Landes an Ostwestfalen-Lippe anbinden.
Bielefeld ist die einzige Stadt in der Region mit einer Straßenbahn. Die Linien werden teilweise unterirdisch geführt und werden als Stadtbahn Bielefeld bezeichnet. Die Stadt unterhält am Bahnhof Brackwede einen Busbahnhof für Fernbuslinien zu verschiedenen ausländischen Zielen insbesondere in Ost- und Südeuropa.
Die Region verfügt über zwei Zweckverbände – den Verkehrsverbund Ostwestfalen-Lippe (VVOWL) und den Nahverkehrsverbund Paderborn-Höxter (nph) – zwischen denen eine Kooperation stattfindet. Zusammen mit drei weiteren Verkehrsgemeinschaften wurde im Jahr 2017 der Westfalentarif eingeführt, womit die ursprünglichen Tarife (in Ostwestfalen-Lippe „Der Sechser“ und der „Hochstift-Tarif“) abgelöst wurden und eine Vereinfachung der Tarifstruktur in Westfalen ermöglicht wurde. Die Bahnstrecke Hamm-Warburg führt spektakulär über den Altenbekener Viadukt.

### Luftverkehr

Übersicht der Drehfunkfeuer-Standorte mit WRB für Warburg in Ostwestfalen-Lippe

In Büren-Ahden im Kreis Paderborn befindet sich der Flughafen Paderborn/Lippstadt als einziger Passagierflughafen der Region. Der zivile Flugverkehr auf dem Flughafen Gütersloh wurde zu Gunsten einer rein militärischen Nutzung 2003 eingestellt.
Die nächstgelegenen Flughäfen außerhalb der Region sind der Flughafen Dortmund, der Flughafen Münster/Osnabrück, der Flughafen Hannover sowie der Flughafen Kassel (vorm. Kassel-Calden). Sie sind von Bielefeld aus in etwa einer bis eineinhalb Autostunden zu erreichen.
Einziger Standort in eines Drehfunkfeuers für die Luftfahrtnavigation (Stichwort: Autopilot) ist in Ostwestfalen-Lippe das Drehfunkfeuer Warburg mit der Kennung WRB.

### Wasserstraßen

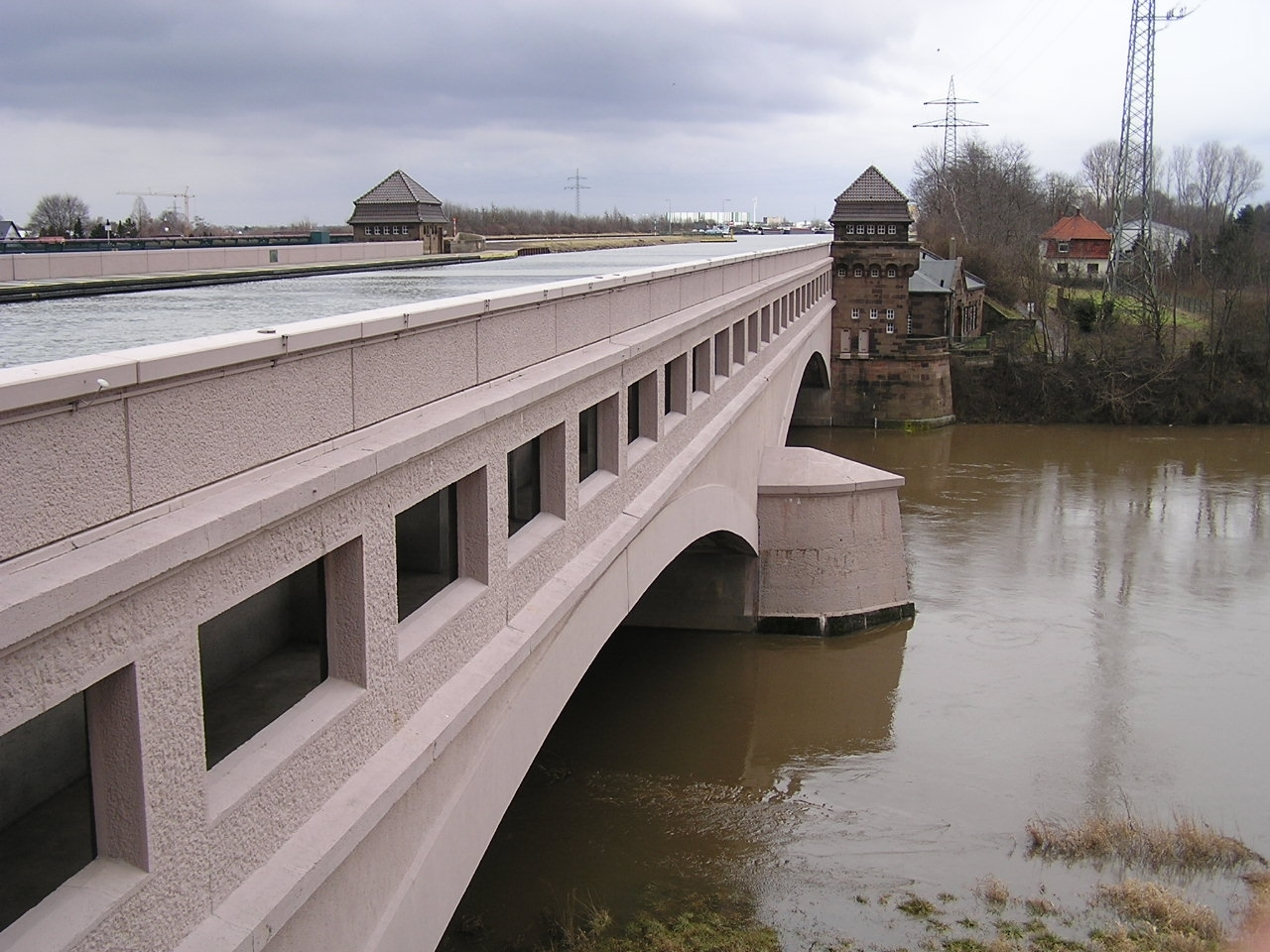
Der Mittellandkanal kreuzt die Weser

Die Bundeswasserstraßen Weser und Mittellandkanal, kreuzen sich in Minden im Wasserstraßenkreuz Minden. Die Weser hat oberhalb von Minden nur noch sehr geringe Bedeutung für den Frachtverkehr. Größte Häfen sind an Weser und Mittellandkanal der Hafen Minden und der Hafen Lübbecke am Mittellandkanal. Die Personenschiffe der Weserschifffahrtsgesellschaft Flotte Weser verbinden im touristischen Liniendienst u. a. Minden, Rehme, Porta Westfalica, Höxter und Corvey.

### Radverkehr
Beliebteste Radrouten der Region sind der Europaradwanderweg R1, der Almeradweg, Weserradweg, die Wellness-Radroute, die BahnRadRouten Weser-Lippe, Hellweg-Weser und Teuto-Senne, die Mühlenroute, Emsradweg, die Hellweg-Route, der Senne-Radweg, der Diemelradweg sowie der Else-Werre-Radweg. Ein weiterer beliebter (Rad-)Weg ist der Betriebsweg entlang des Mittellandkanals.
Mehrere Städte und der Kreis Lippe sind Mitglied in der Arbeitsgemeinschaft fahrradfreundliche Städte und Gemeinden in Nordrhein-Westfalen.

### Wanderwege
Der Höhenwanderweg Hermannsweg über den Kamm des Teutoburger Waldes ist der wohl bekannteste Wanderweg Ostwestfalen-Lippes. Weitere Fernwanderwege sind der Eggeweg durch das Eggegebirge und der Wittekindsweg durch das Wiehengebirge. Höxter und Paderborn sind Endpunkte der Wildbahn bzw. des Rennwegs.

## Sehenswürdigkeiten und Kultur

### Bauwerke

#### Schlösser und Burgen

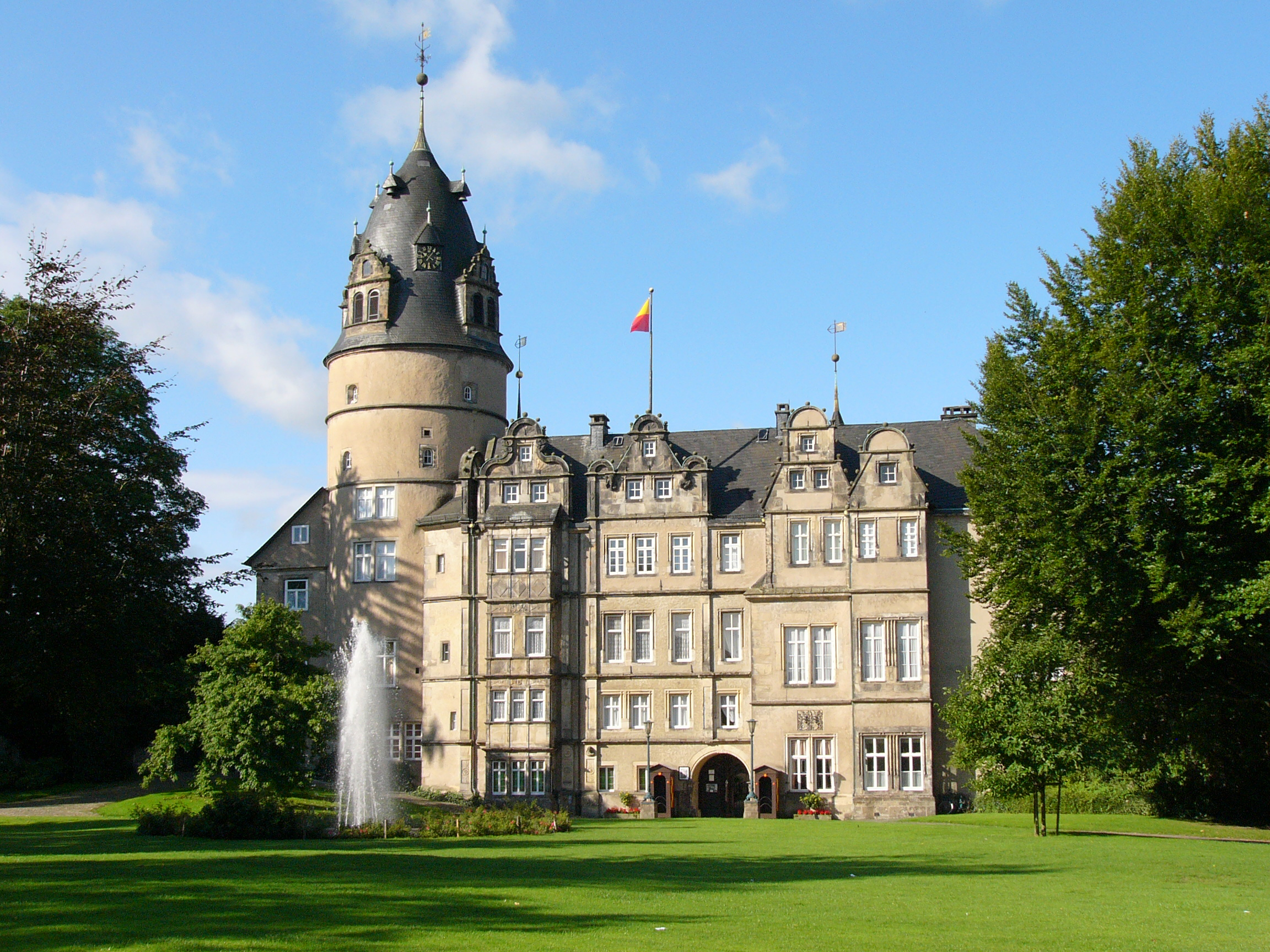
Fürstliches Residenzschloss, Detmold

Die Herrscher der zahlreichen im Mittelalter entstandenen Territorien legten oft an strategisch wichtigen Punkten Burgen an, von denen sie das Land kontrollierten. Einige dieser Burgen wurden später in repräsentativere Schlösser umgewandelt. Viele sind nur noch in Teilen erhalten. Beispiele dafür sind die Stammburg der Ravensberger, die Burg Ravensberg (in Teilen erhalten) und die Burg Limberg (in Resten erhalten), die alle in der Grafschaft Ravensberg lagen. Das Bielefelder Wahrzeichen Sparrenburg gehörte ebenfalls zu den Ravensberger Landesburgen.
Eine der ältesten in Resten erhaltenen Burgen ist die Iburg bei Bad Driburg und die Burg Desenberg bei Warburg. Die größten Burgen der Lipper waren das Schloss Brake, Burg Sternberg in Extertal, Burg Horn, Schloss Varenholz bei Kalletal sowie das im 16. Jahrhundert zum wohl größten Schloss Ostwestfalen-Lippes ausgebaute Fürstliche Residenzschloss in Detmold, das immer noch vom Haus Lippe bewohnt ist. Das kleine Gebiet der Herrschaft Rheda wurde vom Schloss Rheda aus kontrolliert. Aber auch die geistlichen Herrscher der Region ließen Burgen und Schlösser errichten. Dazu zählen das Fürstbischöfliche Residenzschloss in Schloß Neuhaus, die Wewelsburg bei Büren, Schloss Petershagen und das Schloss Haddenhausen. Daneben gab es viele Adelssitze und Herrenhäuser auf dem Land. Beispiele sind die Wasserburg Gut Böckel in Bieren, Gut Renkhausen, Schloss Crollage bei Preußisch Oldendorf und Schloss Wietersheim.

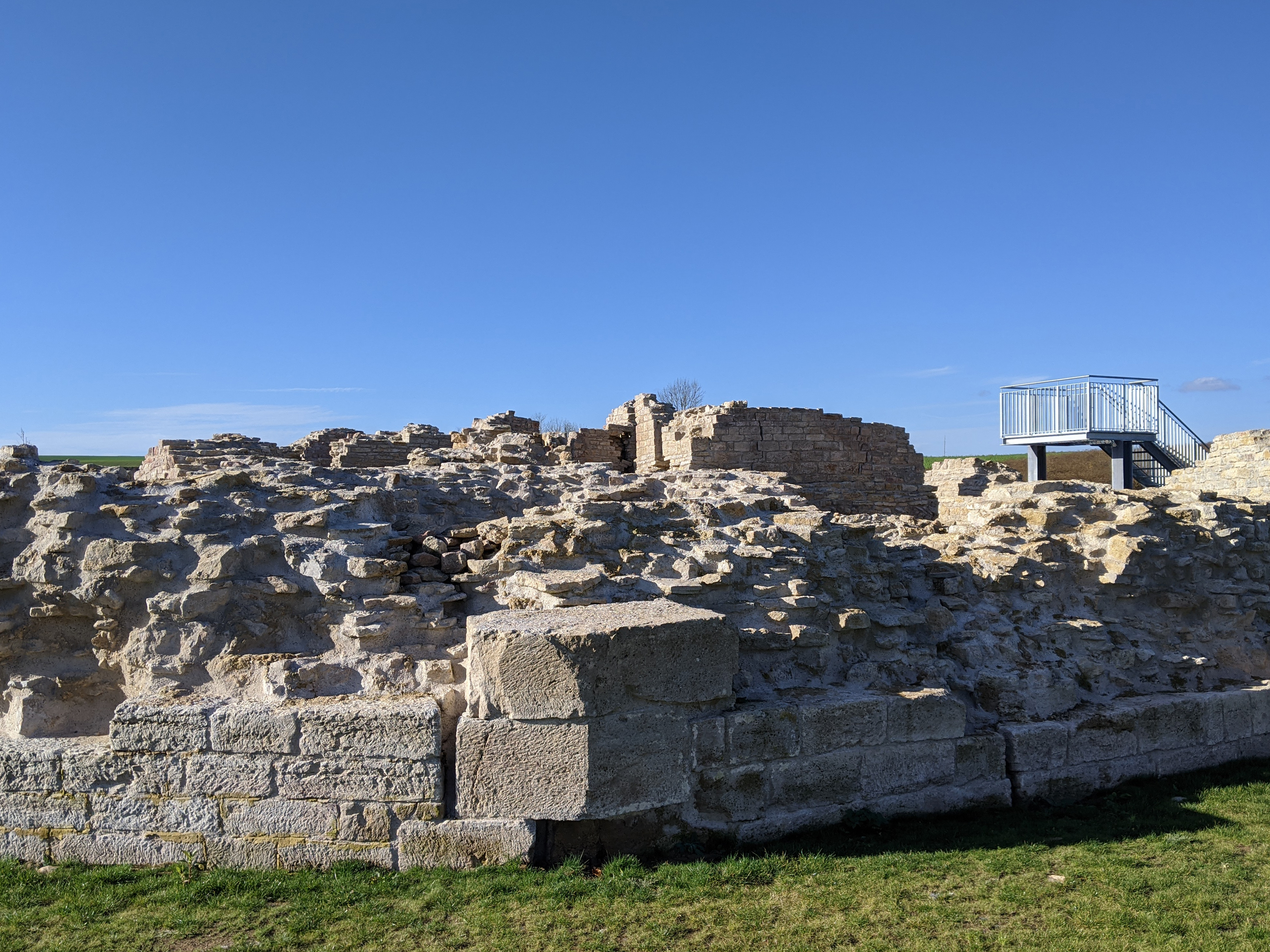
Oktogonsegment aus Glattquadern mit Fischgrätmustern an der Holsterburg (erbaut 1191) nahe der Hansestadt Warburg

Im Jahr 2010 wurde die Holsterburg bei Warburg von einem archäologischen Team ausgegraben. Die Burg wurde bislang als so genannte Motte klassifiziert, ist allerdings eine in der Stauferzeit als Oktogon gebaute Niederungsburg, eine für Burgen sehr seltene Bauform. Sie ist eine von nur drei oktogonalen Burgen Deutschlands und die einzige ihrer Art in Westfalen. Diese Art von Burgmauer findet man bislang nur in staufischen Gebieten, beispielsweise als Eckturm des Castel del Monte in Apulien (Italien). Als Material für die zweischalige Mauer wurde Kalkstein verwendet. In dem Gemäuer wurde ein Kanal gefunden, der wahrscheinlich als Heizsystem diente.

#### Denkmäler

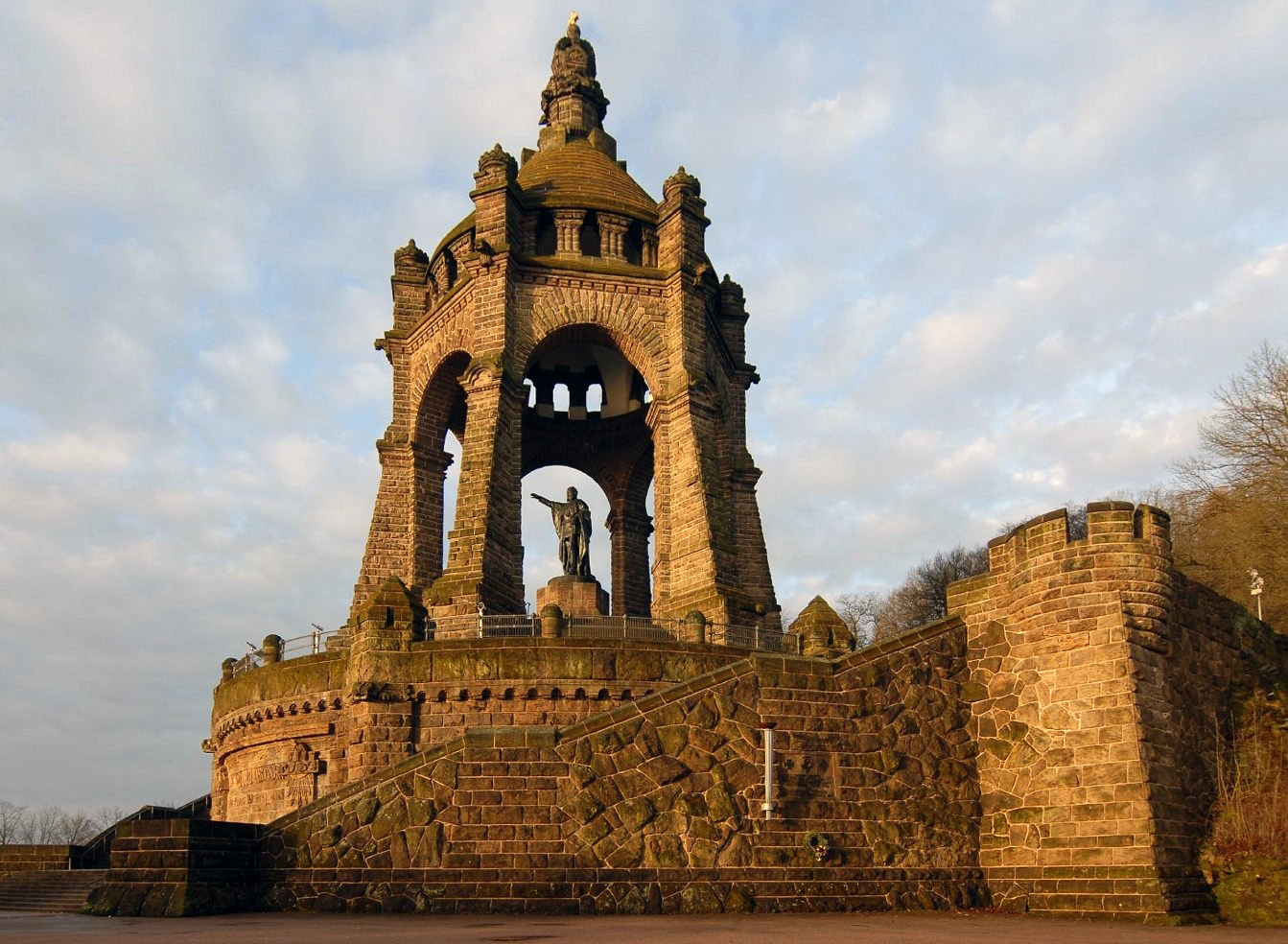
Kaiser-Wilhelm-Denkmal an der Porta Westfalica

Die beiden größten Denkmäler der Region sind das Hermannsdenkmal in Hiddesen bei Detmold und das Kaiser-Wilhelm-Denkmal an der Porta Westfalica. Das Hermannsdenkmal ist das inoffizielle Wahrzeichen der Region und soll an den Cheruskerfürsten Arminius (vgl. Arminia Bielefeld) und die Schlacht im Teutoburger Wald erinnern. Die Plastik Kaiser Wilhelms wurde vom ostwestfälischen Bildhauer Kaspar von Zumbusch gestaltet, der vor allem durch seine Monumente in München und Wien berühmt wurde.
Das älteste datierte Fachwerkhaus Westfalens ist das Eckmännekenhaus aus dem Jahr 1471 in Warburg. Das Haus, welches ursprünglich als Amtshaus der Bäckergilde diente, besteht aus zwei aneinandergefügten Baukörpern, einem dreigeschossigen Vorderhaus und einem zweigeschossigen Hinterhausanbau. Die lateinische Inschrift in der giebelseitigen Speicherstockschwelle „Anno domini MCCCCLXXI feria St. Margarete hec domus aedificata est“ heißt übersetzt: „Im Jahre des Herrn 1471 am Tag der heiligen Margarethe (= 20. Juli) wurde dieses Haus errichtet“. An den Knaggen der zum Markt gerichteten Hausecke befinden sich zwei ca. 62 cm hohe plastische Darstellungen von hockenden Männern, die mit gegurteten kurzen Röcken und gotisch spitz zulaufenden Strumpfhosen ein anschauliches Bild der Kleidermode des 16. Jahrhunderts darstellen und dem Haus den heute gängigen Namen geben.

#### Kirchliche Bauten
Im frühen Mittelalter war die Region eine Hochburg des Christentums. Im ehemaligen Bischofssitz Minden zeugt davon der große Dom zu Minden mit seinem wertvollen Mindener Kreuz. Paderborn ist bis heute Bischofssitz. Die Bedeutung des Erzbistums bezeugen Paderborner Dom, die wohl größte Kirche der Region, mit Bartholomäuskapelle und Marktkirche in unmittelbarer Nähe. In Büren steht die Kirche Maria Immaculata, die besonders durch ihre spätbarocke Ausführung als eine der schönsten Kirchen der Region gilt.

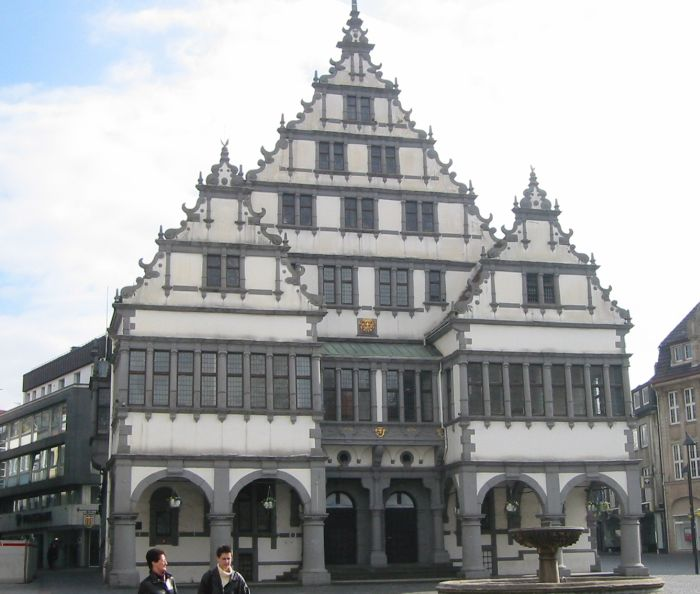
Historisches Rathaus Paderborn

Aus der Zeit des Stifts Herford stammt das Herforder Münster, das eine der größten Hallenkirchen Westfalens ist. Besonders in den katholisch geprägten Regionen im Kreis Höxter und Kreis Paderborn, aber auch im westlichen Kreis Gütersloh sind einige Klosteranlagen erhalten. Dazu zählen das Abdinghofkloster, das Franziskanerkloster Wiedenbrück, das Kloster Hardehausen, das Kloster Marienfeld und das Kloster Dalheim, das heute ein Landesmuseum für Klosterkultur beheimatet. In Warburg befinden sich gleich zwei ehemalige Klöster des Dominikanerordens, von denen das ältere seit 1816 als städtisches Gymnasium genutzt wird und das jüngere seit 1997 als Bischofssitz der syrisch-orthodoxen Kirche in Deutschland.
Die bedeutendste Klosteranlage in historischer und baulicher Hinsicht ist jedoch das Kloster Corvey mit seiner Fürstlichen Bibliothek bei Höxter. Das südliche Ostwestfalen präsentierte sich zur Expo 2000 als Klosterregion Hochstift Paderborn/Corvey.

#### Städtebauliche Sehenswürdigkeiten

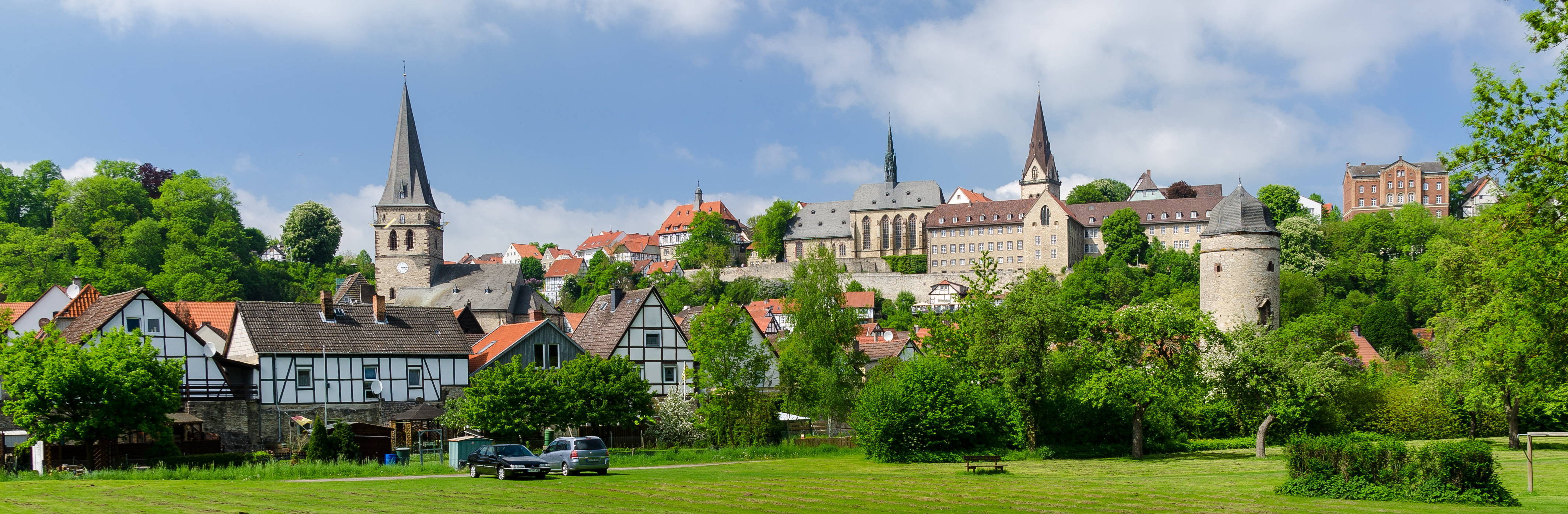
Stadtpanorama der Hansestadt Warburg

Im Zweiten Weltkrieg wurden durch Bombenangriffe vor allem die Innenstädte der industriellen Zentren Bielefeld, Herford, Minden und Paderborn bis auf Restbereiche zerstört. Die weniger dicht besiedelten Gebiete, vor allem der Kreis Lippe, weisen jedoch viele fast vollständig erhaltene Innenstadtbereiche auf. Insgesamt hat das Land Nordrhein-Westfalen 14 „historische Stadtkerne/Ortskerne“ ausgewiesen: Bad Salzuflen, Blomberg, Brakel, Detmold, Horn-Bad Meinberg, Lemgo, Lügde, Minden, Rheda-Wiedenbrück, Rietberg, Schieder-Schwalenberg, Warburg, Höxter und Nieheim. Entlang der Weser gibt es viele erhaltene Bauwerke der Weserrenaissance, die Ostwestfalen-Lippes Städte in besonderer Weise geprägt hat.
Ebenfalls städtebaulich interessant, wenngleich nicht historisch, ist Sennestadt, das als Bielefelder Trabantenstadt ein typisches Beispiel eines autogerechten Städtebaus der 1950er Jahre darstellt. Eine nach dem Zweiten Weltkrieg völlig neu gesplante Stadt ist Espelkamp.
Die frühere Kreisstadt Warburg im Südosten Ostwestfalens wird aufgrund der größtenteils noch vorhandenen mittelalterlichen Stadtbefestigung mit Stadtmauer, insgesamt fünf erhaltenen Stadttürmen und zwei Stadttoren auch als Rothenburg Westfalens bezeichnet.

#### Technische Bauwerke und Denkmäler
Eines der größten Wasserstraßenkreuze Europas ist das Wasserstraßenkreuz Minden an Weser und Mittellandkanal. Mit Hilfe von Schleusen können hier die Schifffahrtswege gewechselt werden. Bei Altenbeken überspannt das 1853 eingeweihte Eisenbahnviadukt Altenbekener Viadukt das Beketal auf einer Länge von fast 500 Metern und einer Höhe von bis zu 35 Metern.
Das Besucherbergwerk Kleinenbremen erinnert daran, dass im Wiehengebirge und im Wesergebirge jahrhundertelang Bergbau betrieben wurde. Insbesondere das Gebirge bei Porta Westfalica ist stark unterhöhlt und im Rahmen der U-Verlagerung ausgebaut. Die Ravensberger Spinnerei in Bielefeld – heute ein Museum – ist ein Relikt der einst so bedeutenden Textilindustrie im Raum Minden-Ravensberg. Heute ebenfalls ein Museum ist die Glashütte Gernheim bei Petershagen. Im Mühlenkreis Minden-Lübbecke sind sehr viele Windmühlen erhalten, die einen Teil des ländlichen Lebens in Ostwestfalen-Lippe dokumentieren. Aus wehrtechnischer und architektonischer Sicht sind die preußischen Anlagen der Festung Minden interessant.

### Museen

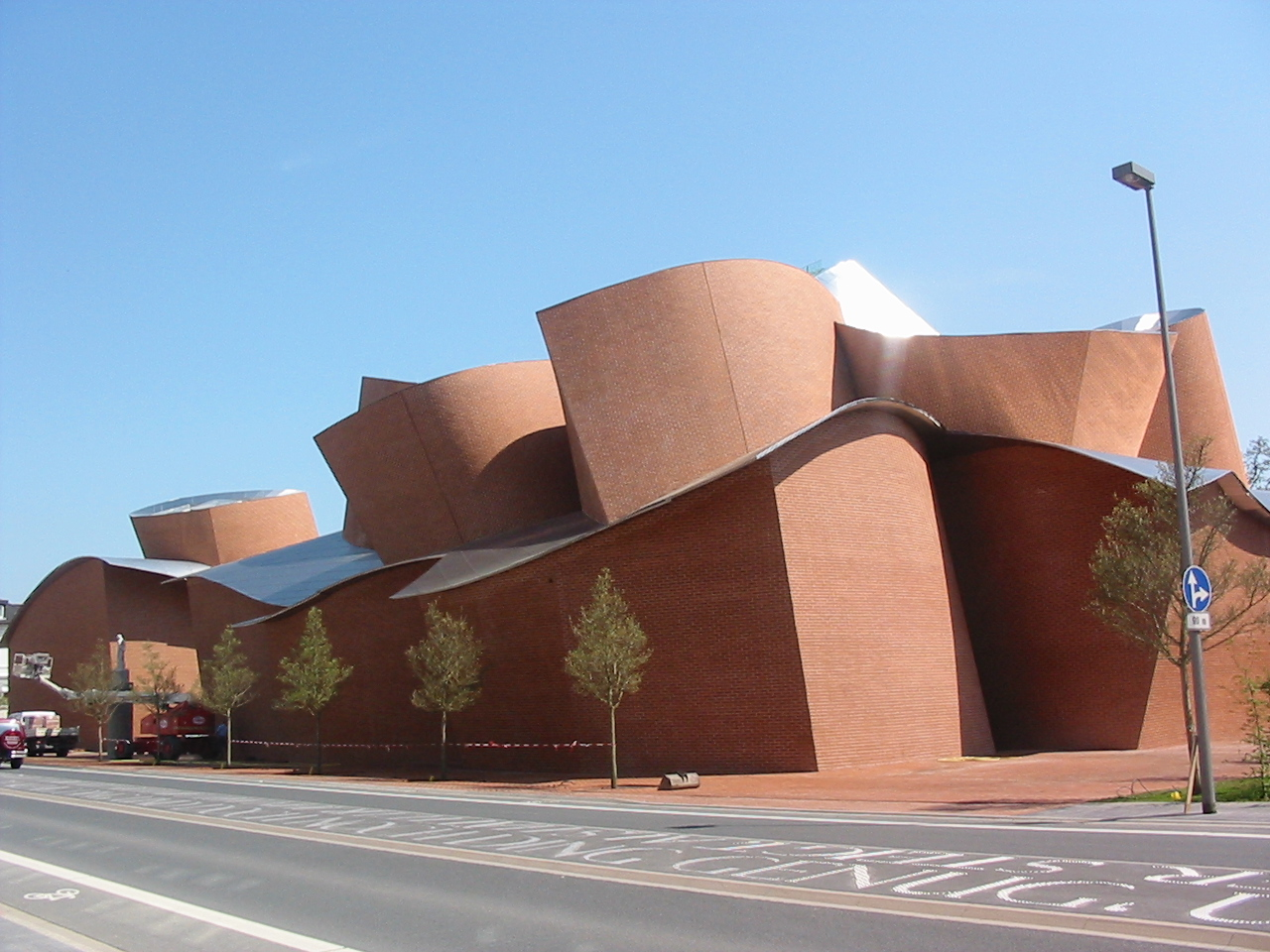
Kunstmuseum MARTa in Herford

In Detmold zeigt das Lippische Landesmuseum Sammlungen aus den Bereichen Naturkunde, Ur- und Frühgeschichte, Landesgeschichte, Volkskunde, Kunst, Möbel und Innenarchitektur sowie Völkerkunde. Das Archäologischen Freilichtmuseum Oerlinghausen ist ein weiteres Freilichtmuseum. Das Weserrenaissance-Museum in Lemgo veranschaulicht die kulturelle Vielfalt Nord- und Westdeutschlands im 16. und frühen 17. Jh. In Rheda-Wiedenbrück kann das 2008 neu eröffnete Museum der Wiedenbrücker Schule (Sakralkunst) besucht werden.
Die bekanntesten Kunstmuseen in der Region sind die Kunsthalle Bielefeld mit einer umfangreichen Gemälde- und Skulpturensammlung sowie das Designmuseum Marta Herford, das in einem der drei von Frank Gehry erbauten Gebäude in der Region beheimatet ist (weitere Gebäude: Energie-Forum – Innovation und das Ronald McDonald Haus in Bad Oeynhausen). In dem authentisch erhaltenen Künstlerhaus des Malers, Graphikers und Bildhauers Peter August Böckstiegel, dem Peter-August-Böckstiegel-Haus in Werther, lässt sich dessen umfangreiches expressives Schaffen erleben. Das Junkerhaus widmet sich dem Leben des Lemgoer Künstlers Karl Junker. In Halle befindet sich das Museum für Kindheits- und Jugendwerke bedeutender Künstler.
Das Heinz Nixdorf MuseumsForum in Paderborn ist ein Computermuseum. Die Technik- und Sozialgeschichte der Region dokumentieren u. a. das Westfälische Industriemuseum Ziegelei Lage, die Ravensberger Spinnerei in Bielefeld und das Westfälische Freilichtmuseum Detmold, das einen Ausschnitt aus der vornehmlich bäuerlichen Kultur der Region zeigt. In der Zigarrenstadt Bünde veranschaulicht das Deutsche Tabak- und Zigarrenmuseum die Geschichte der Tabakindustrie der Region und zeigt darüber hinaus aus der ganzen Welt stammende Exponate rund um das Thema Tabakkonsum.
Ebenfalls in Bünde zeigt das Dobergmuseum Exponate aus der Fossillagerstätte Doberg, u. a. eine versteinerte Seekuh.
Das Preußen-Museum in Minden vermittelt einen Überblick über das westfälische Preußen. Weniger bekannt, aber im Kontext von Migration und Integration von besonderer Bedeutung, ist das Museum für russlanddeutsche Kulturgeschichte in Detmold. Das Hexenbürgermeisterhaus dokumentiert die Lemgoer Stadtgeschichte, insbesondere das dunkle Kapitel der Hexenverfolgung.
Die Modellbundesbahn in Bad Driburg zeigt einen detaillierten Nachbau der Bahnhöfe Ottbergen und Bad Driburg im Maßstab 1:87.
Das Museum im Stern in Warburg zeigt neben regelmäßigen Ausstellungen zur Stadtgeschichte u. a. auch ein Exemplar der Grüninger-Bibel aus dem Jahr 1485. Diese war die erste gedruckte Bibel im Hand-Format und wurde wegen ihrer Handlichkeit auf lange Zeit richtungsweisend für den Druck von Familien- und Hausbibeln. In den Ausstellungsräumen zur Vor- und Frühgeschichte ist der 3,8 t schwere Zeichenstein von Warburg, als Teil eines jungsteinzeitlichen Grabes aus dem 4. Jahrtausend v. Chr. ausgestellt. In der Kunstsammlung finden sich zudem wertvolle Einzelstücke von aus der Stadt sowie eingemeindeten Dörfern stammenden Künstlern, wie z. B. Johann Conrad Schlaun und Antonius Eisenhoit.

### Theater und Konzerthallen

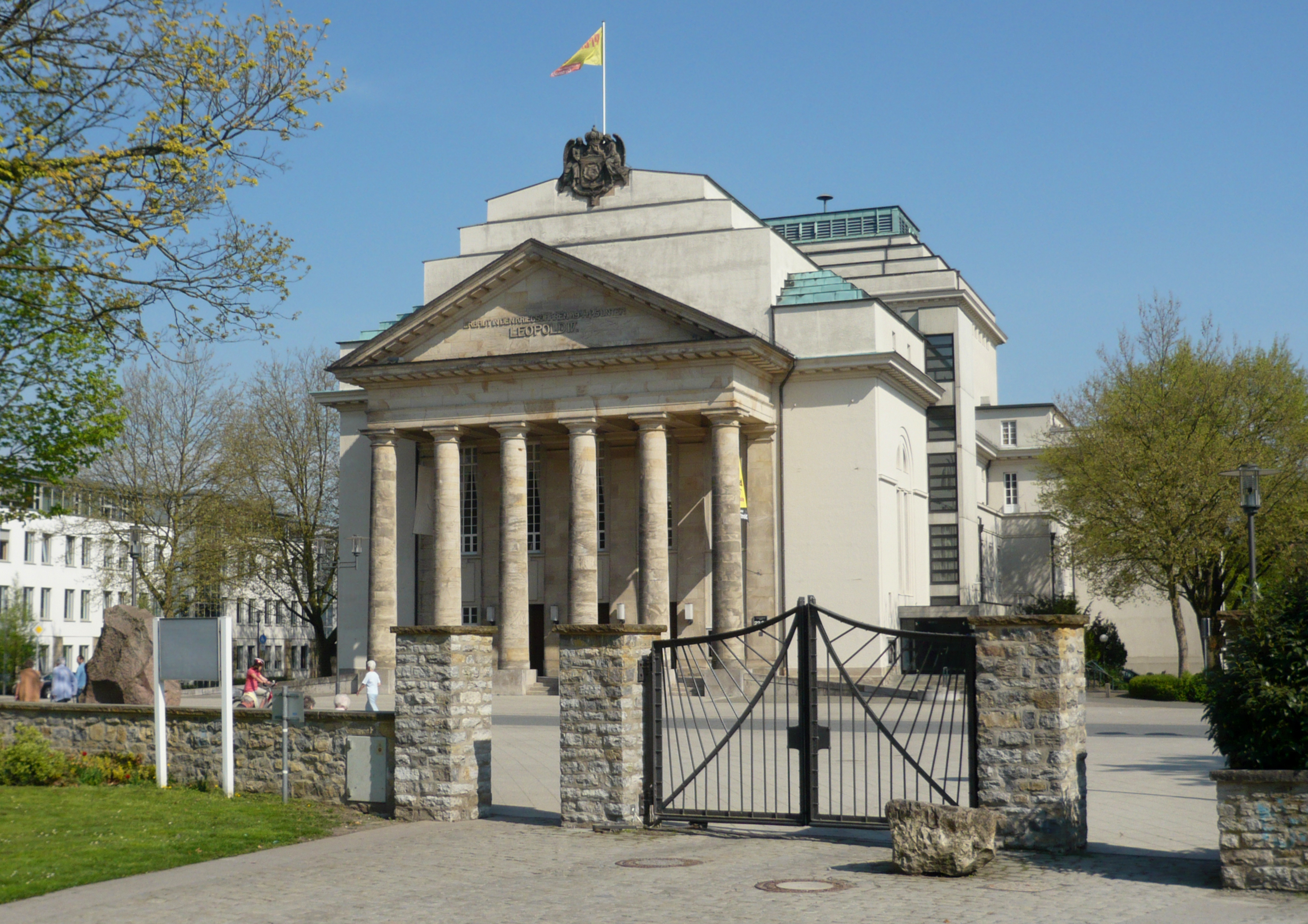
Das Lippische Landestheater in Detmold

Neben zahlreichen Freilichtbühnen (z. B.: die Goethe-Freilichtbühne Porta Westfalica oder die Freilichtbühne Bökendorf) sind die Theater Bielefeld mit zwei Spielstätten und das ehemalige Hoftheater der lippischen Fürsten, das Landestheater Detmold, die größten Bühnen der Region. 2010 wurde der vielbeachtete Neubau des Theaters in Gütersloh eröffnet, 2011 der des Theaters Paderborn – Westfälische Kammerspiele. Das nordrhein-westfälische Landes-Sinfonieorchester Nordwestdeutsche Philharmonie aus Herford ist ein Konzertorchester der Region. Die Musiker spielen regelmäßig auch in der Konzerthalle in Bad Salzuflen und im Stadttheater Minden, das kein eigenes Ensemble besitzt. Ein weiterer bekannter Konzertsaal ist die Rudolf-Oetker-Halle in Bielefeld. Auch im Konzertsaal der renommierten Hochschule für Musik Detmold finden mehrere hundert Konzerte pro Jahr statt.
International bekannt ist die OWL Arena, welches nicht nur als Austragungsort für ein Tennisturnier ATP-Turnier von Halle, sondern auch als Konzerthalle genutzt wird. Weitere große Veranstaltungsorte für Kongresse, Ausstellungen, Konzerte, gastronomische Veranstaltungen in der Region sind die Stadthalle Bielefeld mit der seit 2010 ergänzenden Ausstellungs- und Veranstaltungshalle sowie die Seidensticker Halle, beides in der Stadt Bielefeld. Beide Veranstaltungsorte sind als GmbH aus der Stadt ausgelagert und werden von der Stadthallen Betriebs GmbH betrieben.

### Natur

#### Naturparks und Naturschutzgebiete

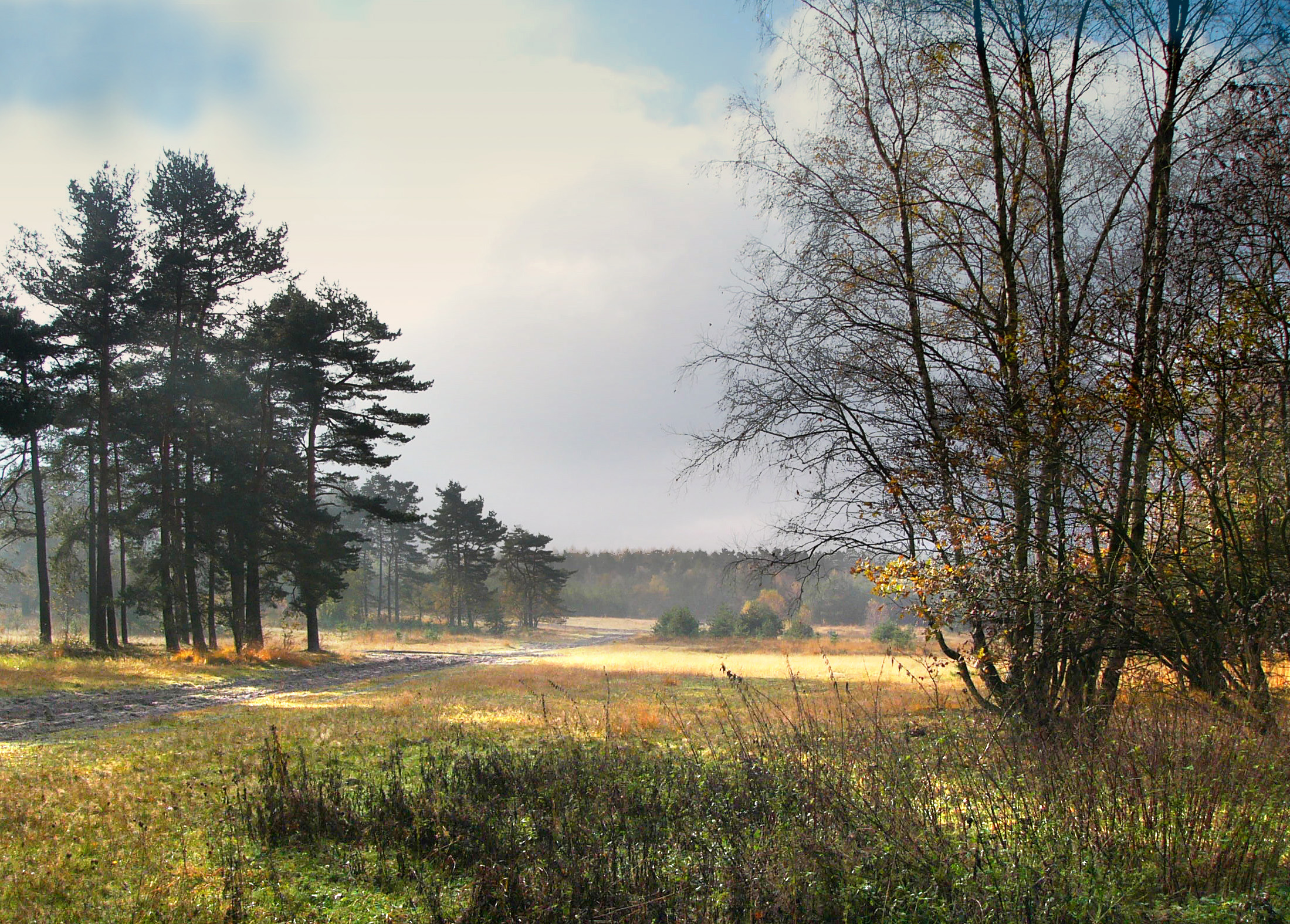
Sennelandschaft im Herbst

Ostwestfalen-Lippe hat Anteil an folgenden Naturparks:
- Naturpark Teutoburger Wald/Eggegebirge;
- Natur- und Geopark TERRA.vita, ursprünglich Naturpark Nördlicher Teutoburger Wald-Wiehengebirge;
- Naturpark Dümmer (überwiegender Teil in Niedersachsen).

Am 31. Dezember 2005 waren in Ostwestfalen-Lippe insgesamt 357 Naturschutzgebiete mit einer Gesamtfläche von mehr als 41.000 ha ausgewiesen. Das entspricht einem Anteil von 6,3 % an der Gesamtfläche. Insgesamt liegt die Region damit nur leicht unter dem Landesdurchschnitt. Die größten zusammenhängenden Gebiete befinden sich im Großen Torfmoor, den Weserauen und im Diemeltal. Für die Senne und das Eggegebirge wird die Einrichtung eines Nationalparks Senne-Egge diskutiert, womit jedoch, solange die Senne noch militärisch genutzt wird, nicht gerechnet werden kann.

#### Naturdenkmale

Externsteine bei Horn-Bad Meinberg

Das wohl bekannteste Naturdenkmal Ostwestfalen-Lippes sind die Externsteine im lippischen Horn-Bad Meinberg. Diese Sandstein-Felsformation im Teutoburger Wald hat zwischen einer halben und einer Million Besucher pro Jahr. Ebenfalls aus Sandstein sind die Hannoverschen Klippen bei Würgassen. Der Doberg bei Bünde ist eine der umfangreichsten Fossilienlagerstätten aus der Zeit des Oligozäns nördlich der Alpen. Einige der dort gefundenen Exponate werden im Dobergmuseum in Bünde ausgestellt. Die Adlerwarte Berlebeck bei Detmold ist ein beliebtes Ausflugsziel in der Nähe des Hermannsdenkmals. Imposant ist außerdem das Durchbruchstal der Weser durch das Weser- und Wiehengebirge bei Porta Westfalica. Der Große Stein von Tonnenheide ist einer der größten Findlinge Norddeutschlandse. Der Desenberg bei Warburg überragt als Basaltkegel vulkanischen Ursprungs mit seinen 345 m Höhe und der Burgruine auf der Bergkuppe weithin sichtbar die Warburger Börde.

#### Parks
Die Region ist mit ihren Garten- und Parkanlagen in das European Garden Heritage Network eingebunden. Im Projekt Garten_Landschaft OstWestfalenLippe und Unterprojekten wie Wege durchs Land oder Rauminszenierungen verbindet die Region ihre Garten- und Parkanlagen mit Kunstprojekten.
Zu den bekanntesten und größten Parks in Ostwestfalen-Lippe zählen der Detmolder Palaisgarten, der Kurpark in Bad Salzuflen, der Stadtpark Gütersloh, der Schloss- und Auenpark in Paderborn, der Park der magischen Wasser in Löhne/Bad Oeynhausen. Die beiden letztgenannten entstanden für die Landesgartenschauen 1994 bzw. 2000.

### Kulinarisches

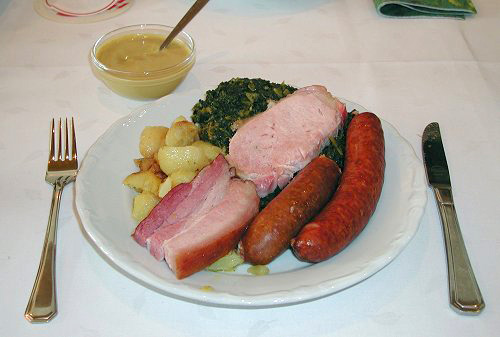
Grünkohl mit Pinkel

Die Küche der Region ist eine Teilküche der Westfälischen Küche. Die Einflüsse der norddeutschen Küche sind insbesondere im Mindener Land groß. Traditionelle Gerichte sind zum Beispiel Grünkohl mit Pinkel, Stippgrütze und Pickert. Als Besonderheit wird der Pickert in Lippe gern mit Leberwurst gegessen. Eine weitere lippische Besonderheit sind die auf Stroh gebackenen Strohsemmeln. Weitere typische Backwaren sind das Paderborner Landbrot, der Stutenkerl zur Adventszeit, das Warburger Brot und die bekannten Lebkuchen aus Borgholzhausen. Aus Nieheim stammt der Nieheimer Käse. Versmold wird wegen seiner Fleischereien als die Wurstküche Westfalens bezeichnet. Die Region, vor allem Steinhagen und Halle, ist außerdem für ihre zahlreichen Wacholderschnäpse bekannt. Genannt seien hier  der Steinhäger aus Steinhagen und der Lipper Schütze aus Lemgo. Bekannte überregionale Biere sind das Herforder Pils, das Paderborner Pils, das Detmolder Pils, das Warburger Bier und Barre Bräu. Die August Storck KG produziert in ihrem Hauptwerk in Halle überregional bekannte Süßwaren, unter anderen die nach dem benachbarten Ort benannten Werther’s Original, früher Werthers Echte. Auch Dr. Oetker ist mit Hauptsitz in Bielefeld überregional tätig und vertreibt diverse Lebensmittel verschiedener Sparten.

### Brauchtum und Volksfeste

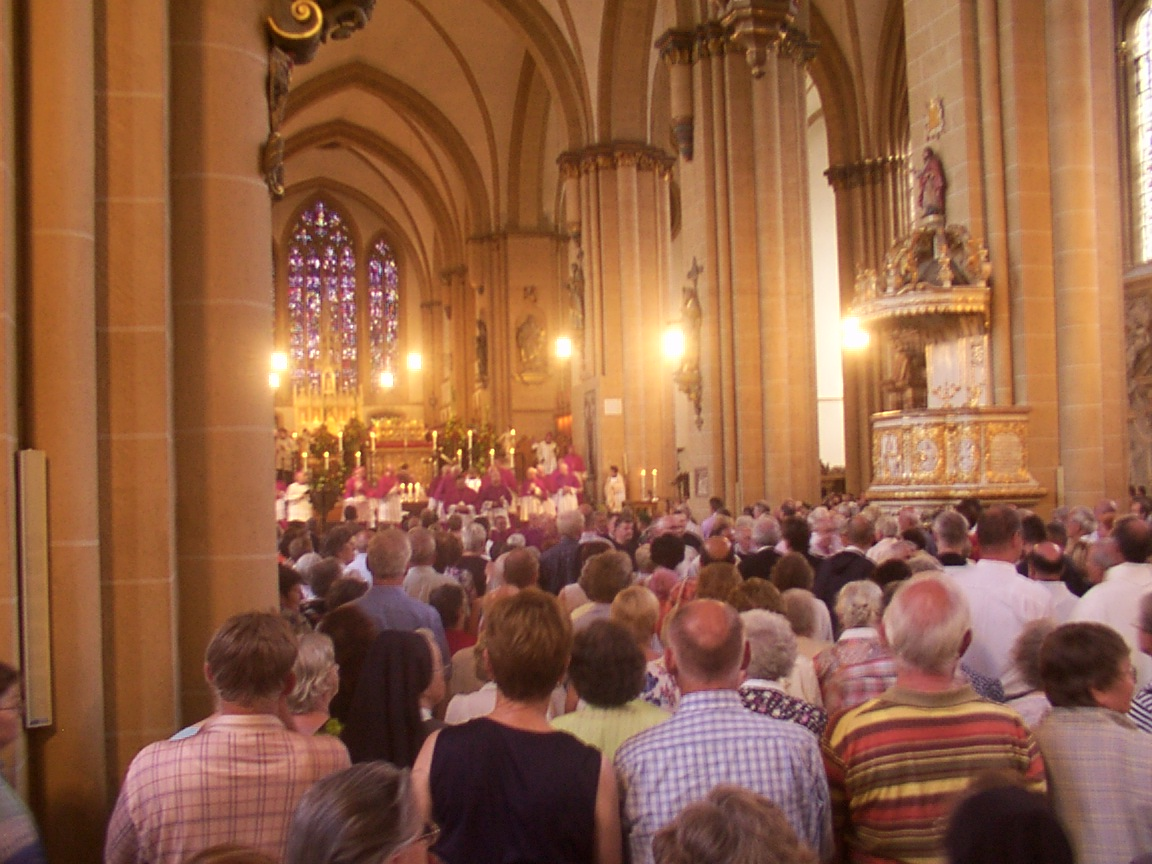
Festandacht am Liboridienstag im Paderborner Dom

In den ländlichen Gebieten Ostwestfalen-Lippes sind Schützenfeste weit verbreitet. Bekannt ist zum Beispiel das Mindener Freischießen. In den (ehemaligen) geistigen Zentren der Region gibt es Volksfeste, die auf einen religiösen Anlass zurückgehen beziehungsweise bei denen der religiöse Inhalt noch lebendig ist. So beispielsweise Libori in Paderborn, der Annentag in Brakel und die Herforder Vision. Herford ist zugleich Sitz des Mitteldeutschen Schaustellervereins von 1895 Herford e. V. Im katholischen Süden der Region wird Karneval gefeiert. Im protestantischen Norden ist das Sünnematten vor allem bei den Kindern beliebt. Daneben gibt es zahlreiche weitere Volksfeste, die weniger religiös motiviert sind, sondern ursprünglich Viehmärkte oder Märkte für andere landwirtschaftliche Produkte waren. Die größten und bekanntesten der Region sind der Blasheimer Markt, der Leinewebermarkt, der Pollhansmarkt und die seit 1949 stattfindende Oktoberwoche in der Hansestadt Warburg. Bekannt ist auch das Bierbrunnenfest in Lübbecke. Die Osterräderstadt Lügde hat eine rund tausendjährige Tradition im Bau von Osterrädern, die zu Ostern brennend einen Hang hinunterrollen.
Teile des Mindener Landes und Lippes liegen im Verbreitungsgebiet der Schaumburger Tracht. Das Tragen einer Tracht ist jedoch sehr selten geworden. In den übrigen Teilen Ostwestfalen-Lippes ist die Trachtentradition fast gänzlich ausgestorben.

## Persönlichkeiten

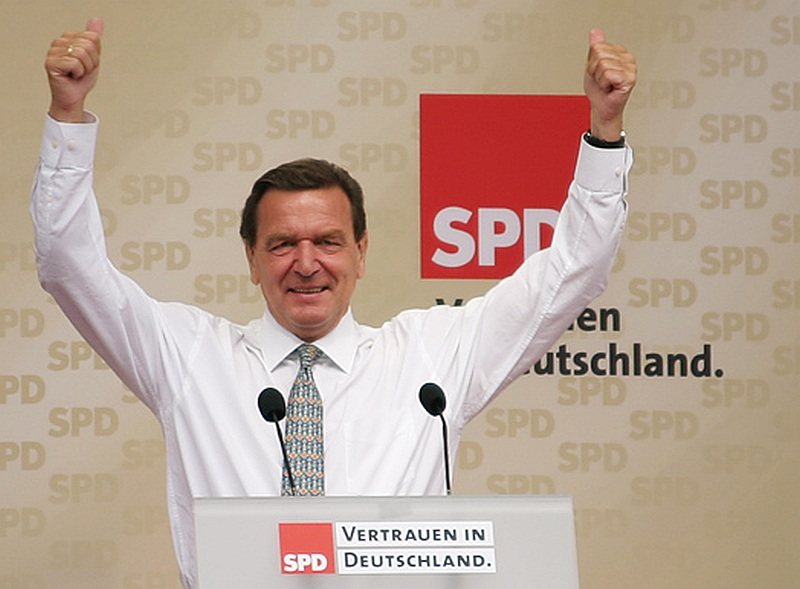
Gerhard Schröder, bekanntester Lipper und auch bekannteste Persönlichkeit aus OWL

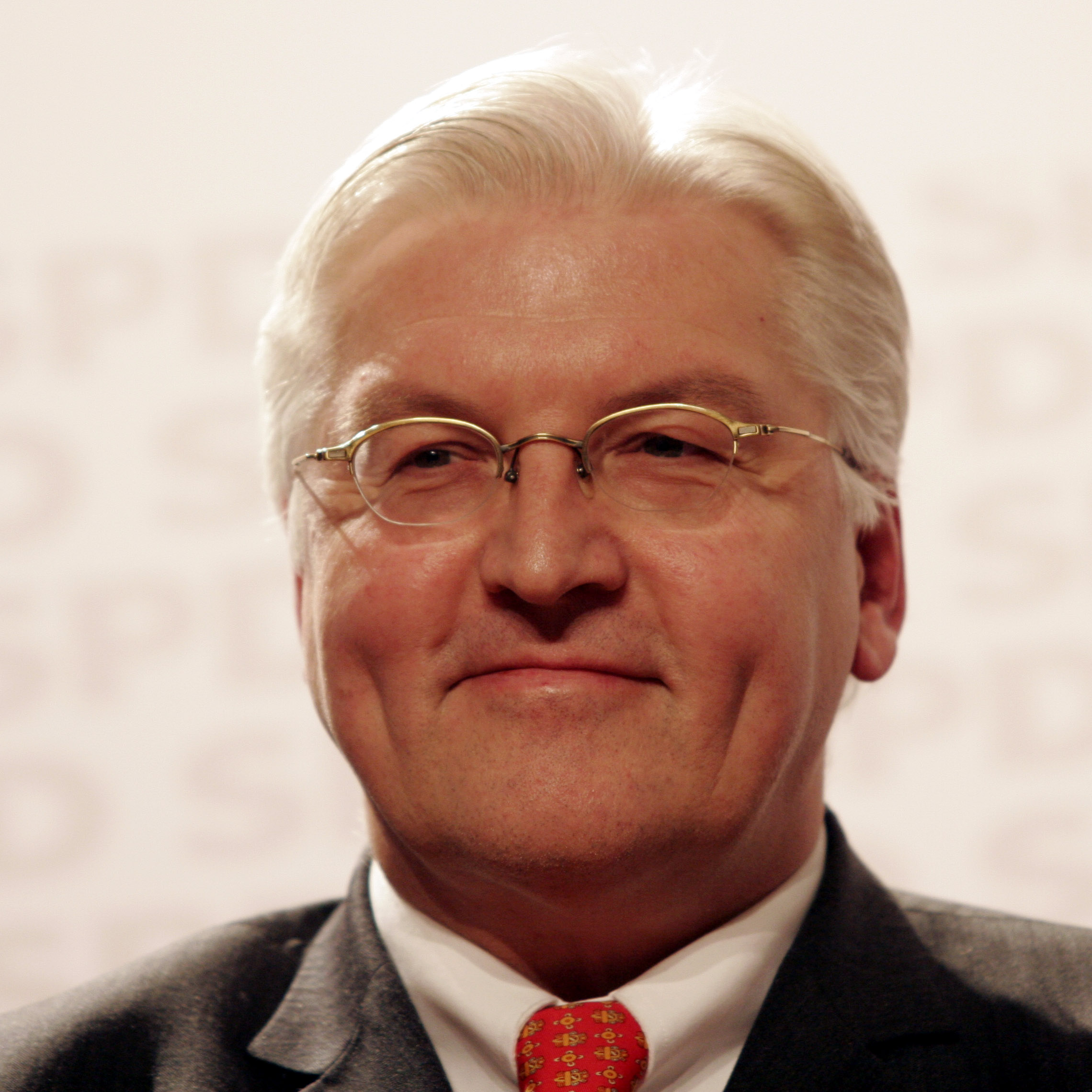
Der Bundespräsident Frank-Walter Steinmeier stammt gebürtig aus dem Lipperland

In Ostwestfalen-Lippe geborene Persönlichkeiten
- Reiner Reineccius, Historiker, geb. 1541 in Steinheim
- Antonius Eisenhoit, Goldschmied und Kupferstecher, geb. 1553 in Warburg
- Matthäus Daniel Pöppelmann, Baumeister, geb. 1662 in Herford
- Johann Conrad Schlaun, Architekt, geb. 1695 in Warburg-Nörde
- Friedrich Sertürner, Apotheker und Entdecker des Morphins, geb. 1783 in Neuhaus
- Rudolph Brandes, Apotheker, geb. 1795 in Bad Salzuflen
- Leopold von Ledebur Historiker, aufgewachsen in Schildesche und Herford
- Christian Dietrich Grabbe, Dramatiker, geb. 1801 in Detmold
- Ferdinand Freiligrath, Lyriker, geb. 1810 in Detmold
- Georg Weerth, Schriftsteller, Satiriker, Journalist und Kaufmann, geb. 1822 in Detmold
- Hermann Oppenheim, Neurologe und Vorsitzender der Berliner Gesellschaft für Psychiatrie, geb. 1857 in Warburg
- Hermann Höpker-Aschoff, Politiker und Jurist, Präsident des Bundesverfassungsgerichts, geb. 1883 in Herford
- Peter August Böckstiegel, Maler, Graphiker und Bildhauer, geb. 1899 in Werther
- Karl Steinhoff, Ministerpräsident, geb. 1892 in Herford
- Manfred Grothe, deutscher Weihbischof und Dompropst, geb. 1939 in Warburg
- Gerhard Schröder, Bundeskanzler, geb. 1944 in Mossenberg
- Sabine Leutheusser-Schnarrenberger, Bundesministerin der Justiz, geb. 1951 in Minden
- Edelgard Bulmahn, Bundesministerin, geb. 1951 in Petershagen
- Frank-Walter Steinmeier, Bundespräsident, geb. 1956 in Detmold
- Andreas Voßkuhle, Präsident des Bundesverfassungsgerichts, geb. 1963 in Detmold
- Oliver Welke, Fernsehmoderator und Satiriker, geb. 1966 in Bielefeld
- Tommi Schmitt, Autor und Podcaster, geb. 1989 in Detmold
- Sebastian Schonlau, Fußballspieler, geb. 1984 in Warburg
- Luca Tilo Scharpenberg, YouTuber, geb. 1996 in Bielefeld

In der Region hat maßgeblich gewirkt:
- August Heinrich Hoffmann von Fallersleben, Dichter, Bibliothekar Fürstliche Bibliothek Corvey, textete das Lied der Deutschen, † 1874 in Corvey
- Arnold Güldenpfennig, Architekt und Erbauer zahlreicher katholischer Sakralbauten in OWL und im Erzbistum Paderborn
- Norbert Elias, Soziologe arbeitete für viele Jahre am Zentrum für Interdisziplinäre Forschung in Bielefeld
- Niklas Luhmann, Soziologe lebte in Oerlinghausen und war Professor an der Universität Bielefeld
- Hans-Ulrich Wehler, Historiker war Professor an der Universität Bielefeld
- Heiner Bruns, Theaterintendant war Vater des Bielefelder Opernwunders (1975 bis 1998)
- Sarah Hakenberg, deutsche Kabarettistin und Autorin, lebt in Warburg, Komponistin eines weiteren Ostwestfalen-Liedes[36]

## Sport

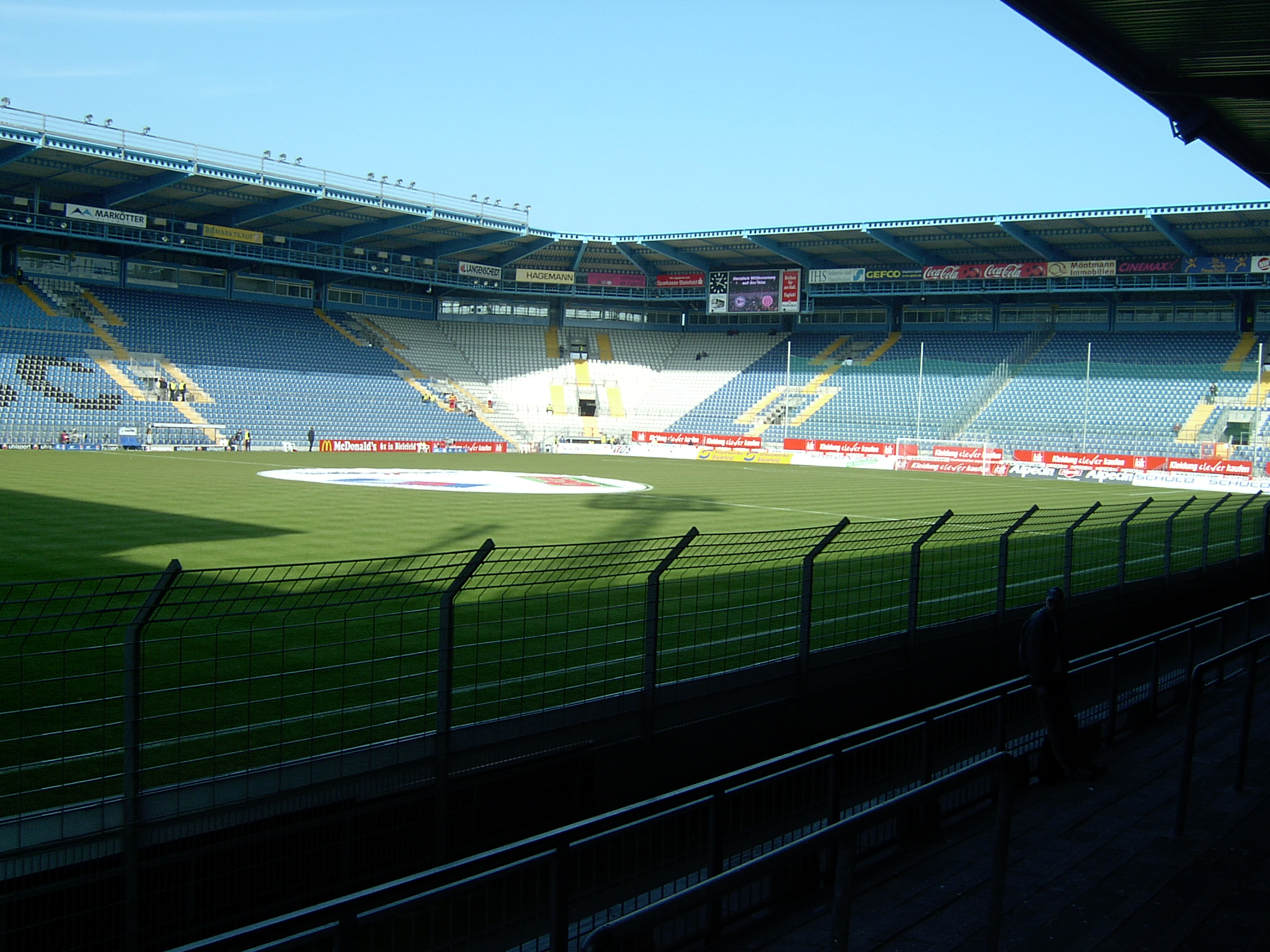
Die SchücoArena in Bielefeld

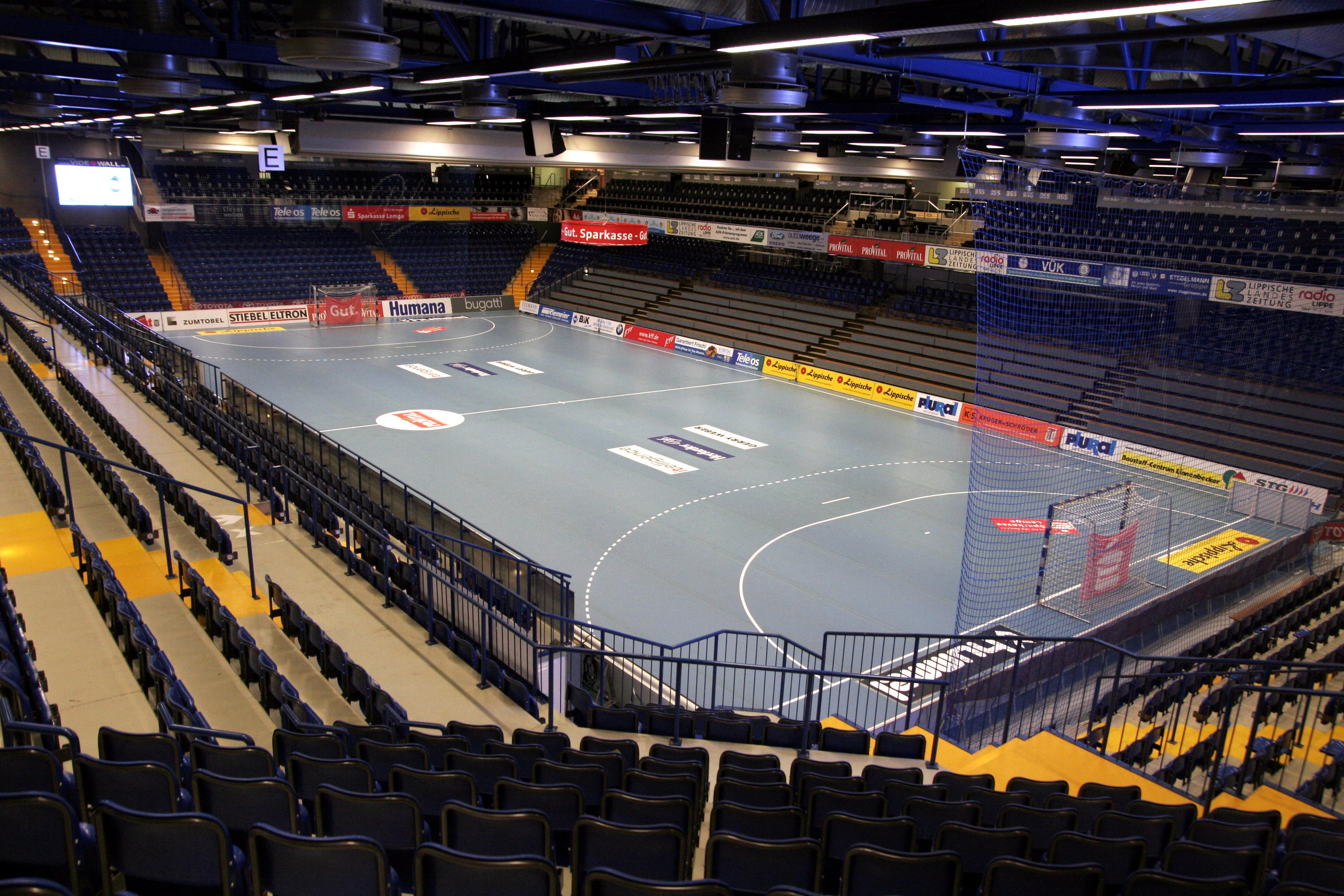
Lipperlandhalle in Lemgo

### Sportstätten
Die nach Zuschauerzahl größten Sportstätten sind die vornehmlich als Fußballstadien genutzten Stadien SchücoArena (oft Alm genannt) (26.515 Zuschauer) sowie das Stadion Rußheide (12.000 Zuschauer) in Bielefeld, die Benteler Arena (15.000) sowie das Hermann-Löns-Stadion (11.723) in Paderborn, das Heidewaldstadion (12.500) in Gütersloh und das Ludwig-Jahn-Stadion (18.400) in Herford, sowie das Weserstadion (6.800) in Minden. In Bielefeld steht die Seidensticker Halle für Sportveranstaltungen (je nach Konzept 1.500 bis 5.000 Zuschauer) zur Verfügung. Darüber hinaus gibt es noch die überdachte Sportstätte und Multifunktionsarena Gerry-Weber-Stadion in Halle mit einer Kapazität von 12.300 Zuschauern. Das Gerry-Weber-Stadion wird unter anderem als Tennis- und Handballstadion genutzt. Die Lipperlandhalle in Lemgo hat eine Kapazität von 5000 Zuschauern.

### Vereine und Veranstaltungen
- Fußball: Als traditionsreichster Verein der Region gelten die beiden in der 2. Bundesliga spielenden Vereine Arminia Bielefeld, welcher sich als „Sportclub der Ostwestfalen“ bezeichnet und der SC Paderborn 07. Beide Vereine spielten als bislang einzige aus OWL bereits mehrfach in der Bundesliga. Der SC Verl ist seit 2020 in der 3. Liga beheimatet. Der SV Rödinghausen und der SC Wiedenbrück spielen in der Regionalliga West. Der SC Herford spielte in den 1970er und 1980er Jahren, der FC Gütersloh in den 1990er Jahren im Profifußball. Die Frauenmannschaften, des FSV Gütersloh 2009 sowie von Arminia Bielefeld spielen aktuell in der 2. Fußball-Bundesliga der Frauen. Die Frauenmannschaft des Herforder SV war ebenfalls längere Zeit in den höchsten beiden Spielklassen vertreten.
- Handball: Die Region gilt traditionell als Handball-Hochburg und ist in der Saison 2019/2020 mit zwei Mannschaften in der Handball-Bundesliga der Männer vertreten, dem TBV Lemgo und der GWD Minden. Der TuS N-Lübbecke spielt seit der Saison 2021/2022 ebenfalls wieder in der Handball-Bundesliga. Mit der HSG Blomberg-Lippe stellt Ostwestfalen-Lippe einen Vertreter in der Handball-Bundesliga der Frauen. Die HSG Stemmer/Friedewalde tritt in der 2. Handball-Bundesliga (Frauen) an.
- Leichtathletik: Obwohl in der Leichtathletik ca. 108.000 Mitglieder in 555 Vereinen sowie im Freizeit- und Breitensport ca. 42.000 Mitglieder in 325 Vereinen aktiv sind, stehen die Leichtathleten der Region traditionell im Schatten des Fußballs, u. a. da beide Sportarten im gemeinsamen Fußball- und Leichtathletik-Verband Westfalen (FLVW) organisiert sind. (Nach Anzahl der Leichtathletik-Mitglieder ist der FLVW sogar der zweitgrößte Landesverband des DLV nach dem Bayerischen Leichtathletik-Verband.) Gemeinsam mit dem Standort Paderborn wird Bielefeld als Landesleistungsstützpunkt Ostwestfalen-Lippe mit den Trainingsstandorten Minden, Bünde, Lage und Horn-Bad Meinberg geführt, in deren Umfeld zahlreiche Traditionsvereine agieren, wie z. B. LC Paderborn, LG Lage-Detmold-Bad Salzuflen u. a.
- Basketball: Die Paderborn Baskets spielen aktuell in der 2. Basketball-Bundesliga „ProA“, nachdem sie auch in der Basketball-Bundesliga über einige Jahre zu einer festen Größe gehörten.
- Tennis: Die Gerry Weber Open in Halle (Westf.) sind ein jährlich stattfindendes ATP-Turnier. In der Tennis-Bundesliga der Herren spielt die Mannschaft Team Hämmerling vom TuS Sennelager aus Paderborn.
- Laufen: Ältester deutscher Straßenlauf ist der Paderborner Osterlauf (Halbmarathon). Bekannt ist auch der Hermannslauf, ein Volkslauf zwischen Hermannsdenkmal und Sparrenburg, sowie der seit 1974 ausgetragene Oktoberwochenlauf im Rahmen der Oktoberwoche in der Hansestadt Warburg.
- Golf: Mit über 20 Golfclubs ist OWL eine Region mit besonders hoher Golfplatzdichte.
- Paintball: Der bekannteste und größte Paintball-Verein der Region sind die OWL-Sharks.
- Baseball/ Softball: Eine der erfolgreichsten Mannschaften im deutschen Baseball sind seit Ende der 1990er Jahre die Paderborn Untouchables. In den 1980er und 90er Jahren waren die Bielefeld Peanuts 11-mal in Folge deutscher Meister im Frauen-Softball.